# قائمة واحات مصر
في مصر عدد غير قليل من الواحات، وتمتلئ العيون الطبيعية المنتشرة بالواحات بالمياه الكبريتية الدافئة الصالحة للإستشفاء من الأمراض الروماتيزمية، ويفد إليها الزائرين من هواة رحلات السفاري والسهرات البدوية الغنائية. للإستمتاع ومشاهدة المعالم الطبيعية والسياحية
في واحة سيوة تقع أطلال قصر شالي، معبد الوحي الذي زاره الإسكندر الأكبر، معبد آمون، ضريح سليمان، جبل الموتى، بحيرة فطناس، حمام كليوباترا، مركز سيوة لتوثيق التراث، صحاري بحر الرمال العظيم. وتضم واحة الفيوم وادي الريان، وادي الحيتان، محمية قارون، قصر قارون، قصر الصاغة، منطقة أم البريجات الأثرية، أطلال كرانيس الأثرية، أطلال ديمية السباع، مقابر اللاهون، هرم اللاهون، هرم هوارة، دير العزب، السبع سواقي. وتعتبر واحة الخارجة مكان مثالي للقيام برحلة سفاري شيقة في الصحراء الغربية، وزيارة الأماكن المصرية القديمة مثل معبد هيبس، معبد دوش، مقابر البجوات، دير الكاشف، قصر اللبخة، دابشية، قلعة أم الدباديب، دير منيرا، معبد نادورا، معبد قصر الزيان، كنيسة السلام الأثرية، مقبرة الأمير خالد الأثرية، متحف آثار الوادي الجديد.
تعتبر الواحات الداخلة من أكثر الواحات المصرية جذباً للسياح، وتحتوي وحدها على أكثر من 500 ينبوع ساخن مثل بئر طرفاوي وبئر الجبل إلى جانب بقايا مدن يعود تاريخها إلى القرون الوسطى مثل قريتي القصر وبلاط، وعين السبيل، وتتوسط الواحة مدينة موط التي تعود إلى العصور الفرعونية. وتتميز واحة الفرافرة بالعزلة في الصحراء الغربية، التي يغلب عليها اللون الأبيض بفضل تكويناتها الصخرية الطباشيرية العجيبة، وينتشر بصحرائها الجبال الكرستالية والصخور التي تتخذ عدة أشكال مألوفة. كما يقع بها متحف بدر وقصر الفرافرة وينابيع بئر سيتا الساخنة وبحيرة المفيد.
تمتد الواحات البحرية على مساحة شاسعة من الصحراء التي تحيط بها تلال سوداء من أحجار الكوارتز اشتهرت باسم الصحراء السوداء. كما تضم عدداً كبيراً من الأماكن المذهلة مثل مقابر البطليمية، متحف الباويطي، جبل الدست وجبل المغرفة، أسود الطين، البحيرة المالحة.

## القائمة
| اسم الواحة | صورة | المحافظة             | المساحة | ملاحظات |
| ---------- | ---- | -------------------- | ------- | ------- |
| الفيوم     |      | محافظة الفيوم        |         |         |
| سيوة       |      | محافظة مطروح         |         |         |
| البحرية    |      | محافظة الجيزة        |         |         |
| الفرافرة   |      | محافظة الوادي الجديد |         |         |
| الداخلة    |      | محافظة الوادي الجديد |         |         |
| الخارجة    |      | محافظة الوادي الجديد |         |         |

## معرض صور

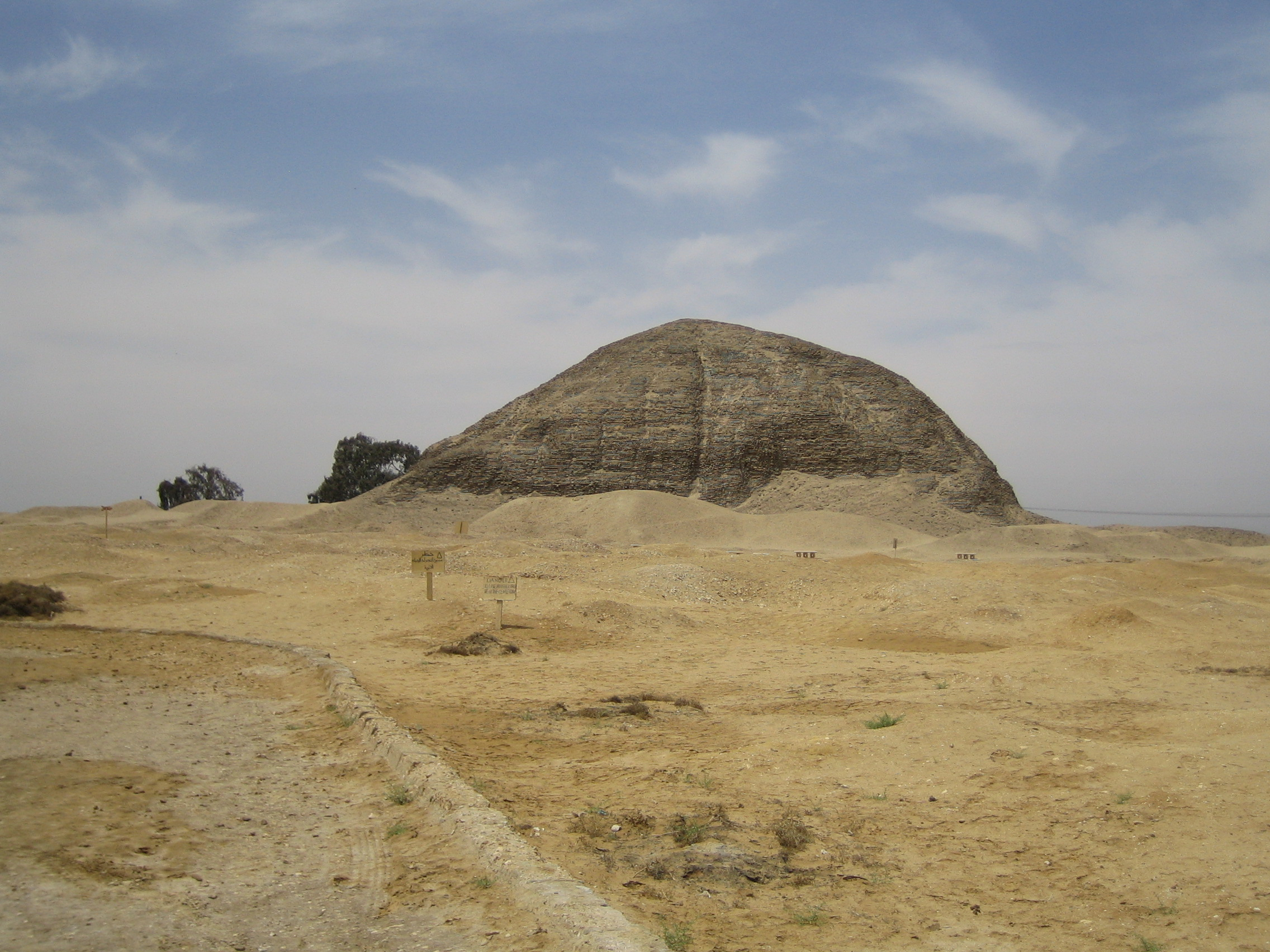
هرم هوارة "الفيوم"
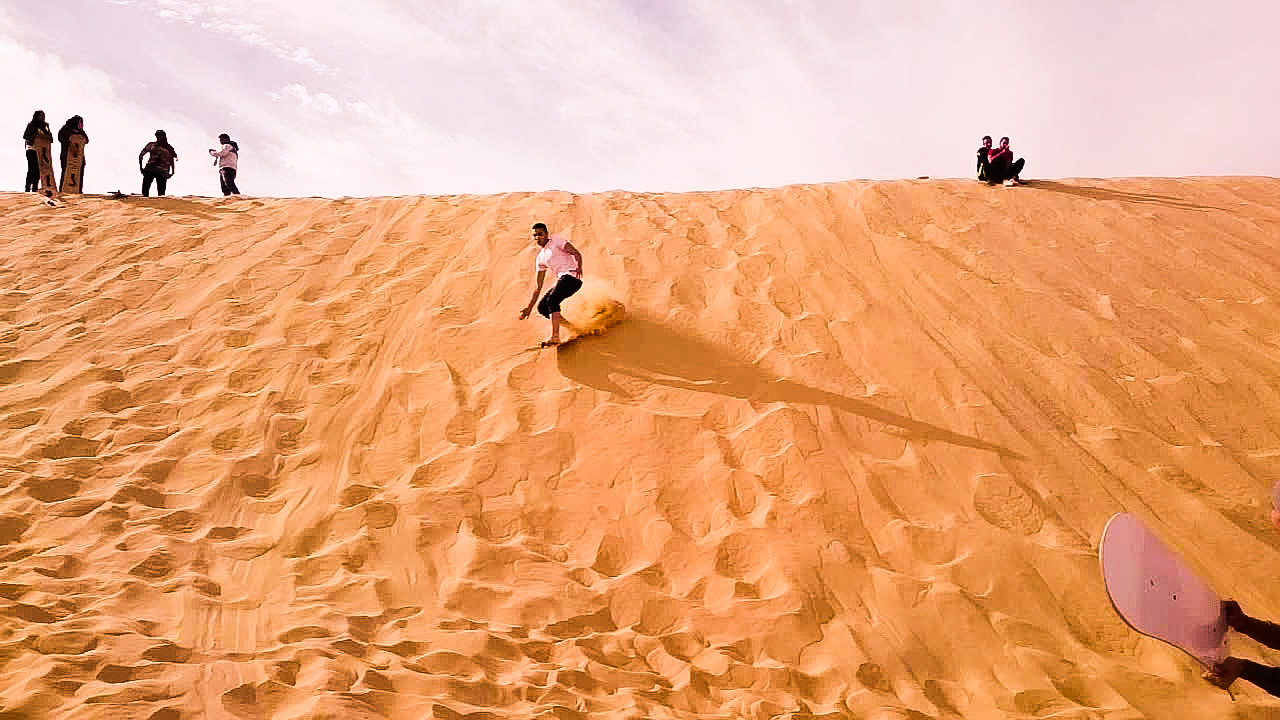
التزلج على الرمال بوادي الريان "الفيوم"
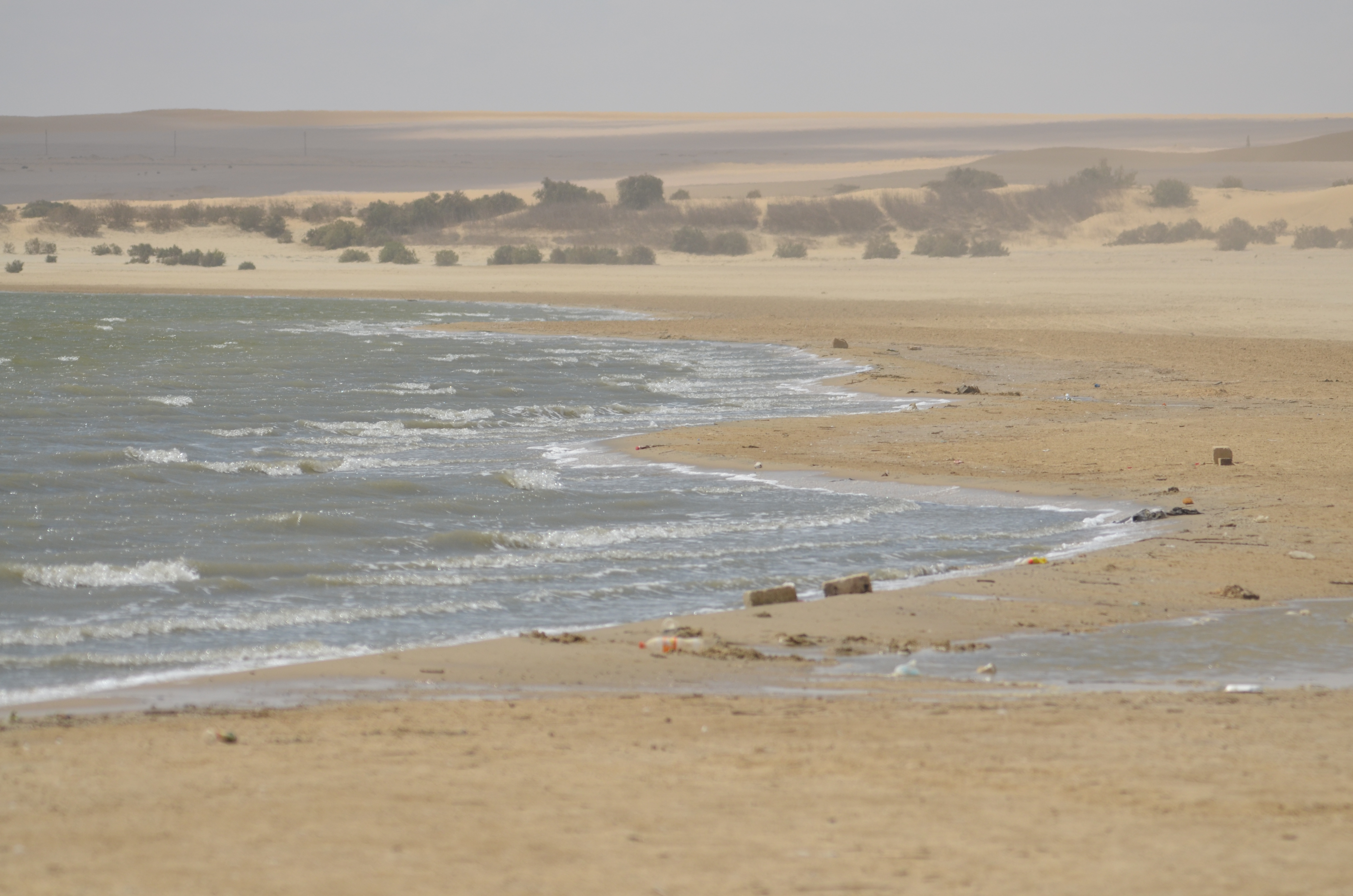
وادي الريان "الفيوم"
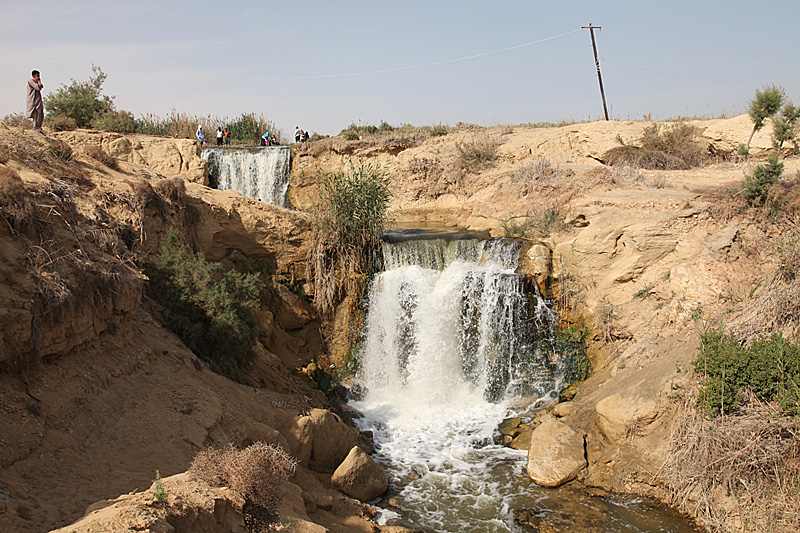
وادي الريان "الفيوم"
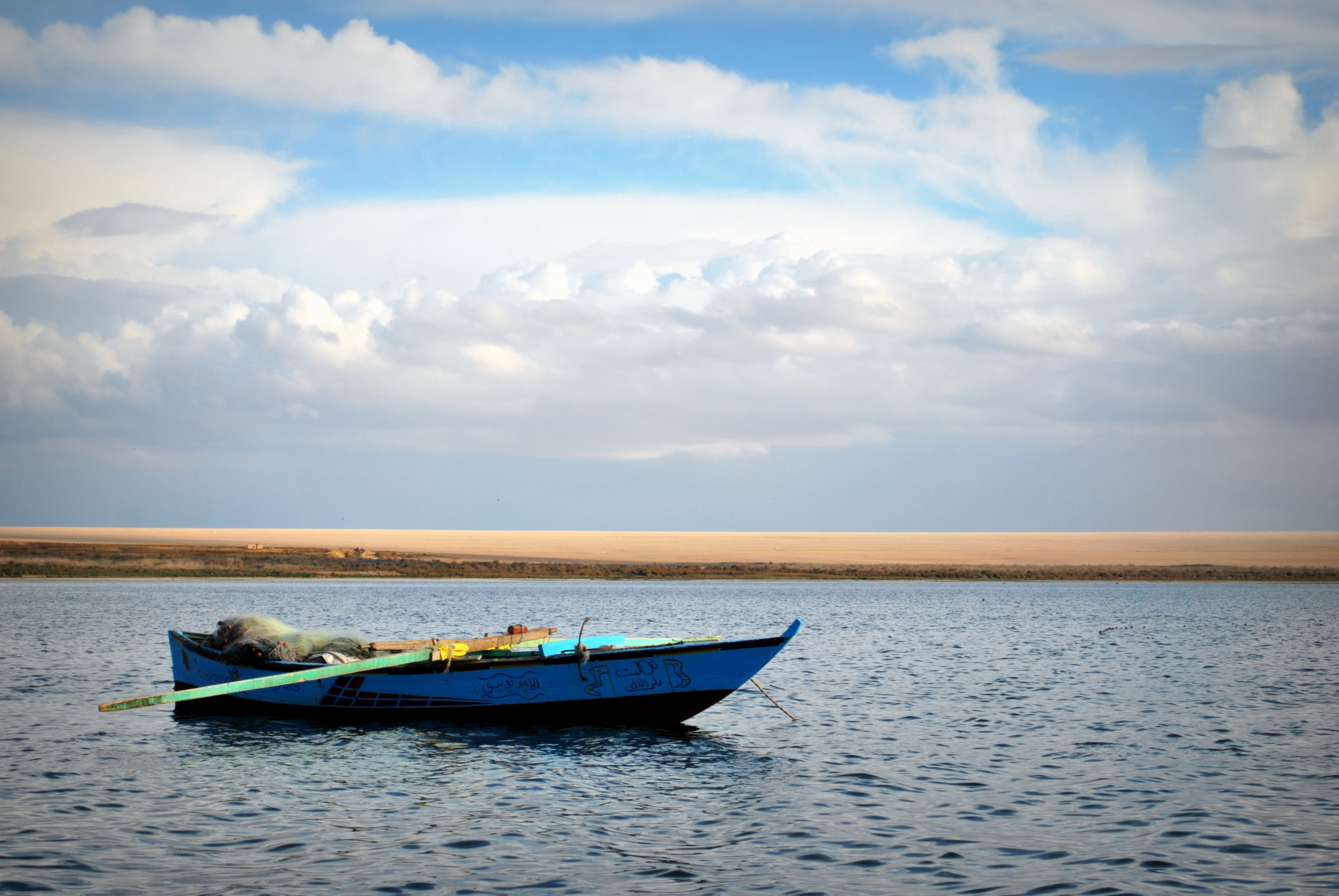
وادي الريان "الفيوم"
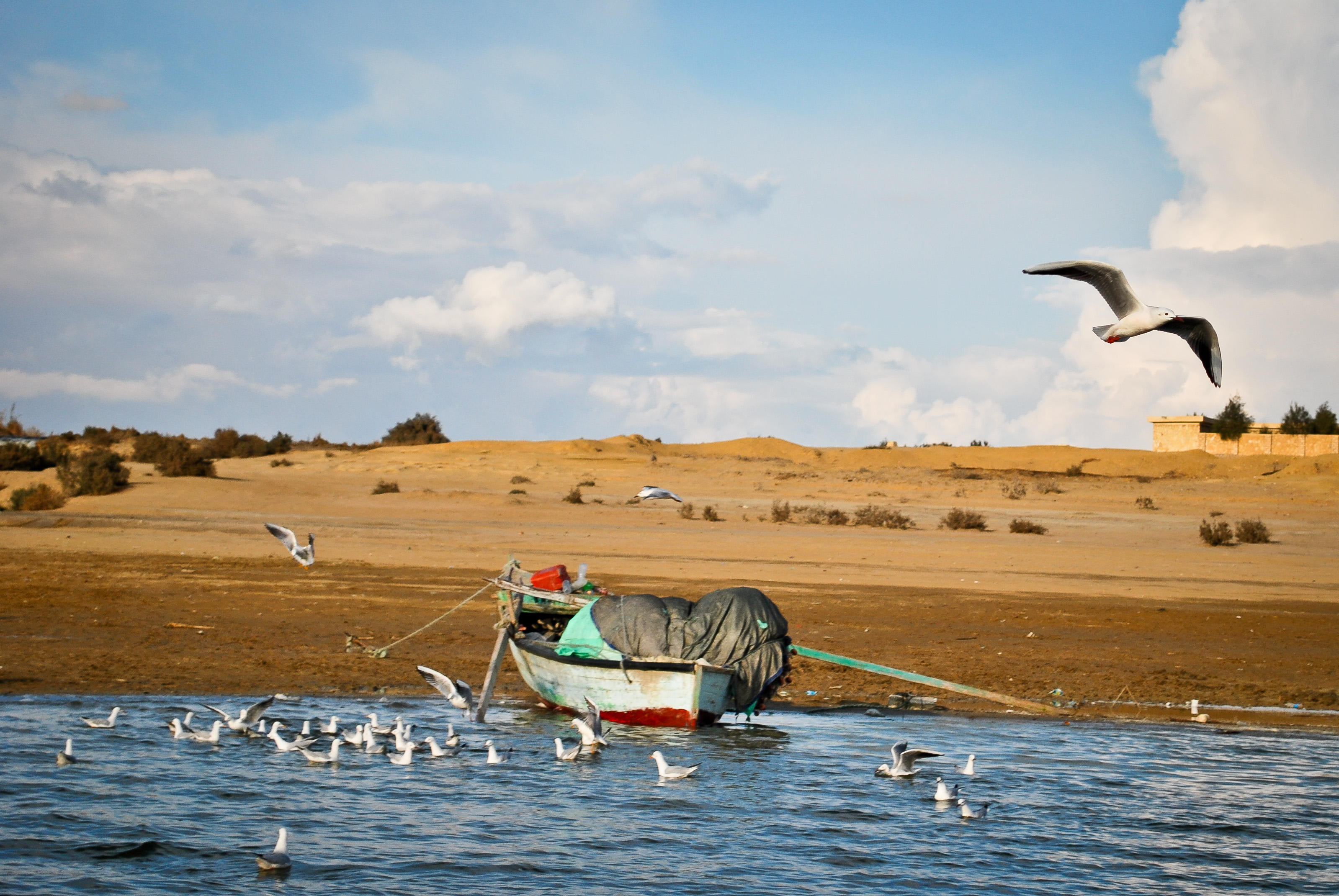
وادي الريان "الفيوم"
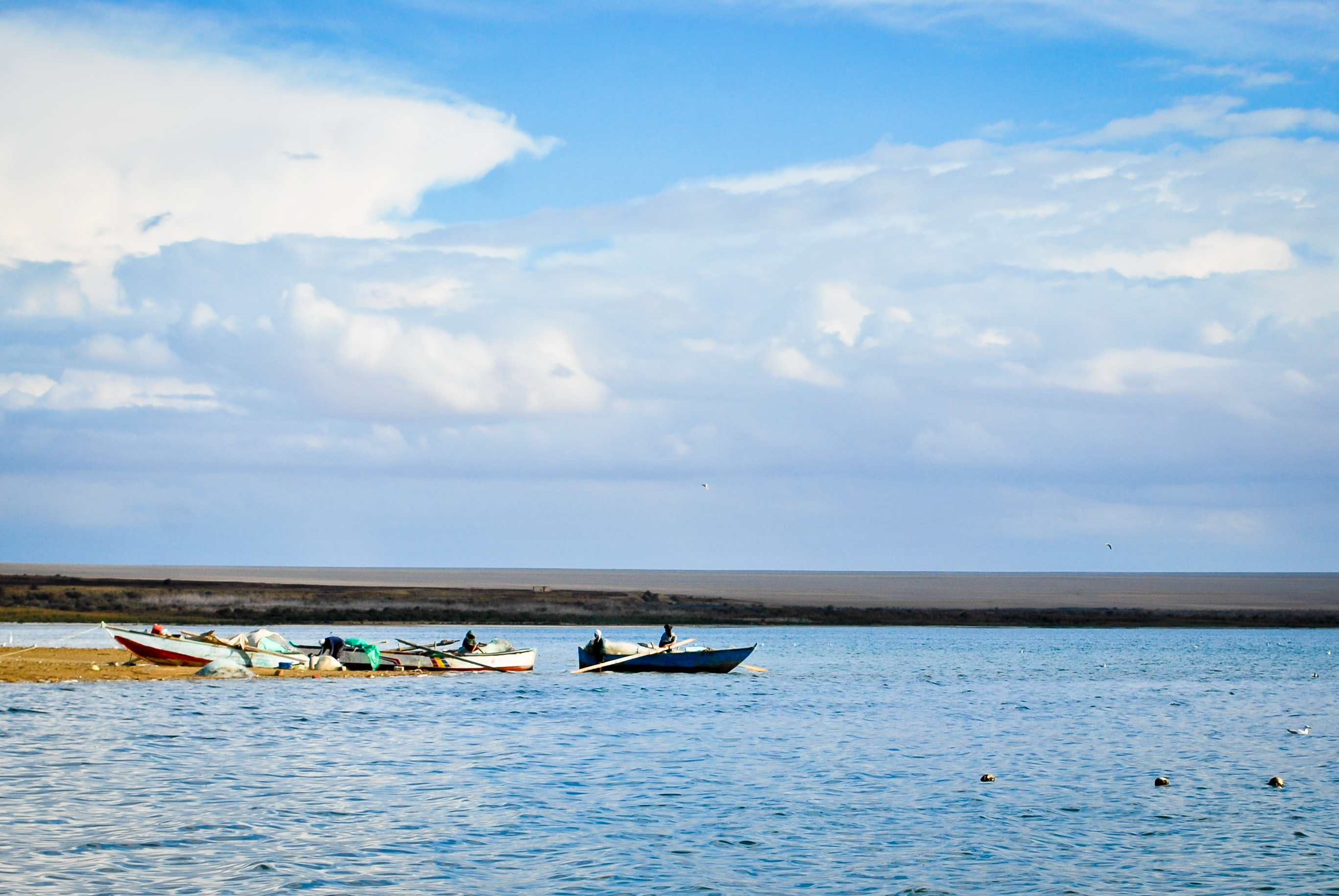
وادي الريان "الفيوم"
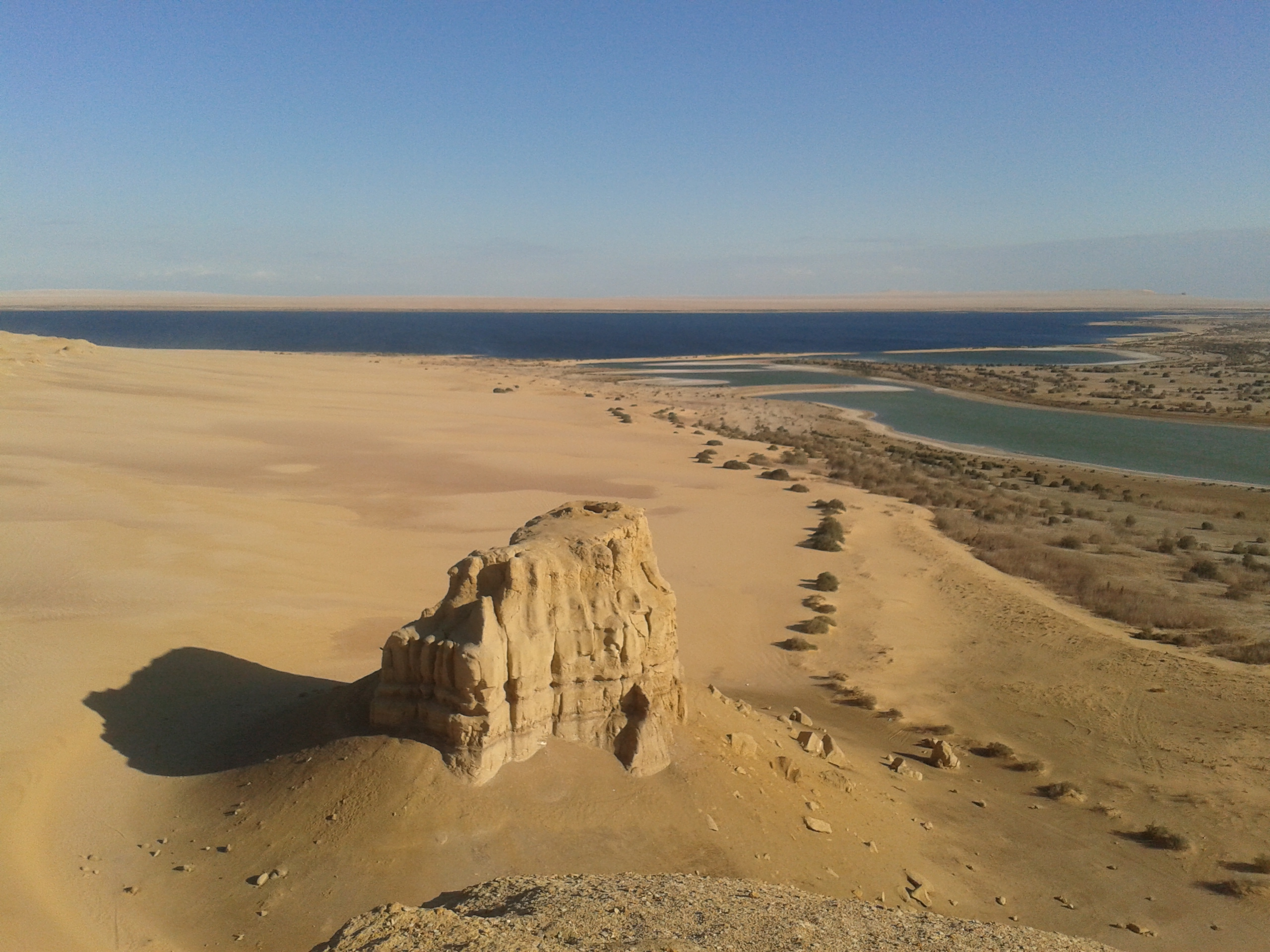
وادي الريان "الفيوم"
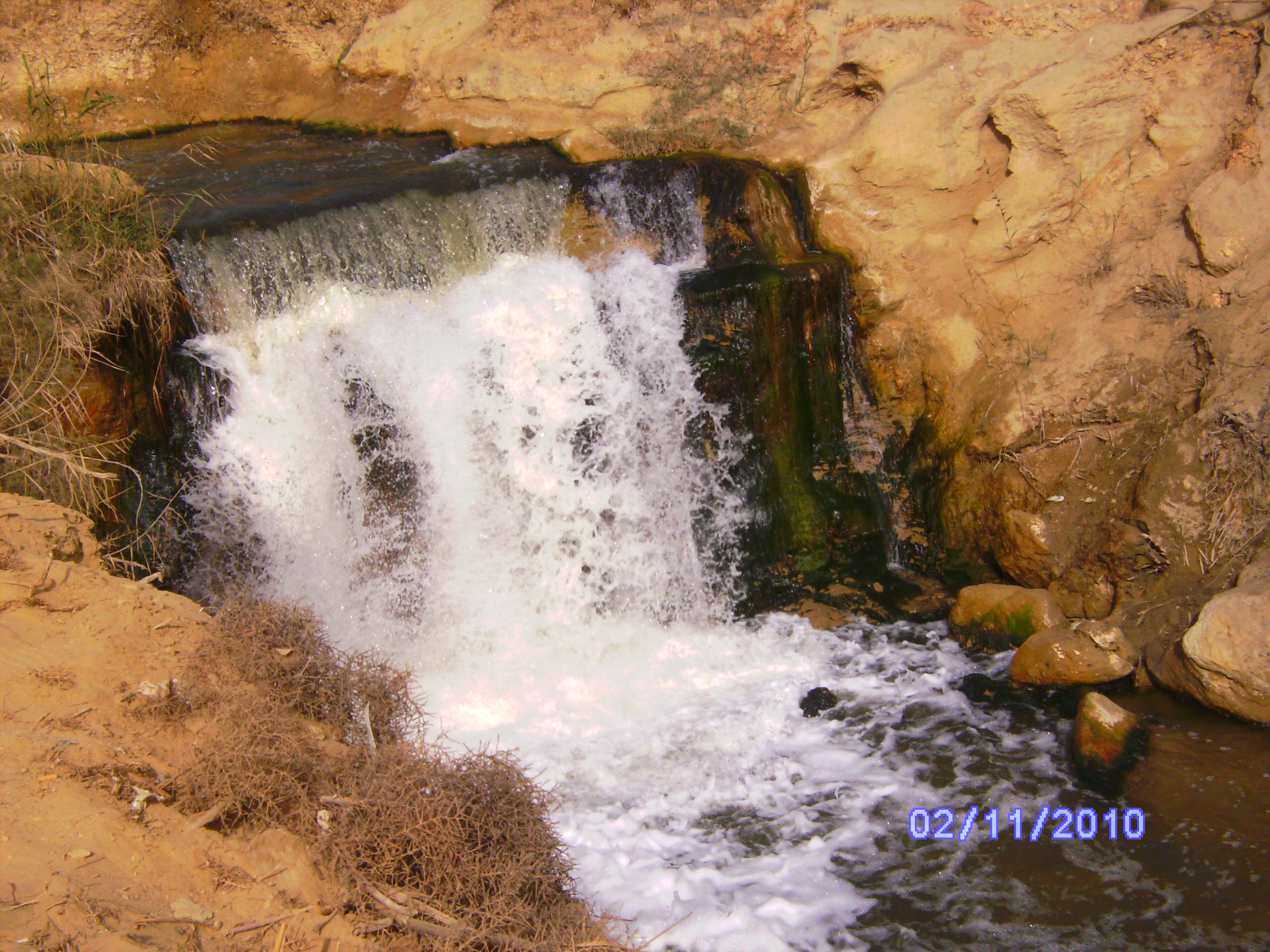
وادي الريان "الفيوم"
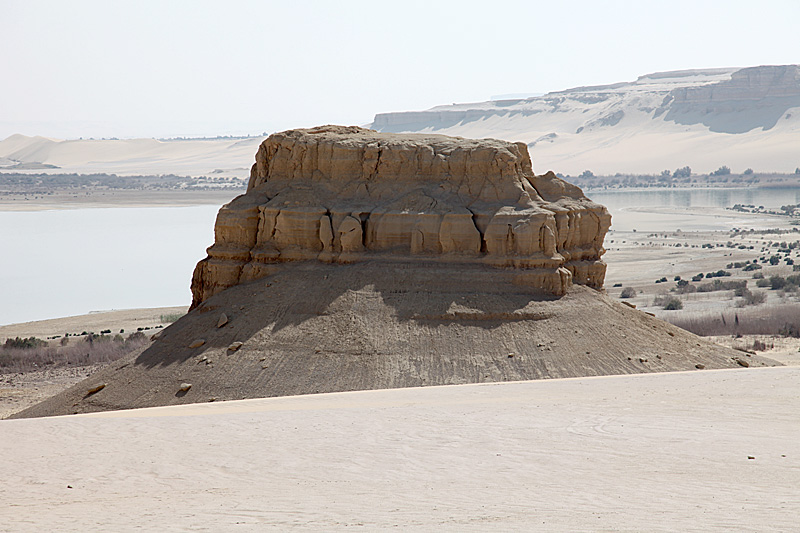
وادي الريان "الفيوم"
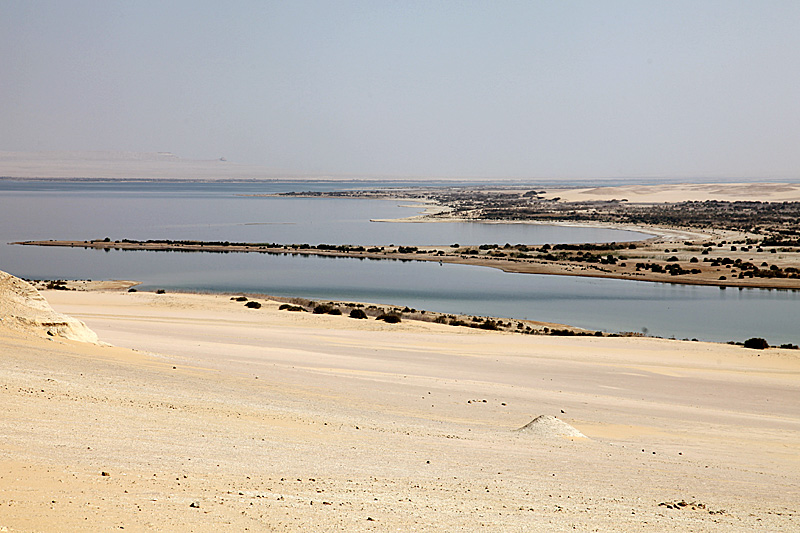
وادي الريان "الفيوم"
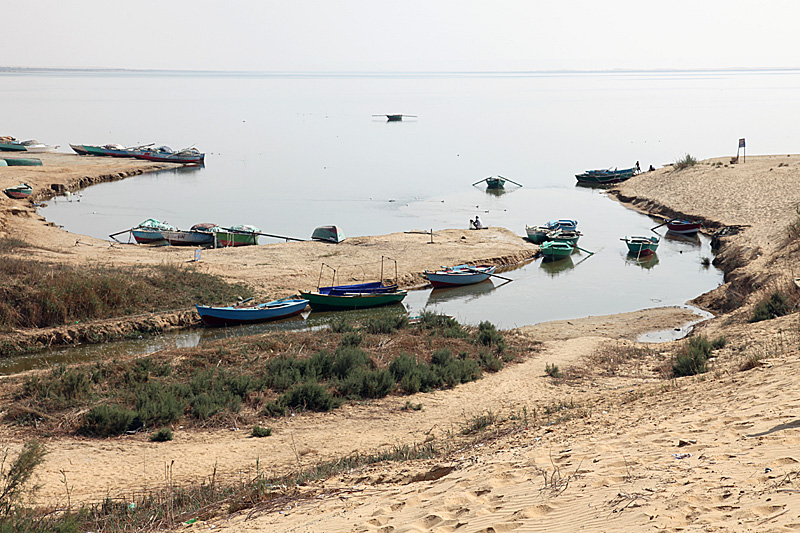
وادي الريان "الفيوم"
وادي الحيتان "الفيوم"
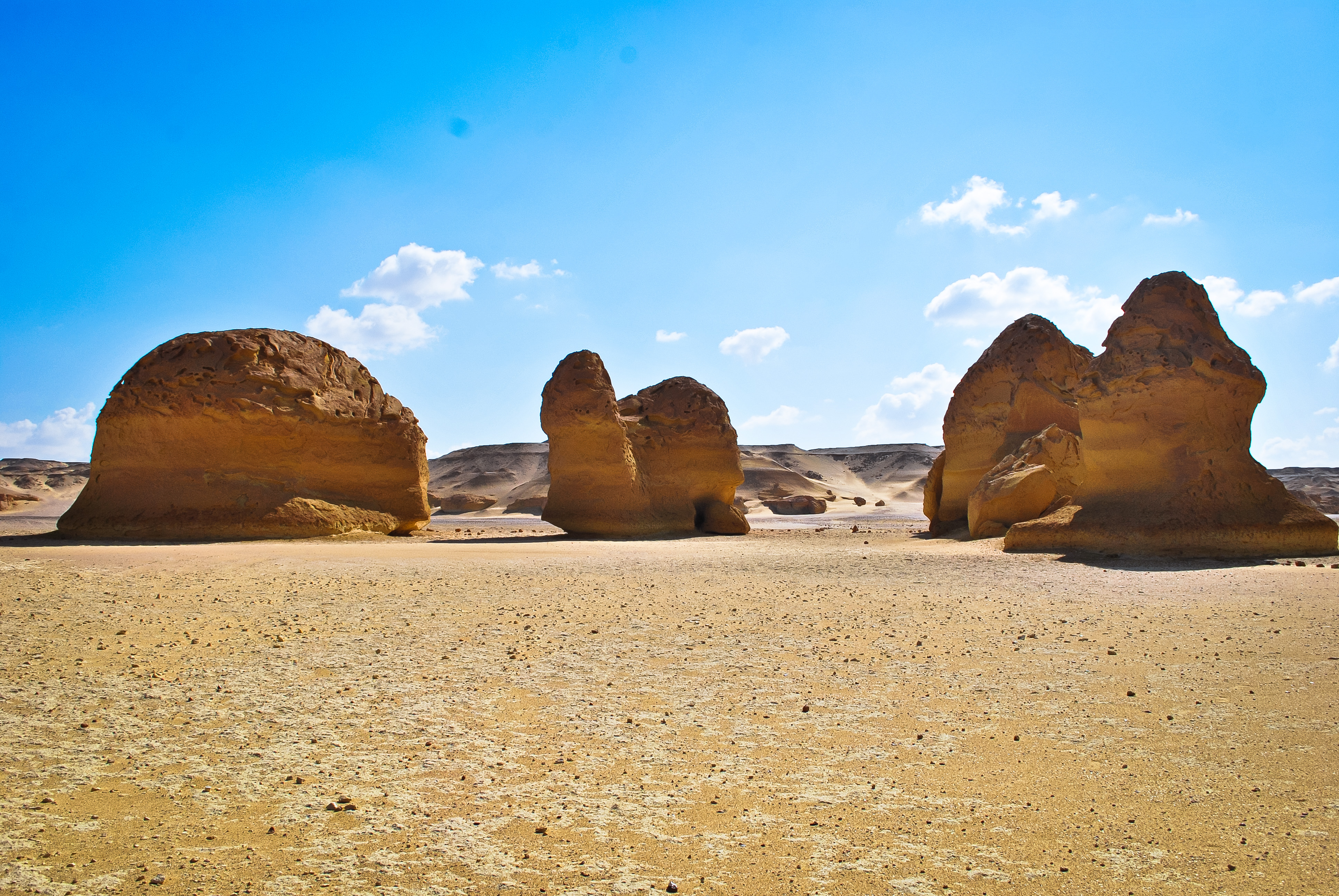
وادي الحيتان "الفيوم"
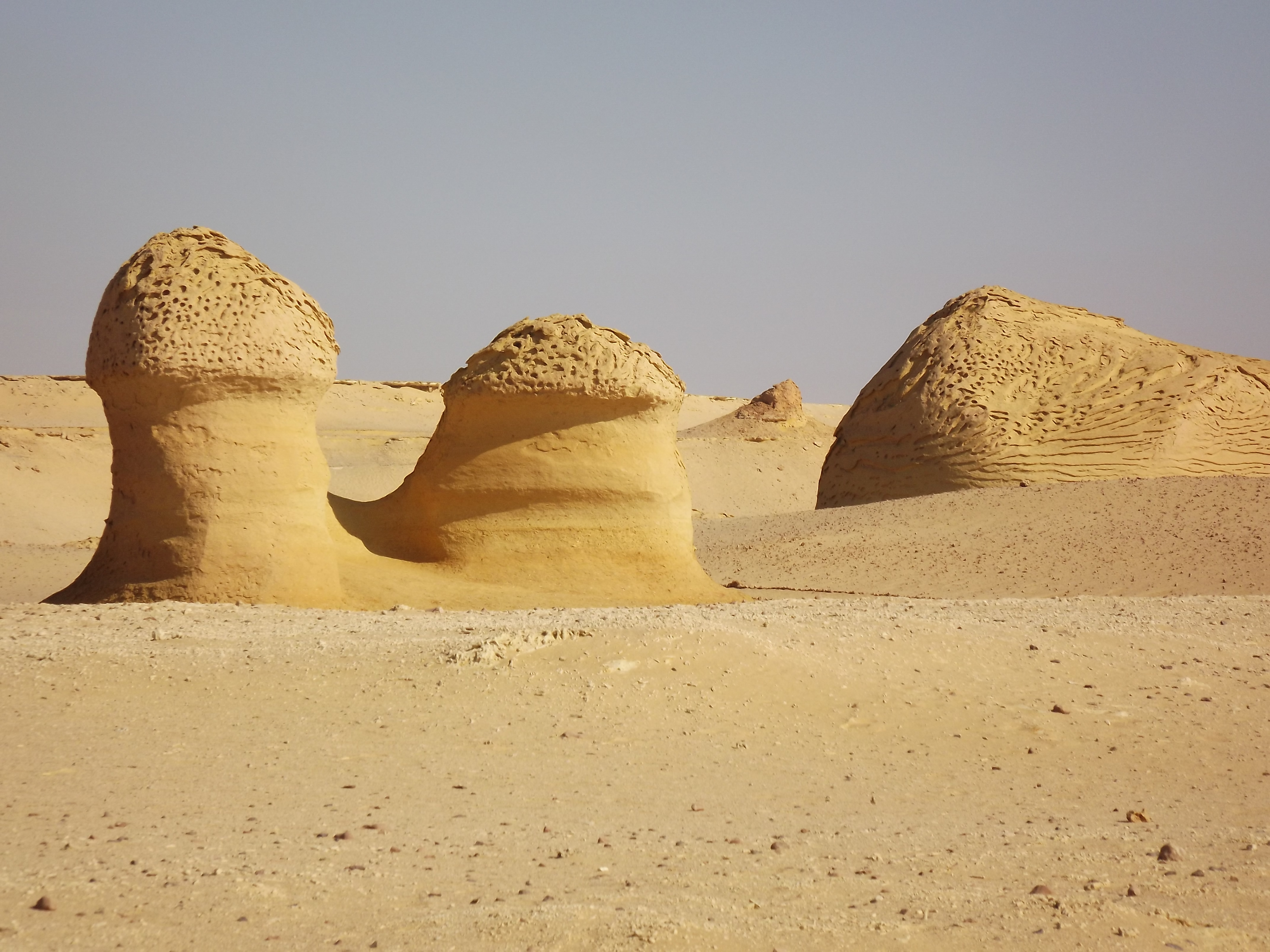
وادي الحيتان "الفيوم"
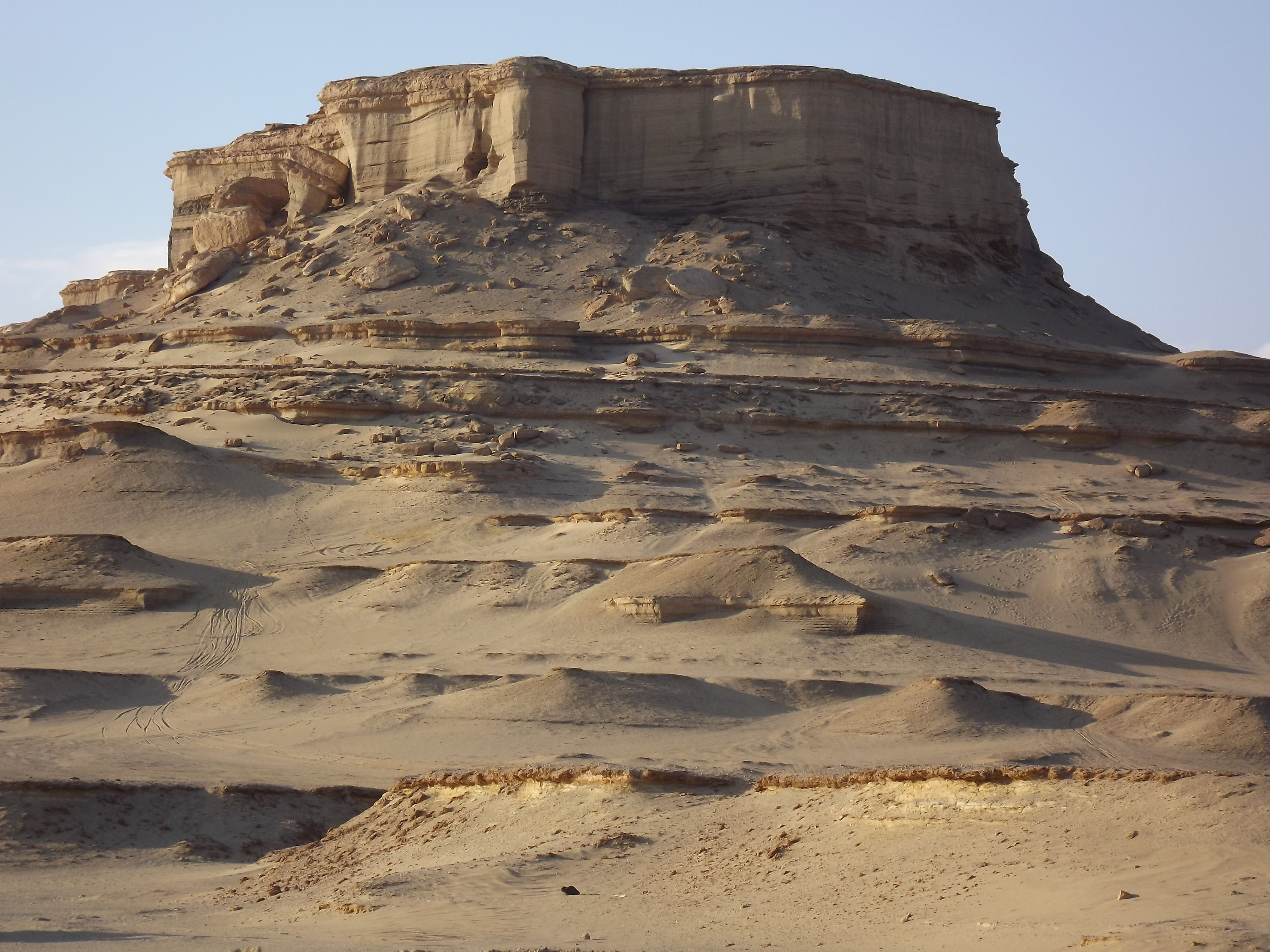
محمية قارون "الفيوم"
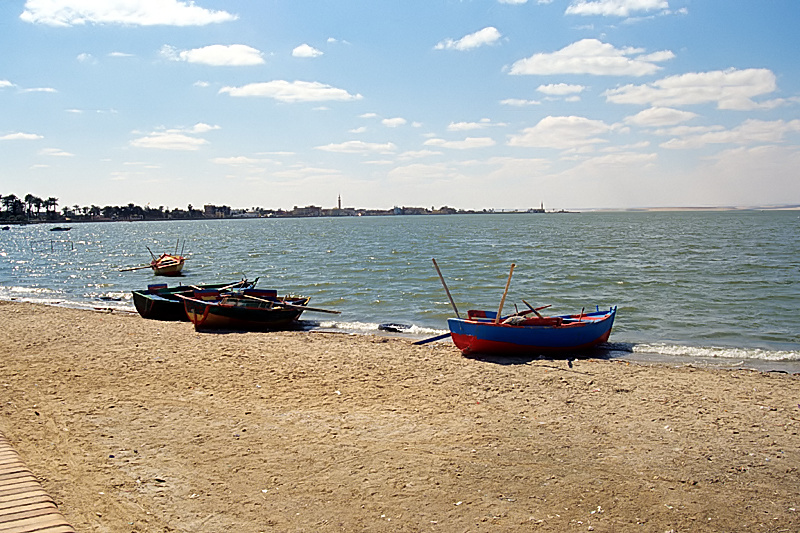
محمية قارون "الفيوم"
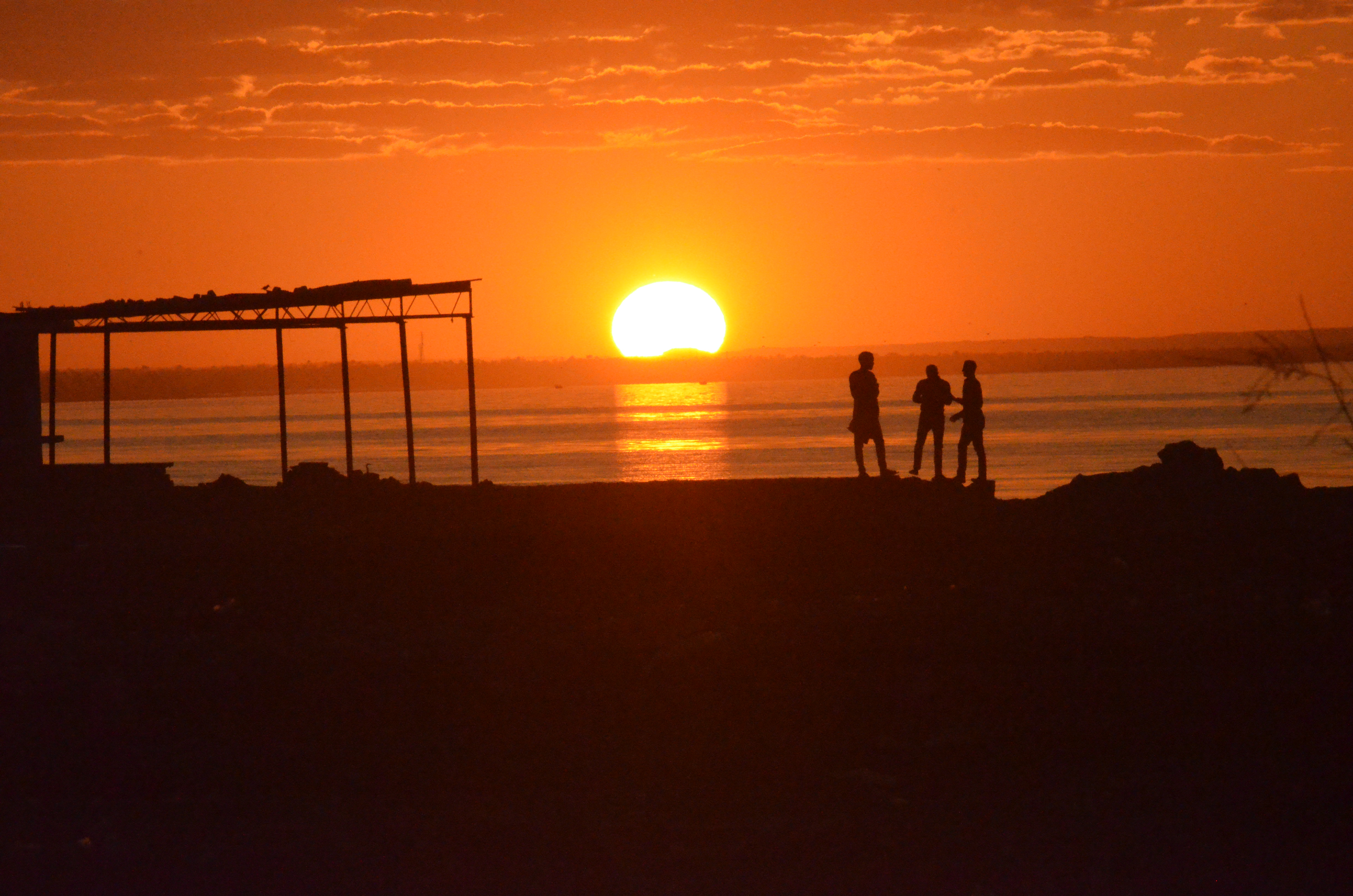
محمية قارون "الفيوم"
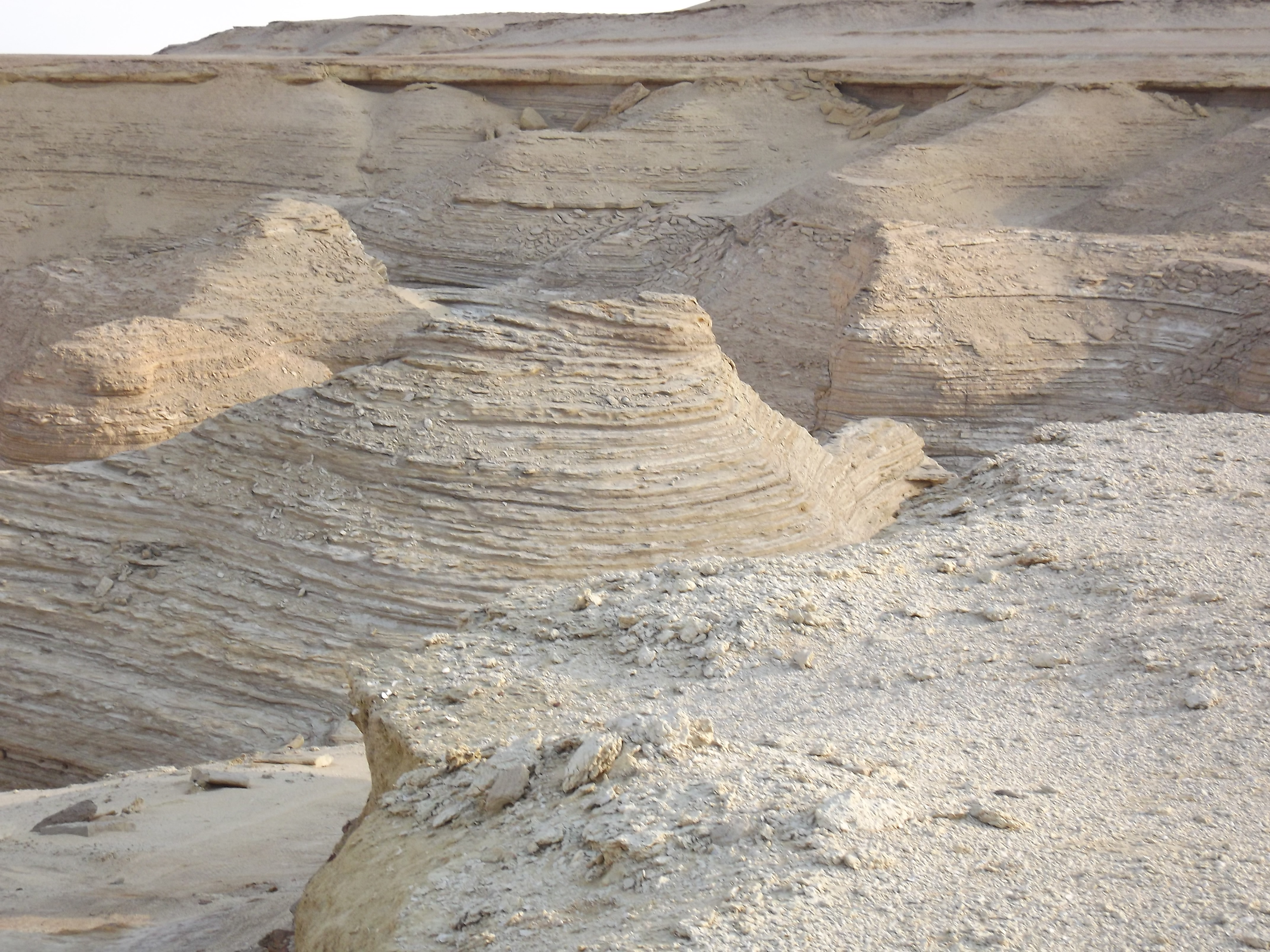
محمية قارون "الفيوم"
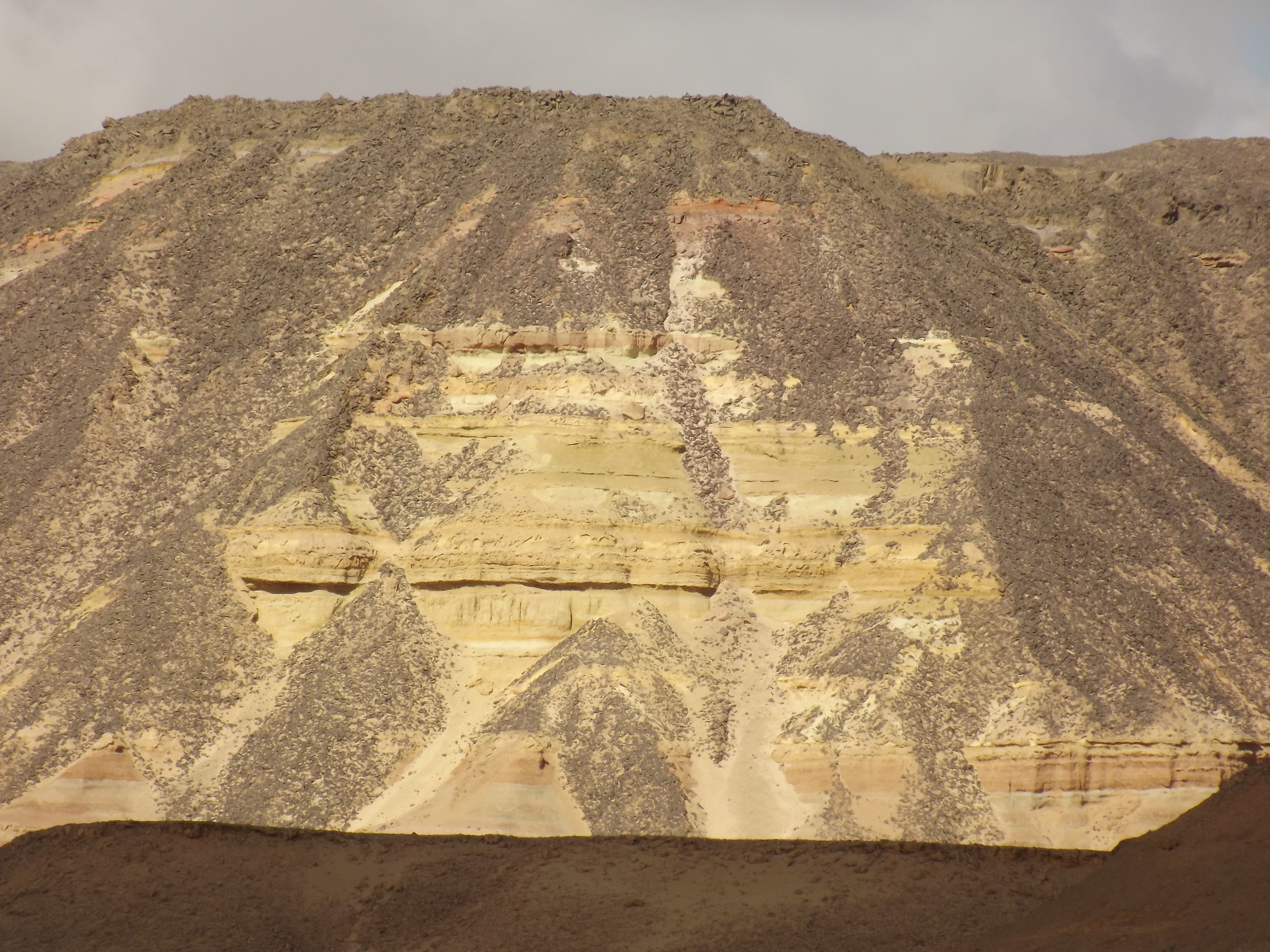
محمية قارون "الفيوم"
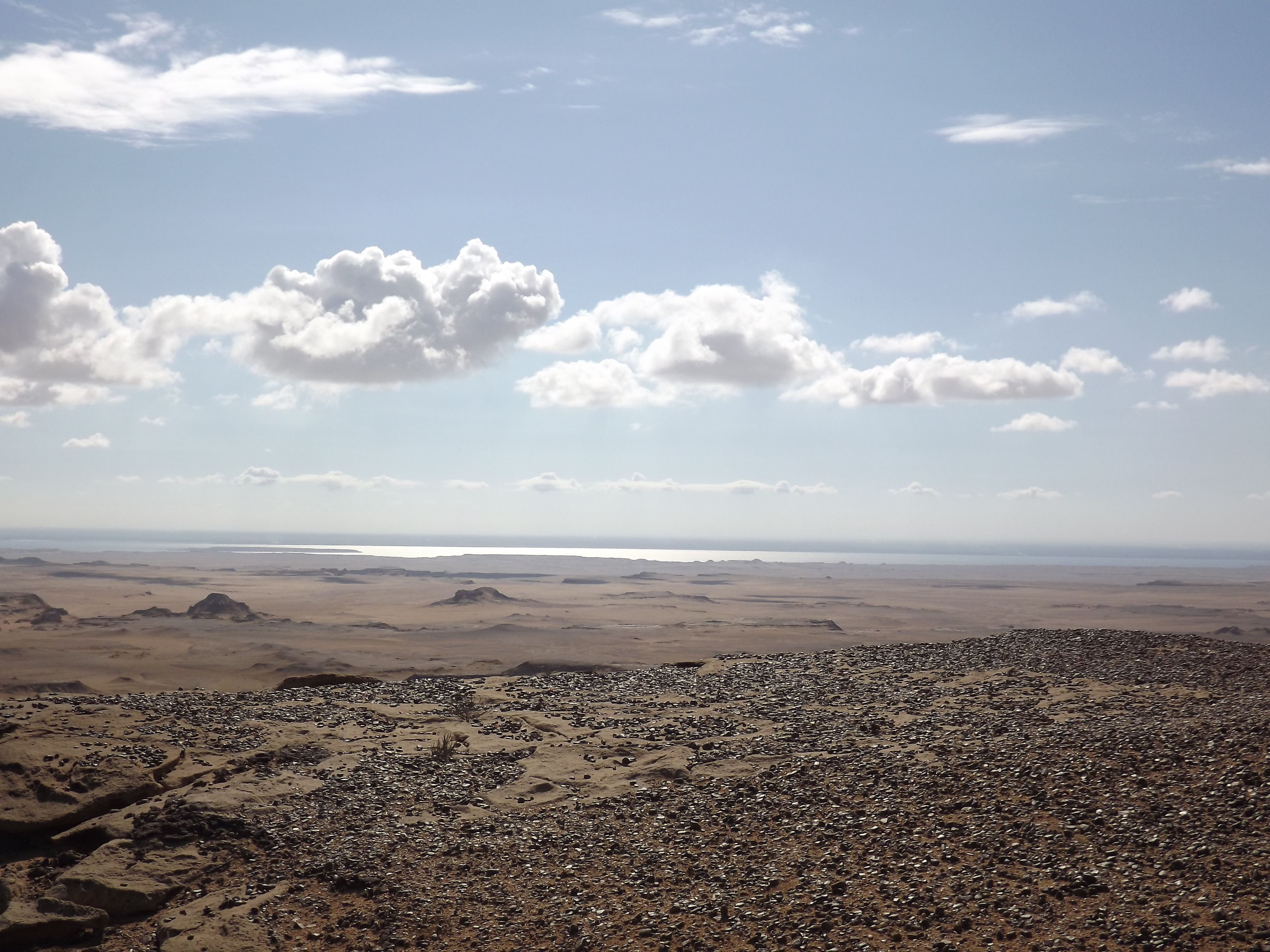
محمية قارون "الفيوم"
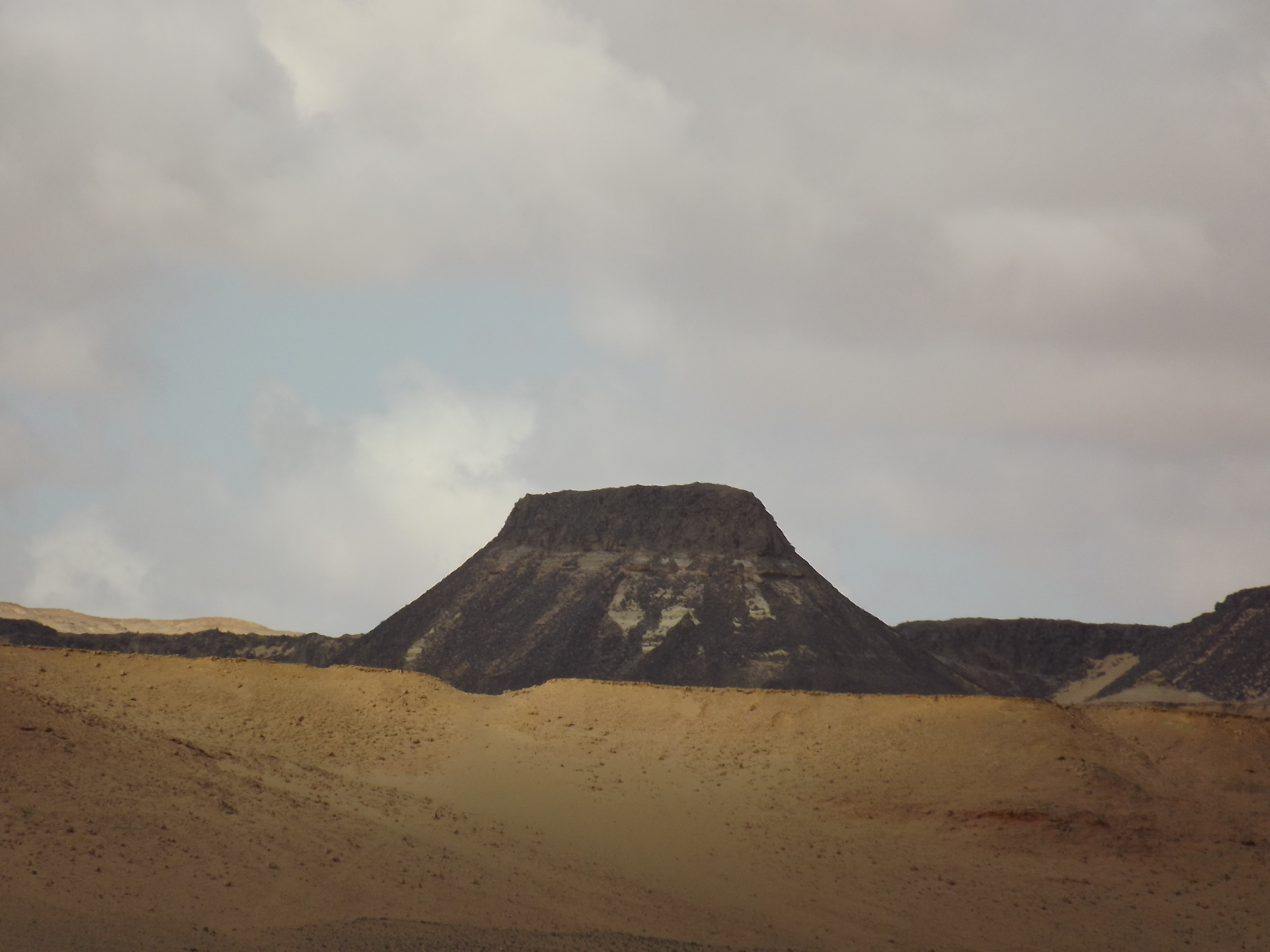
محمية قارون "الفيوم"
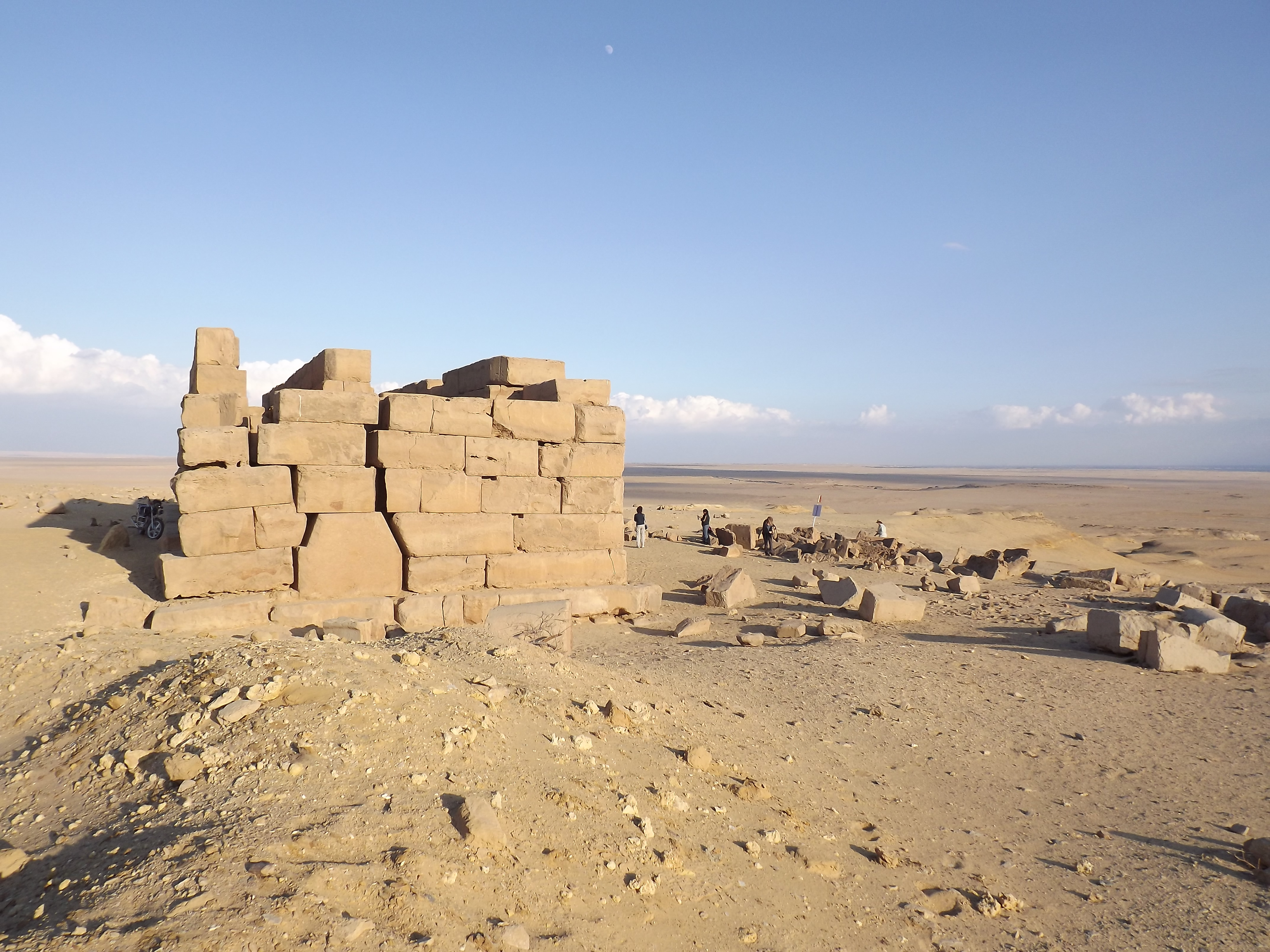
محمية قارون "الفيوم"
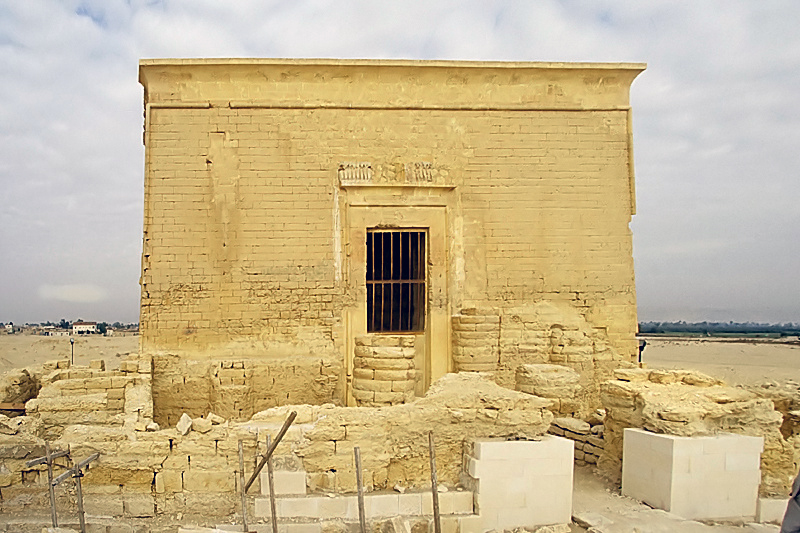
قصر قارون "الفيوم"
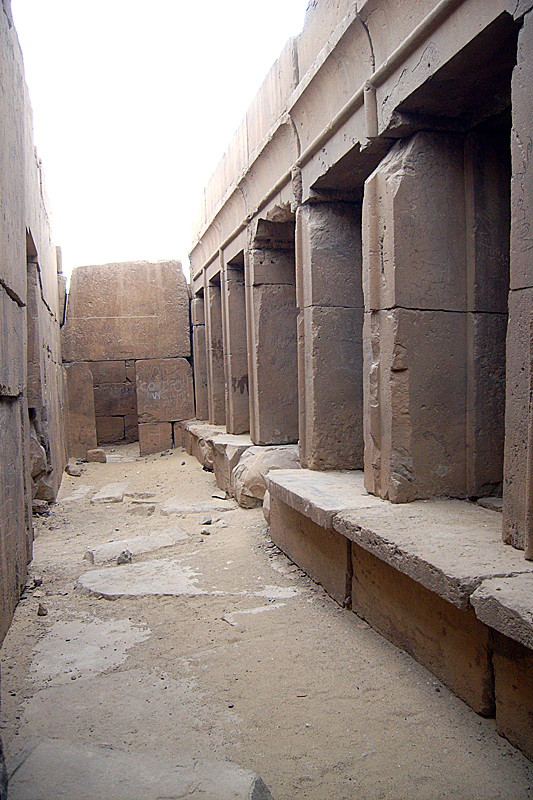
قصر الصاغة "الفيوم"
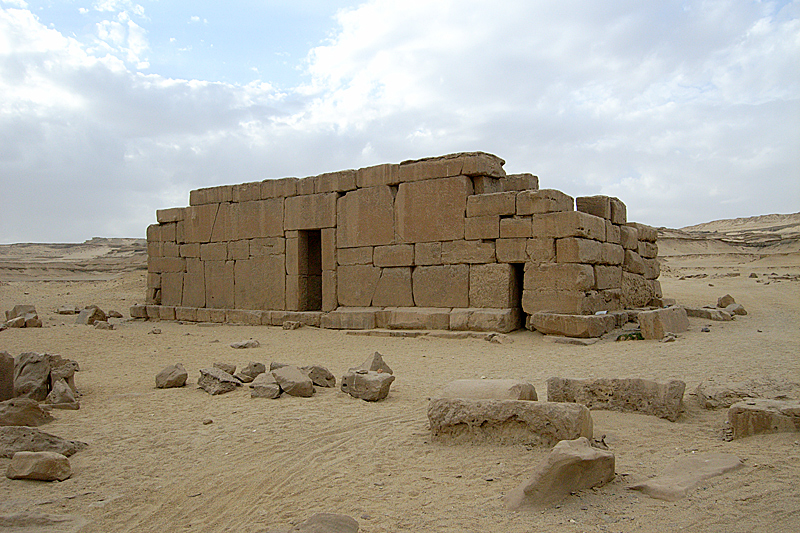
قصر الصاغة "الفيوم"
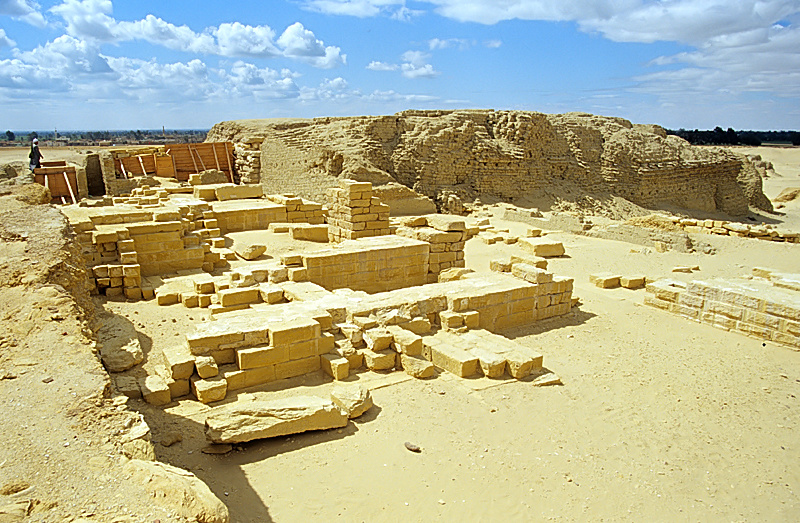
أطلال أم الأثل "الفيوم"
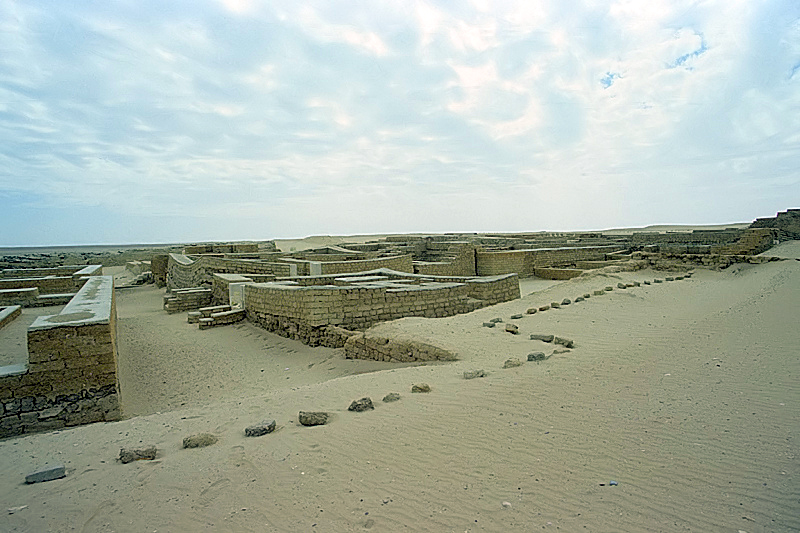
منطقة أم البريجات الأثرية "الفيوم"
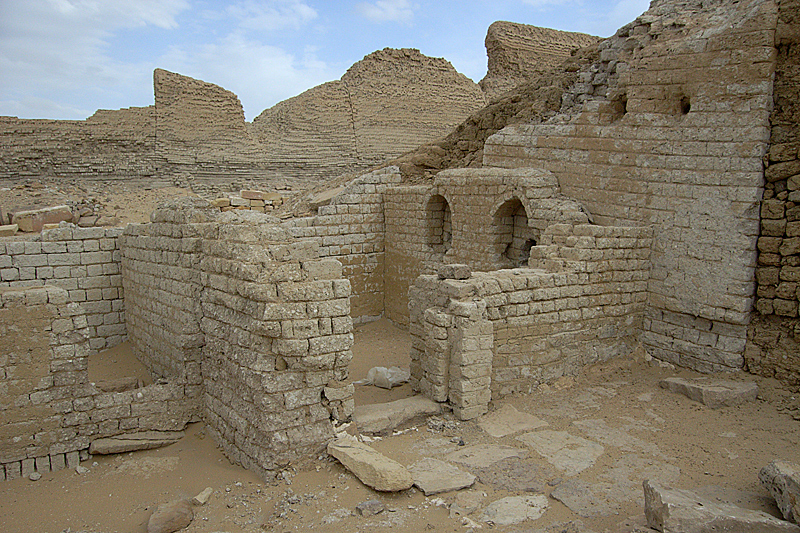
أطلال ديمية السباع "الفيوم"
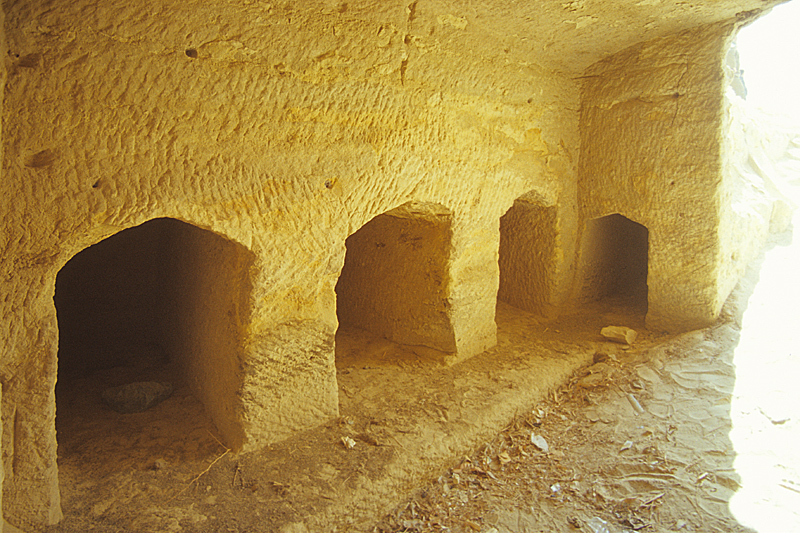
مقابر اللاهون "الفيوم"
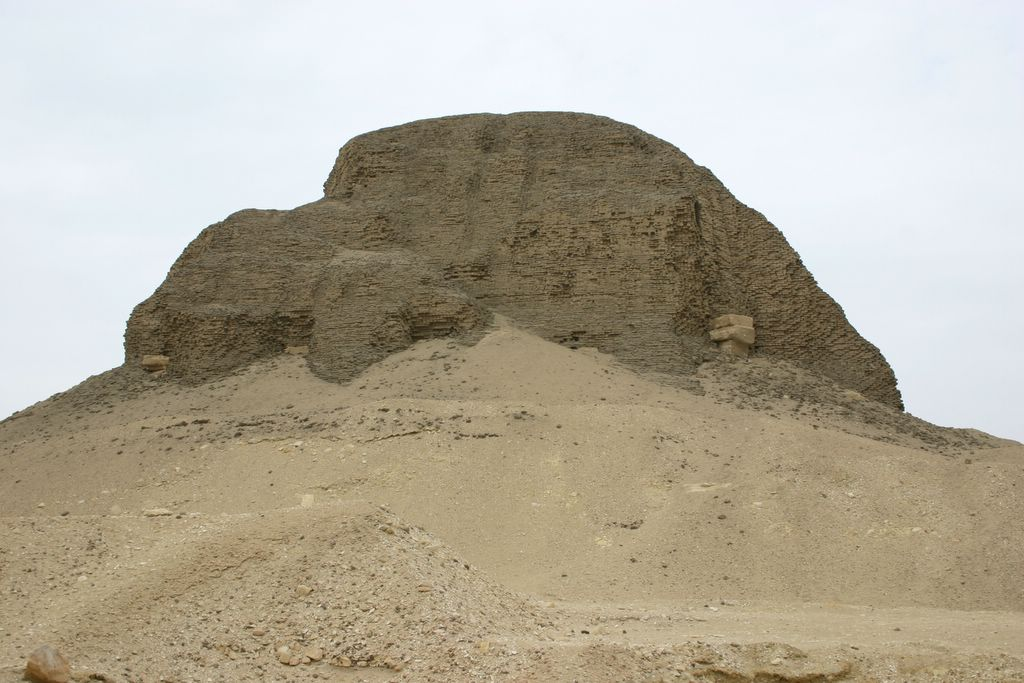
هرم اللاهون "الفيوم"
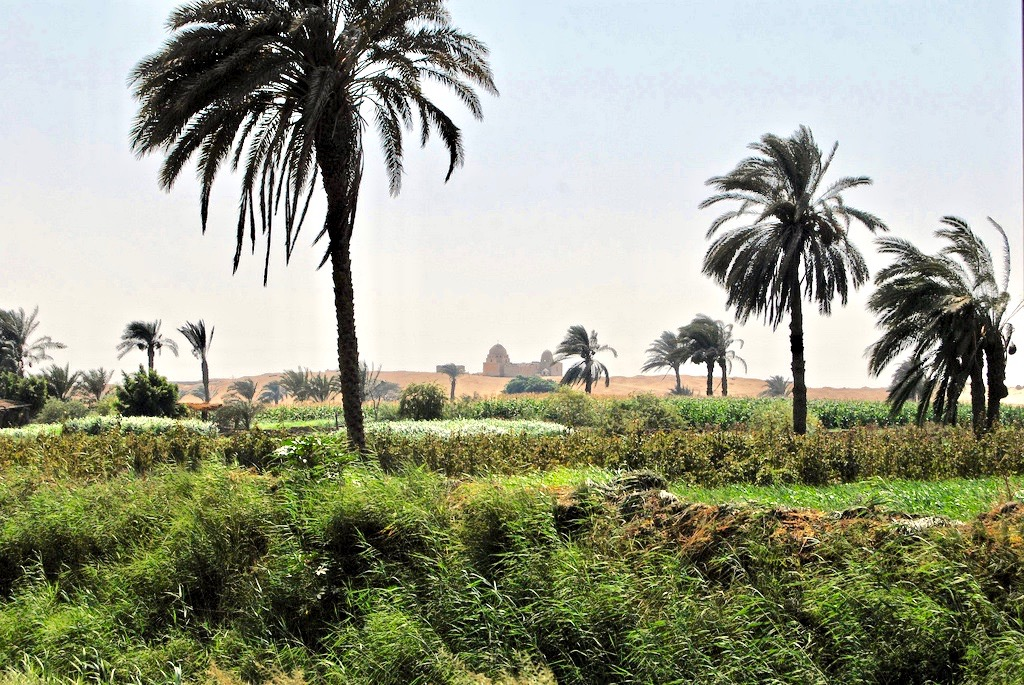
واحة الفيوم
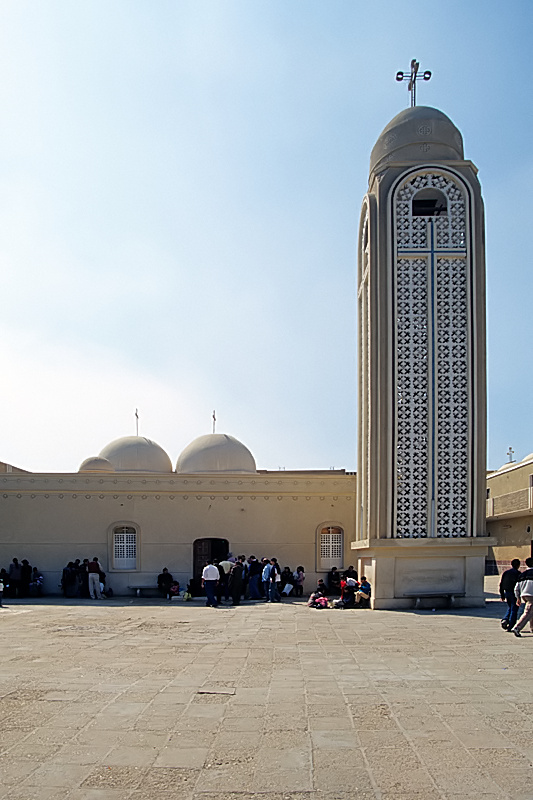
دير العزب "الفيوم"
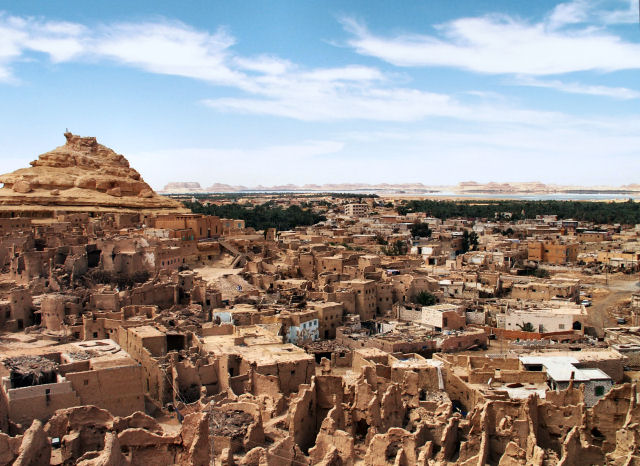
قلعة شالي الأثرية "واحة سيوة"
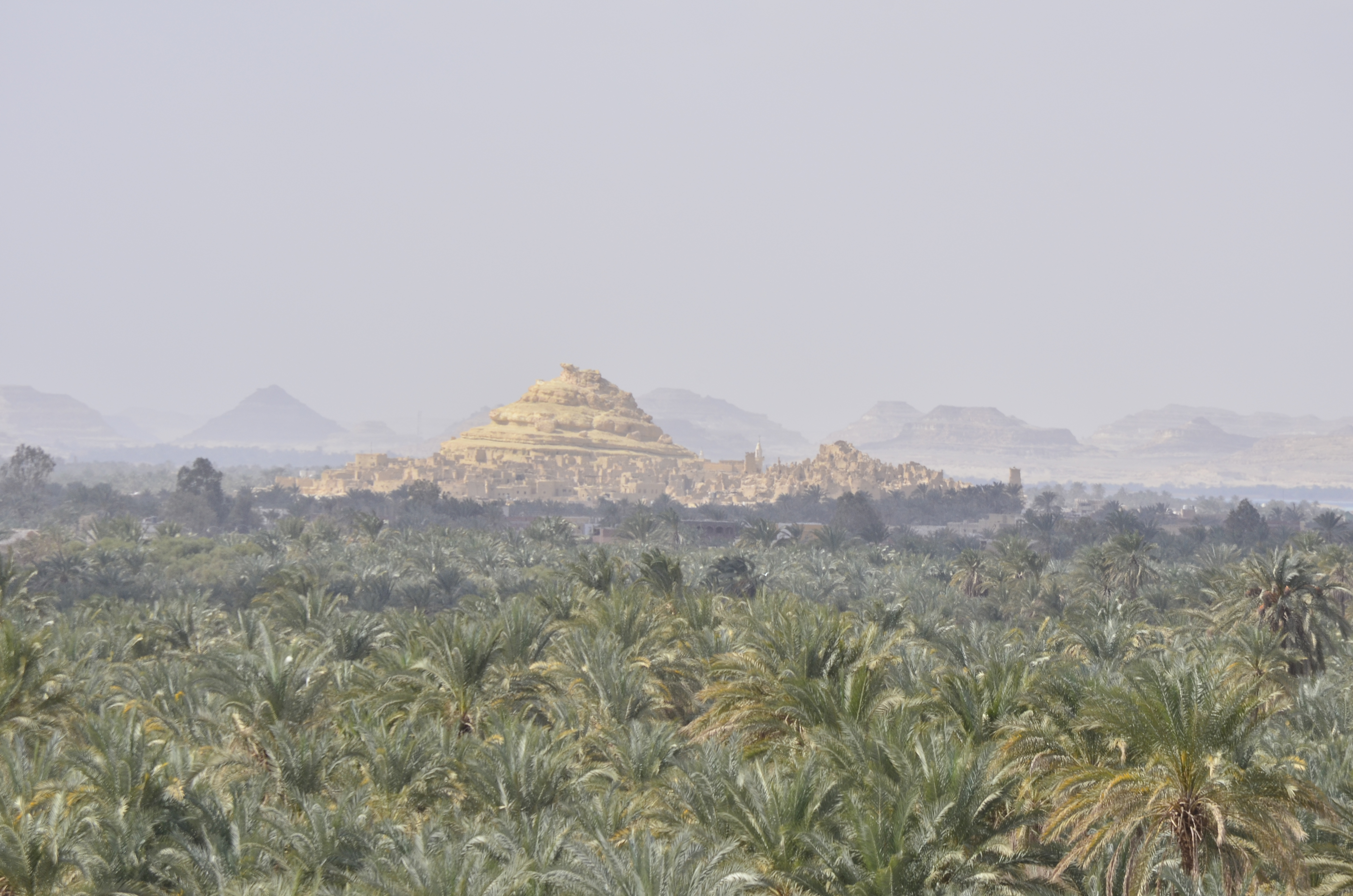
قلعة شالي الأثرية "واحة سيوة"
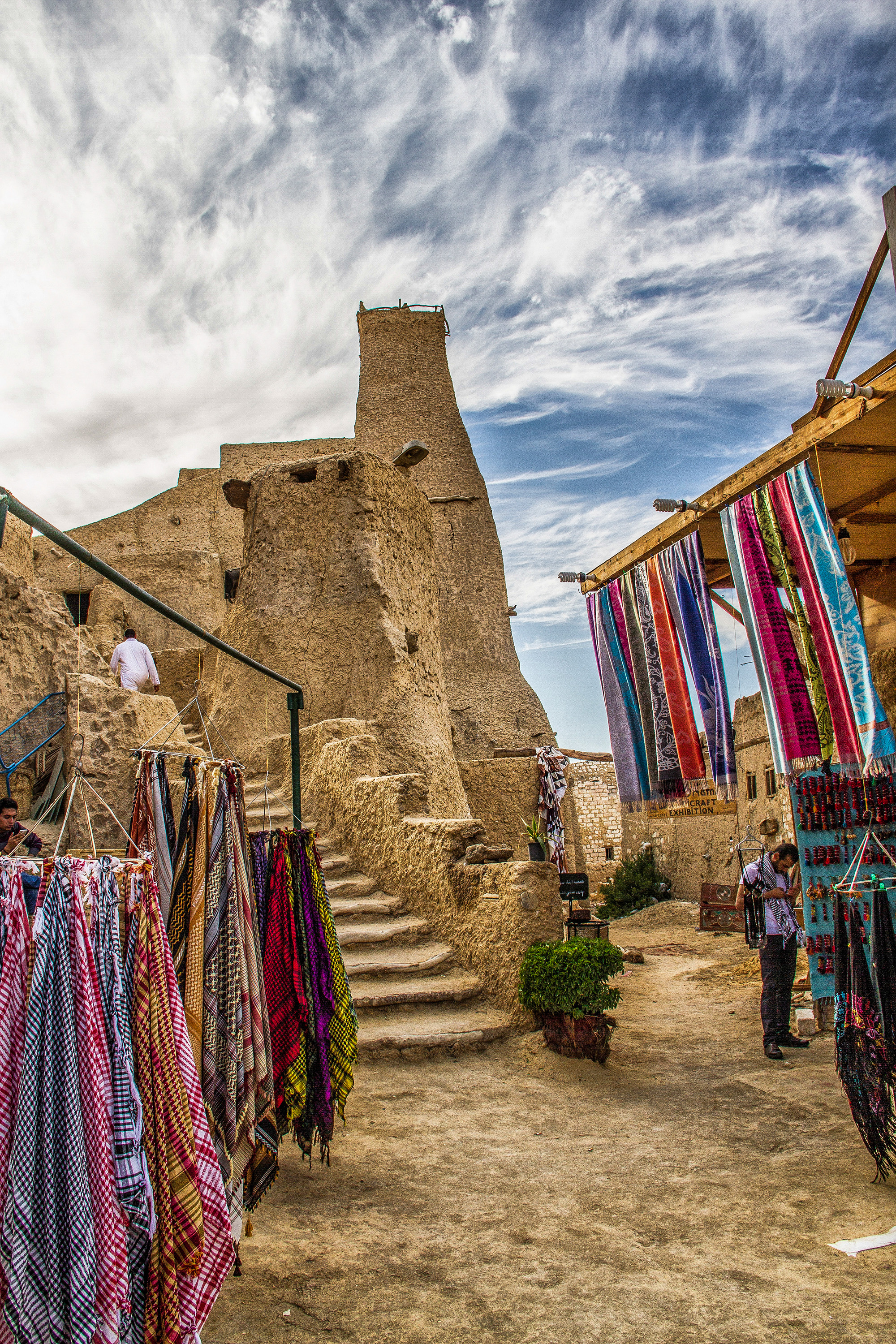
السوق القديم بشالي "واحة سيوة"
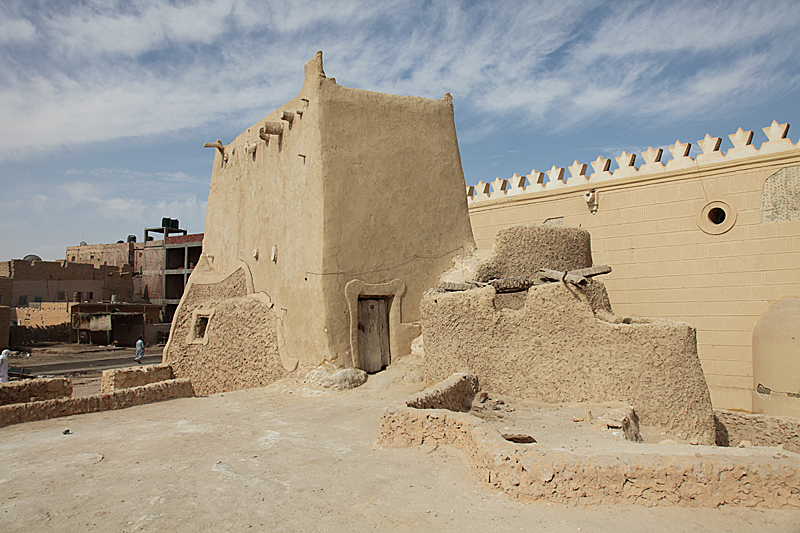
ضريح سليمان "واحة سيوة"
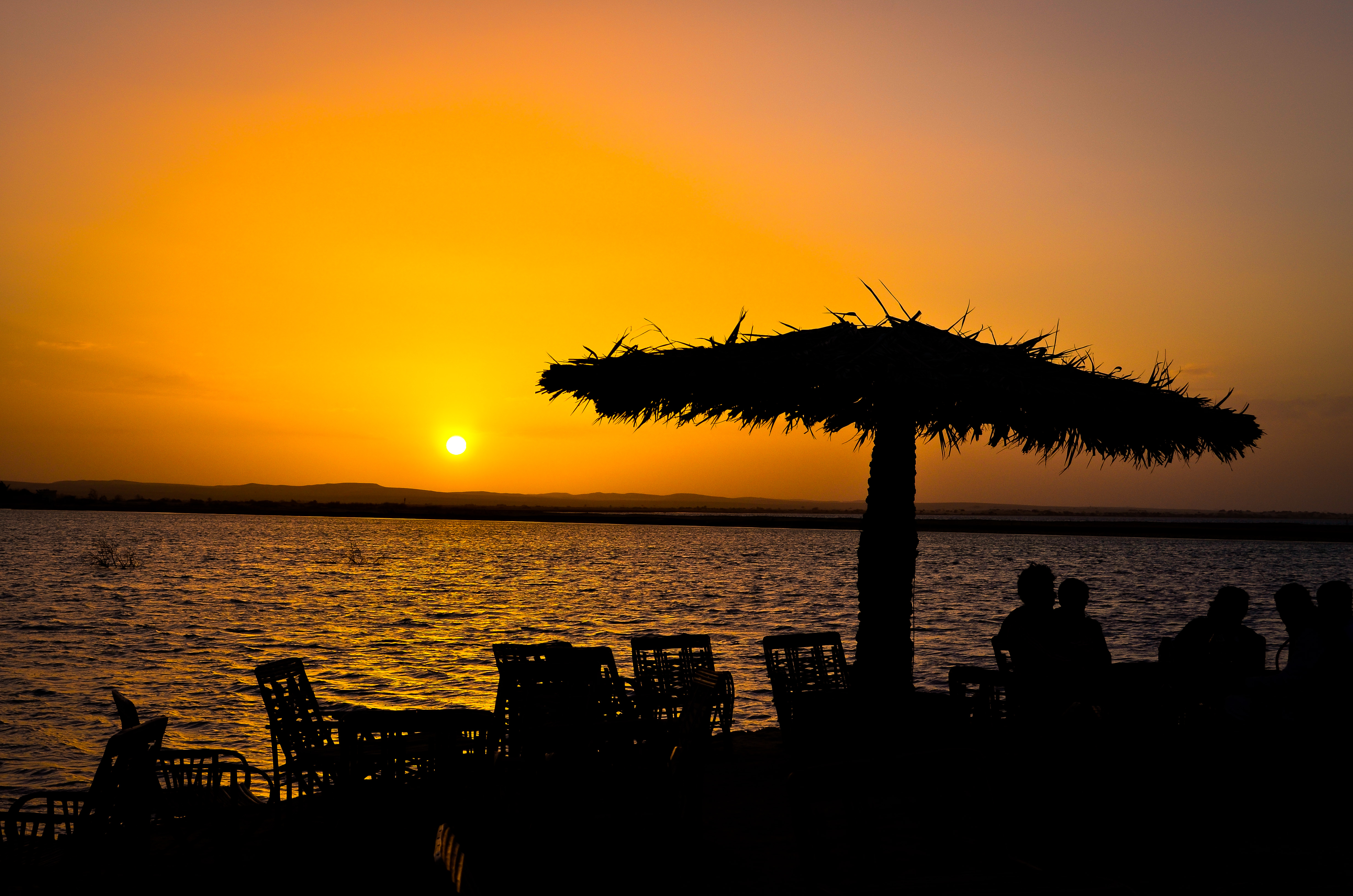
بحيرة فطناس "واحة سيوة"
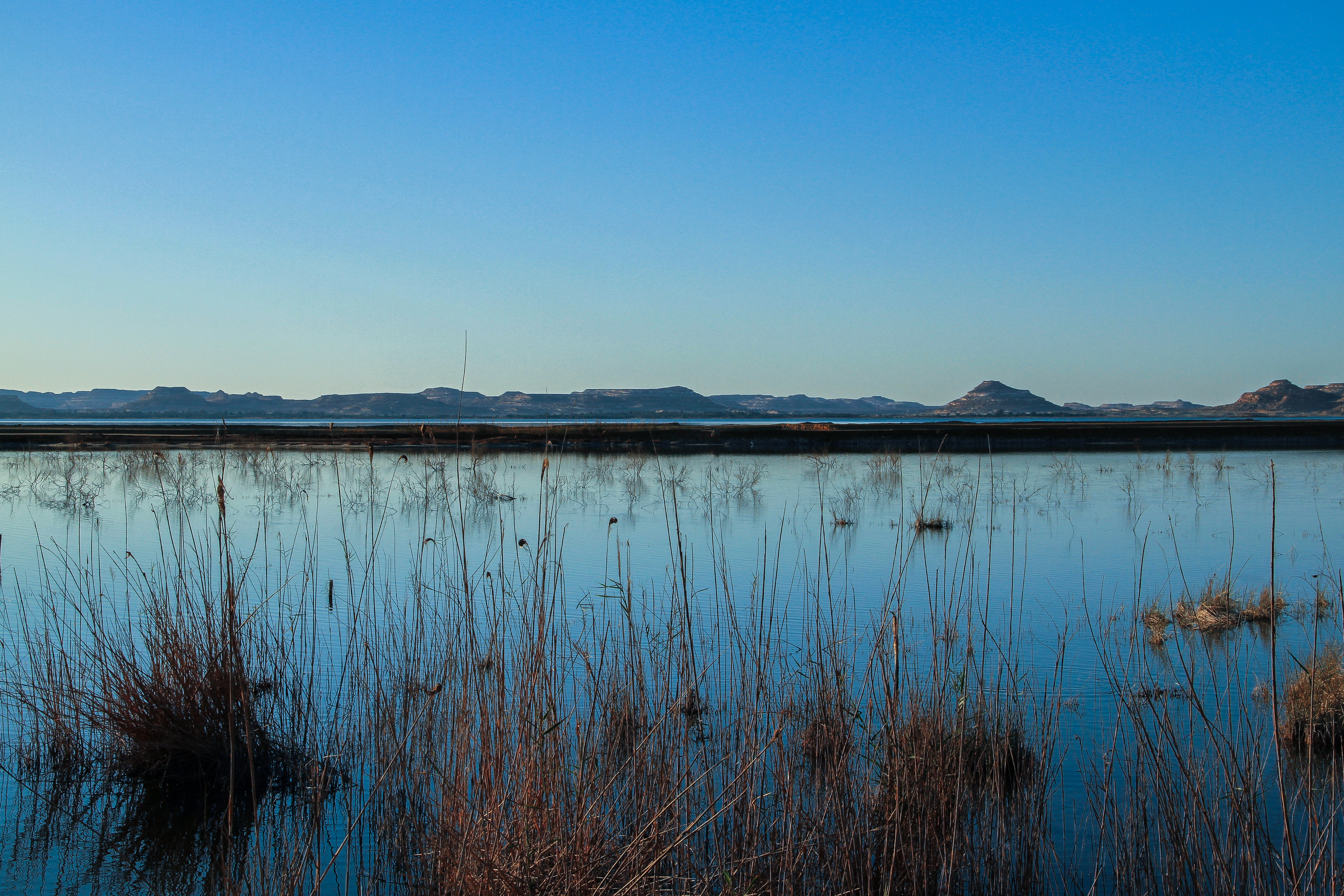
بحيرة فطناس "واحة سيوة"
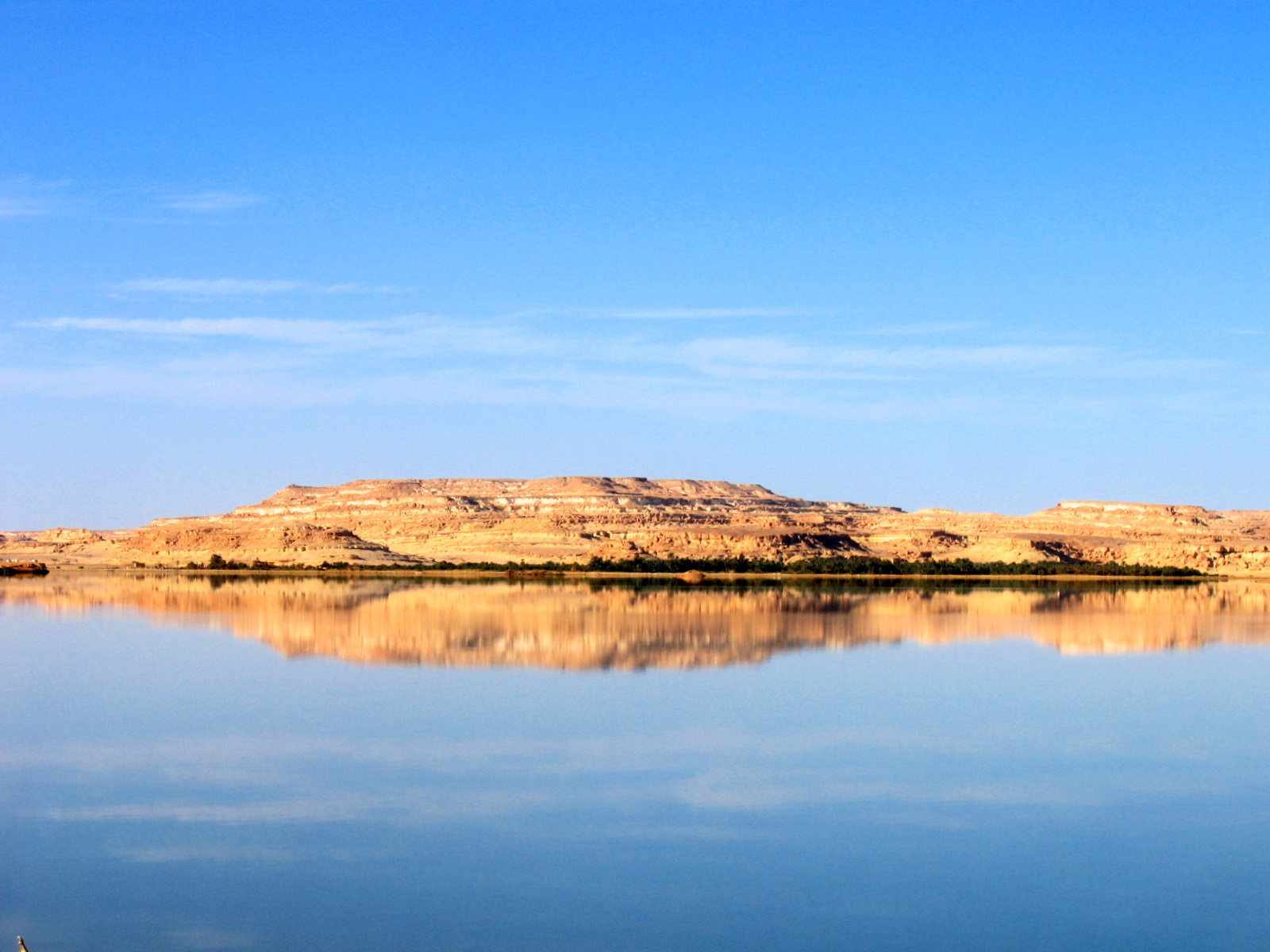
واحة سيوة
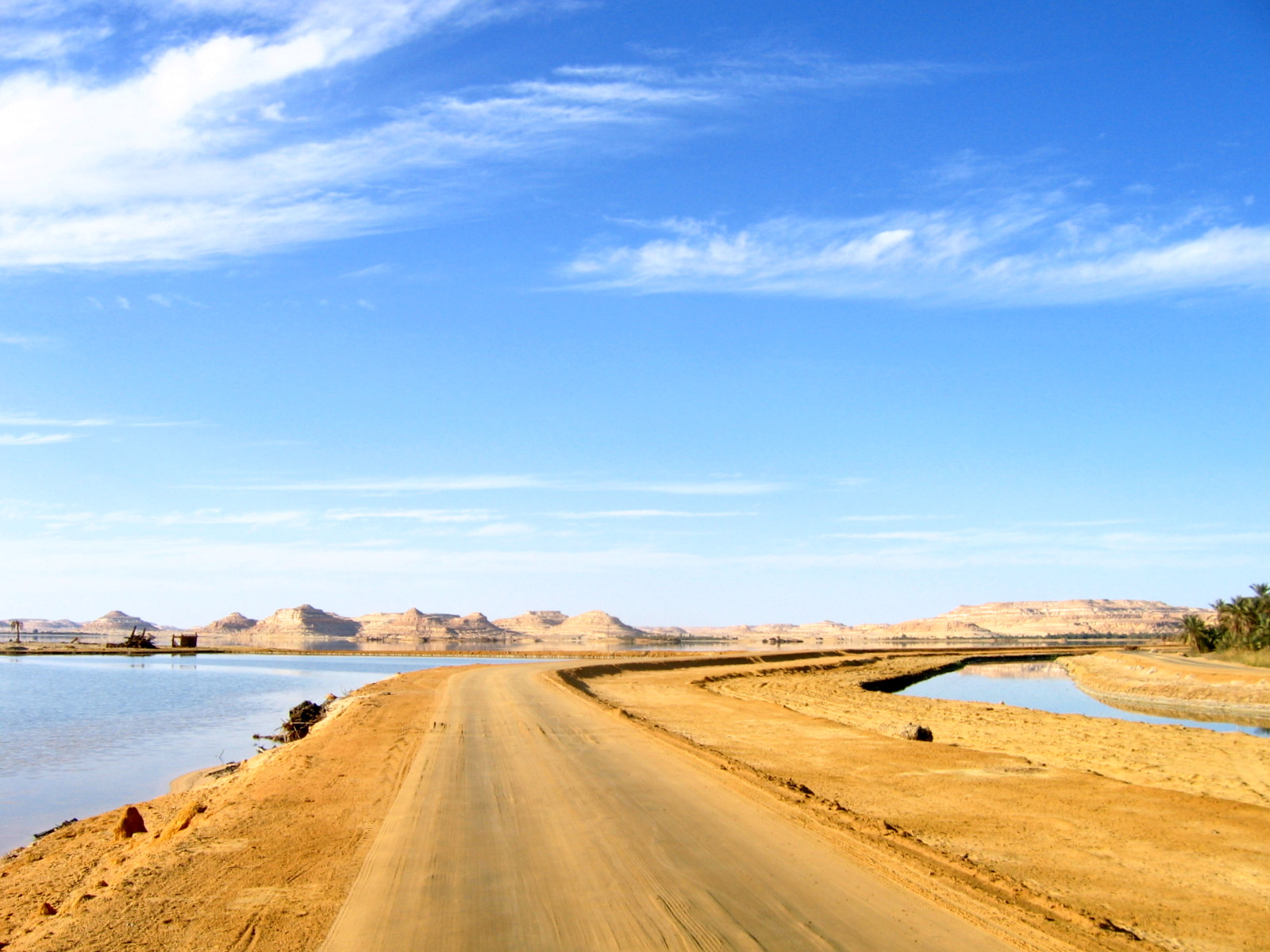
واحة سيوة
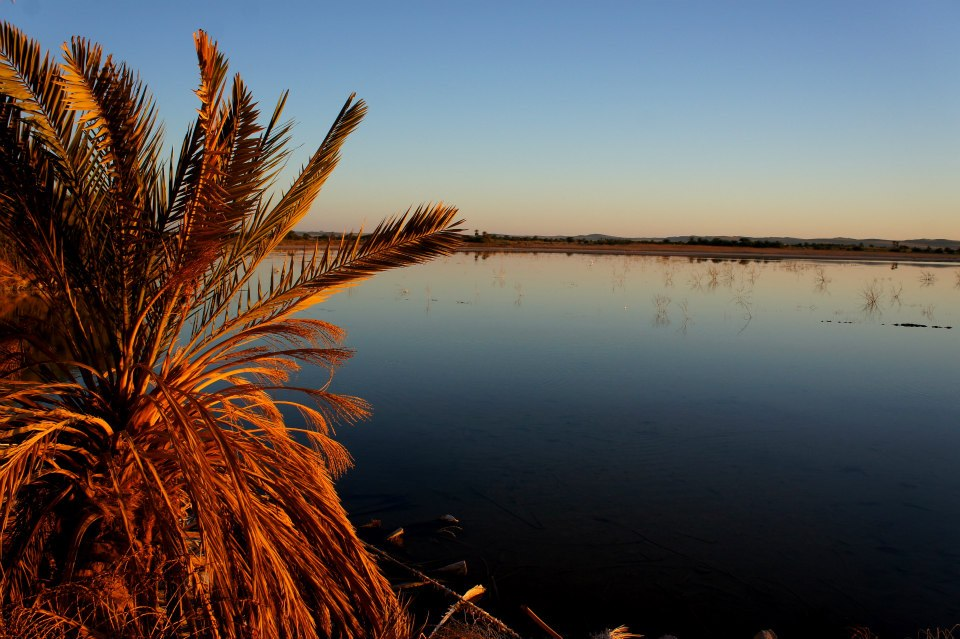
واحة سيوة
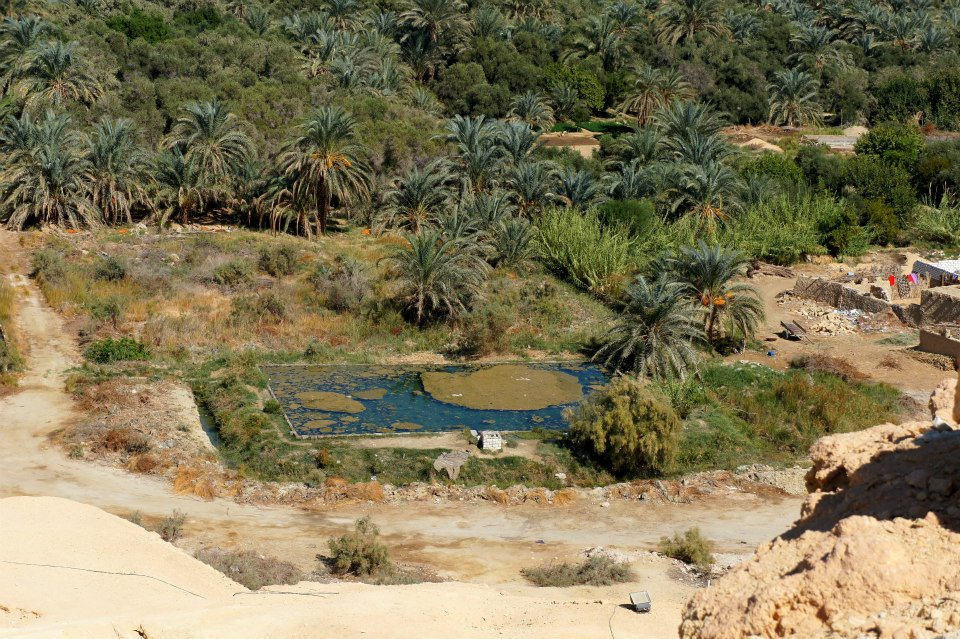
واحة سيوة
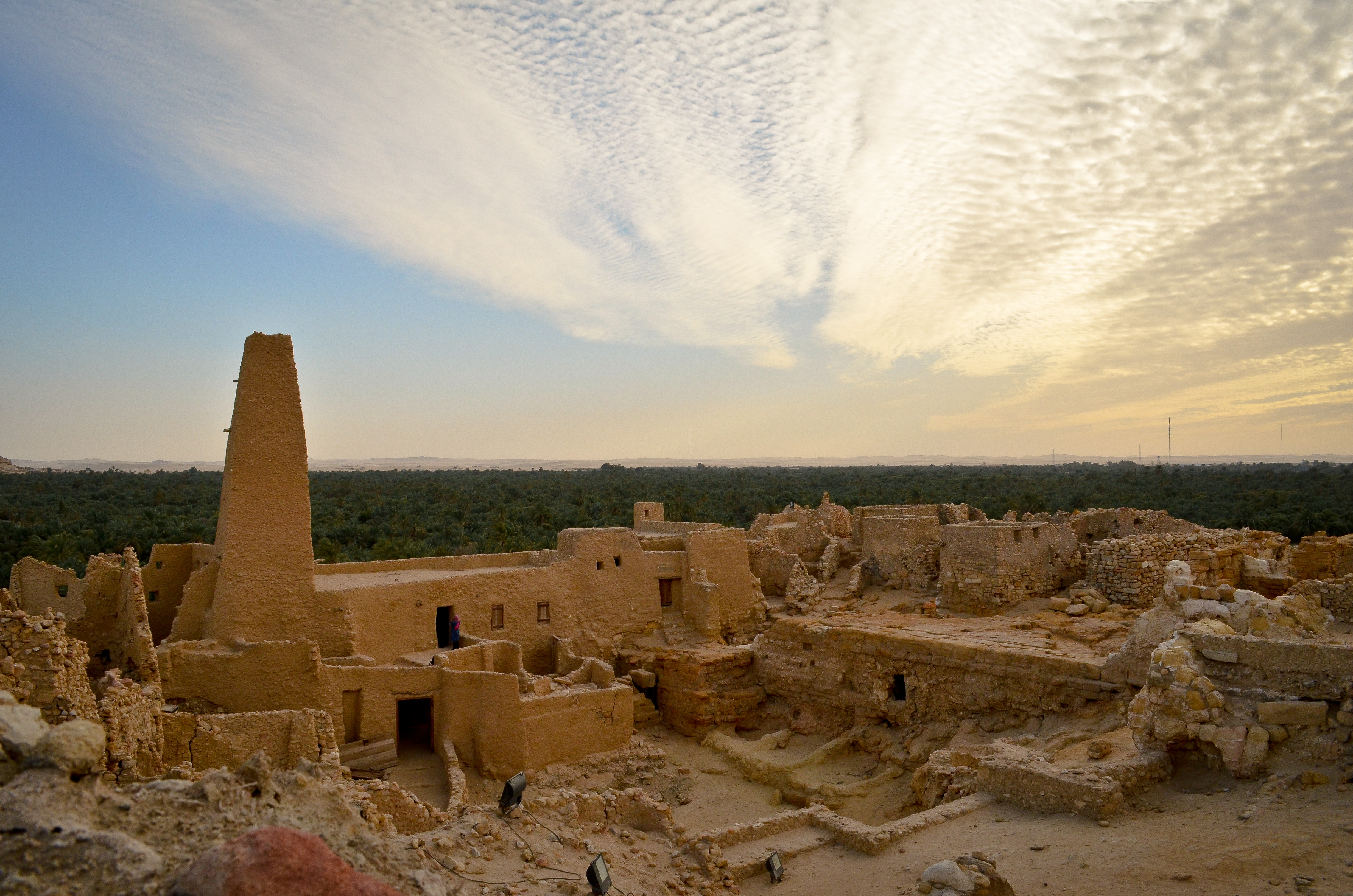
معبد آمون "واحة سيوة"
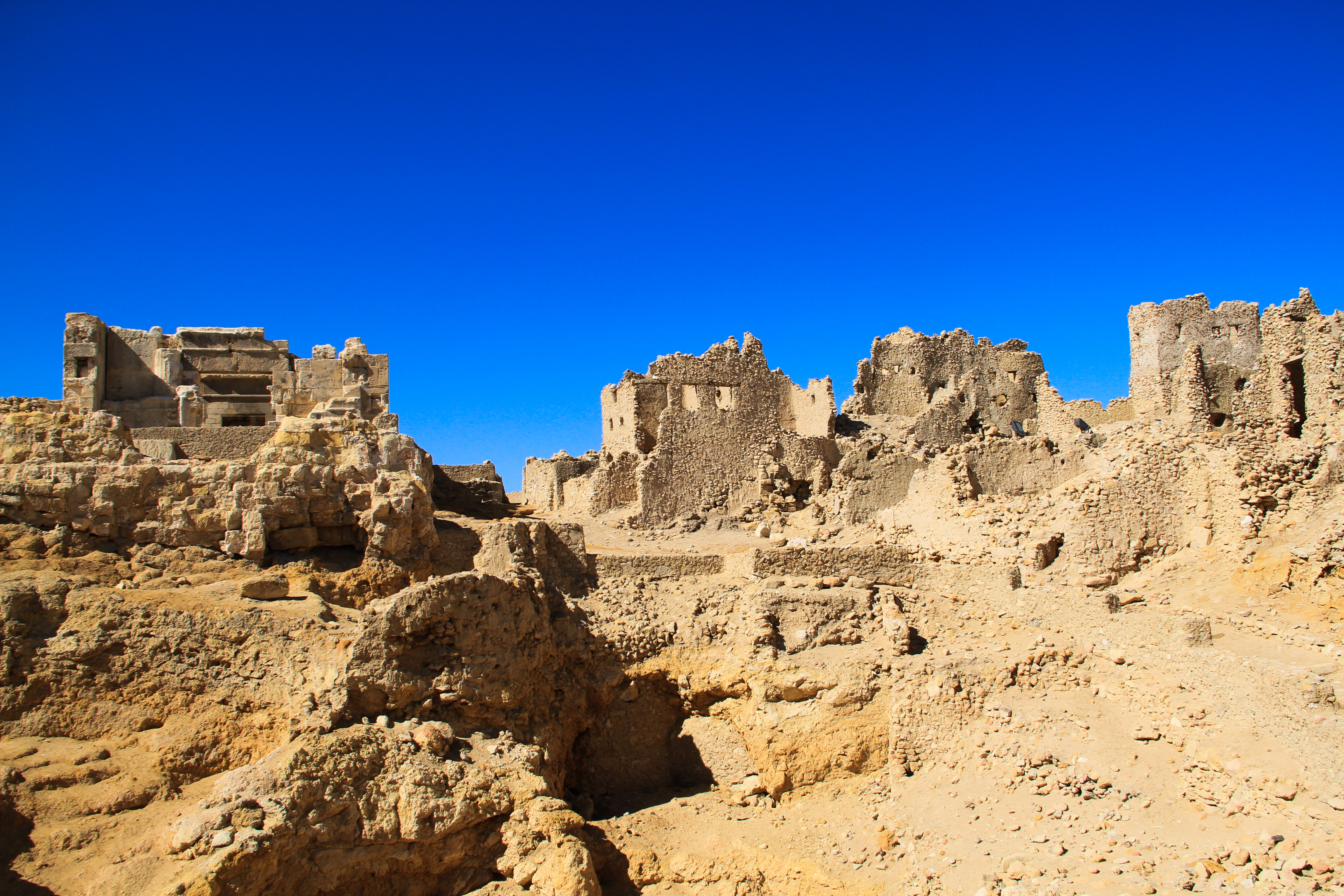
معبد آمون "واحة سيوة"
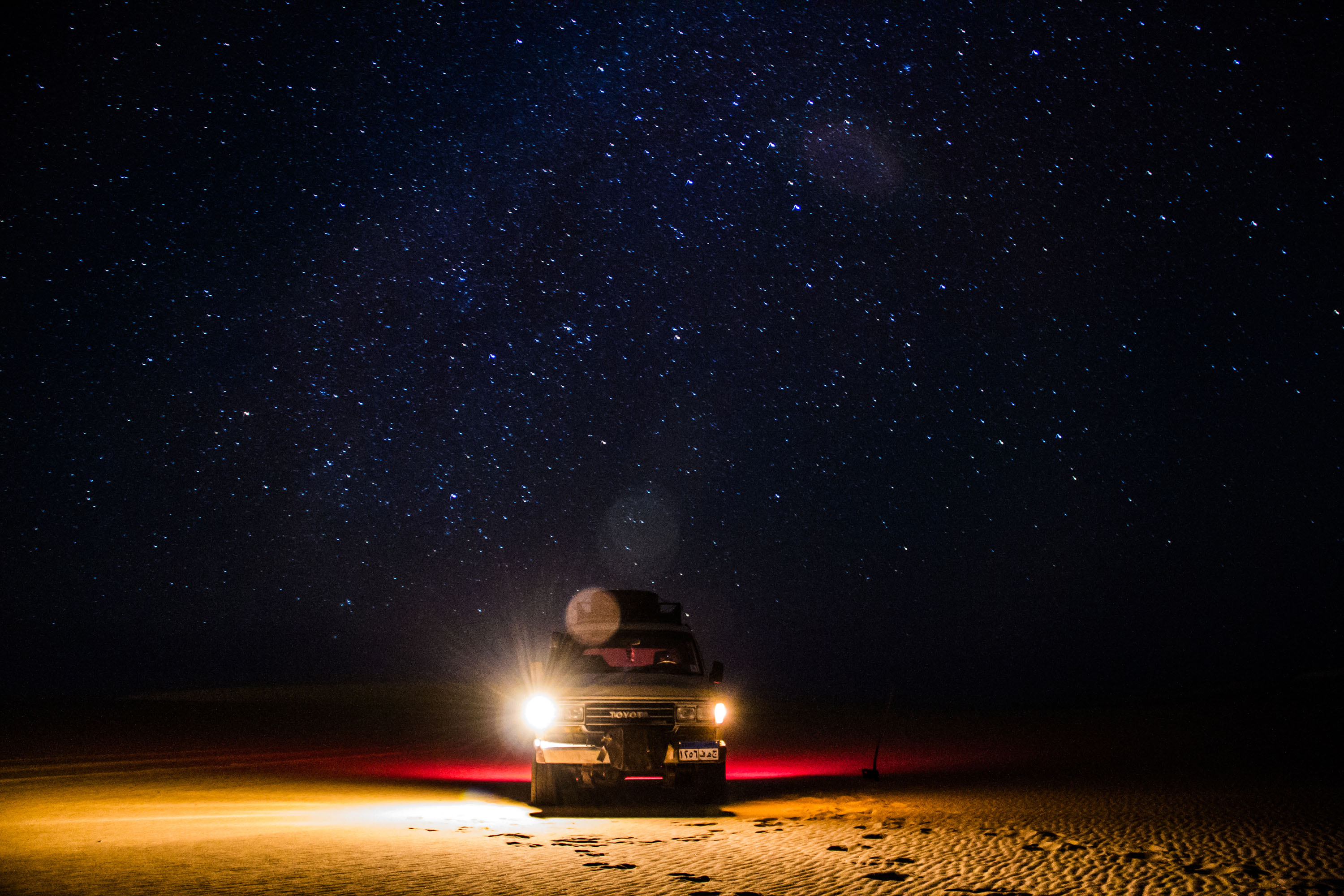
صحراء واحة سيوة ليلاً
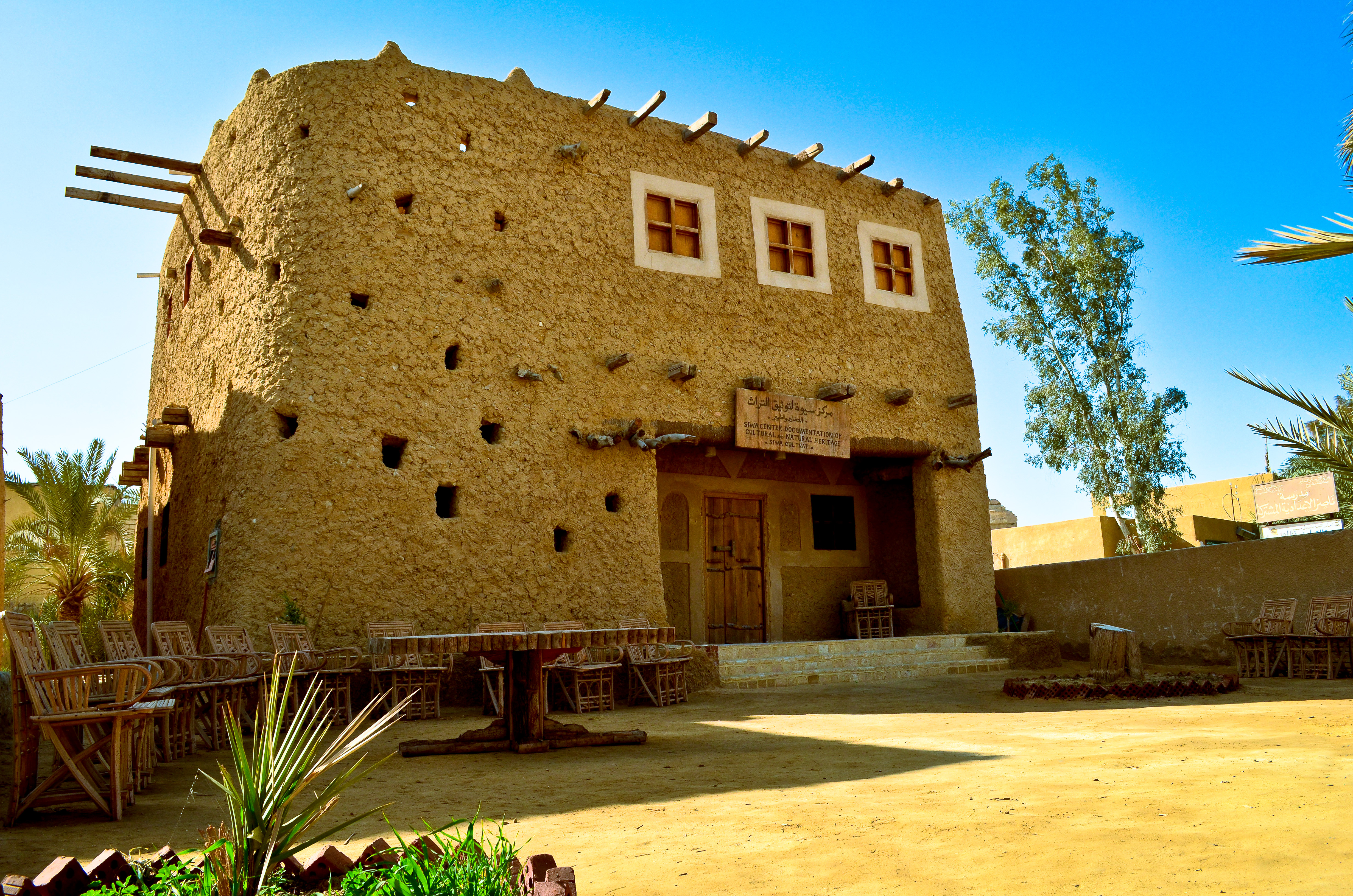
مركز سيوة لتوثيق التراث
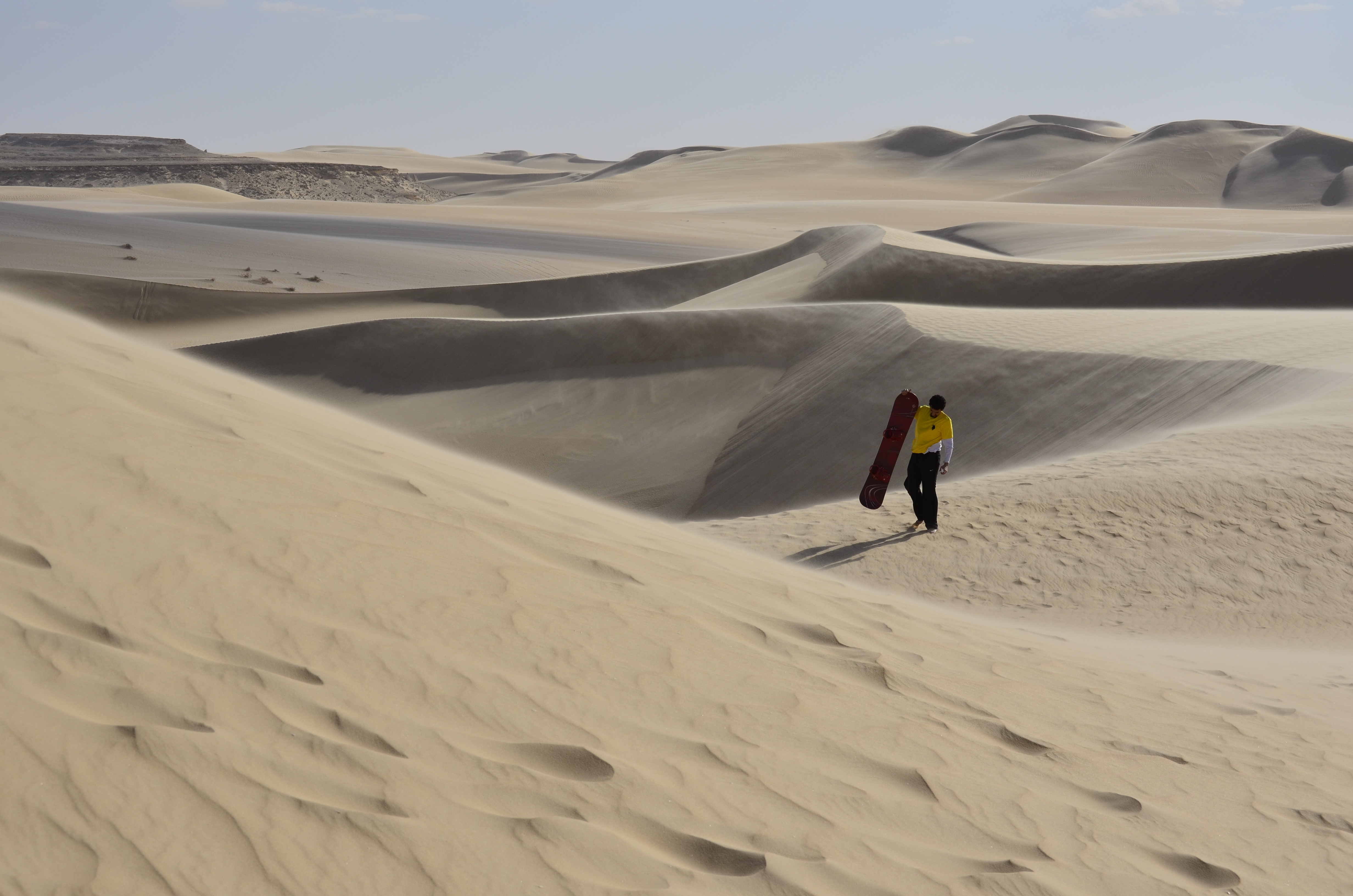
التزلج على الرمال بواحة سيوة
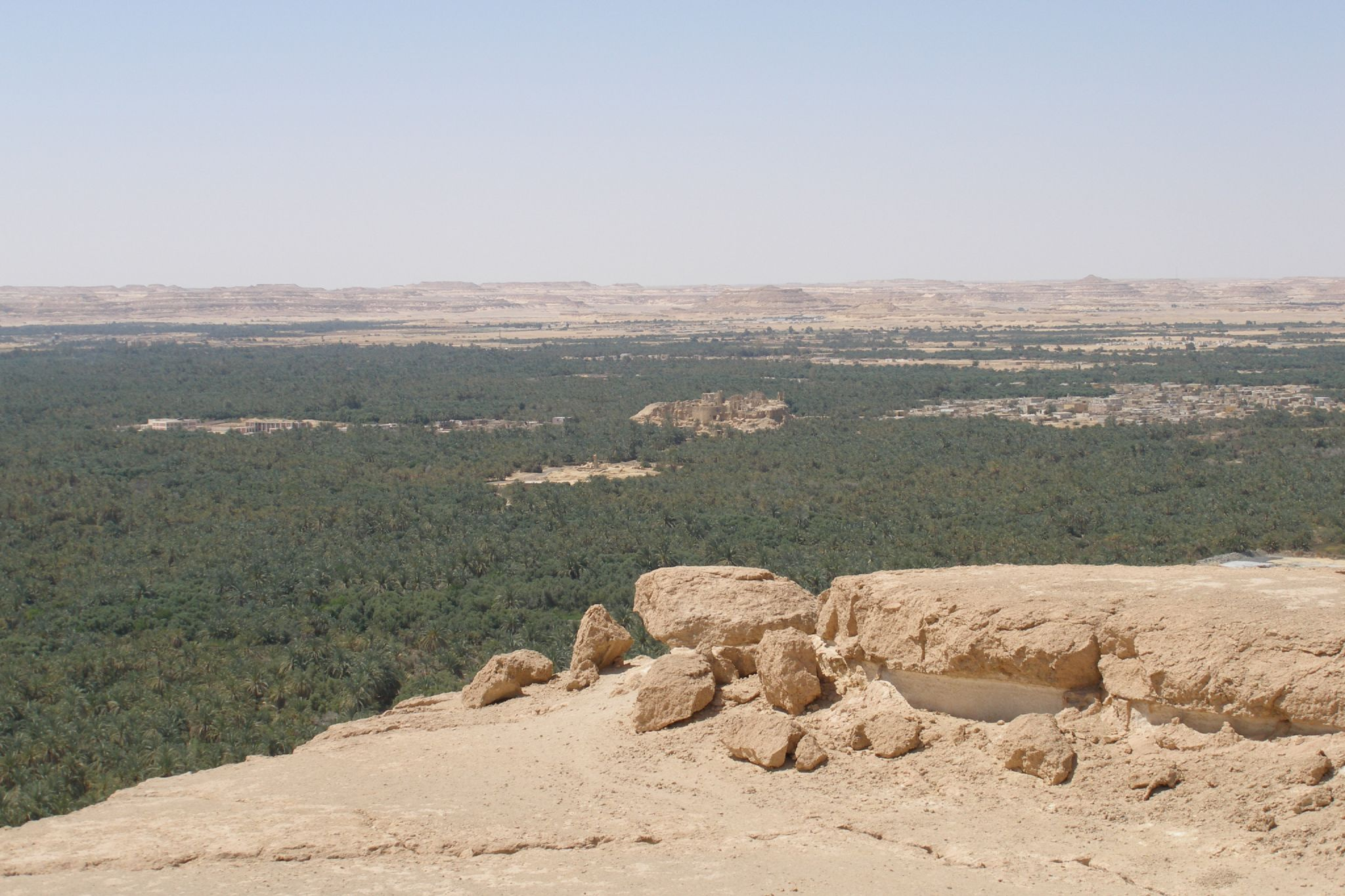
واحة سيوة
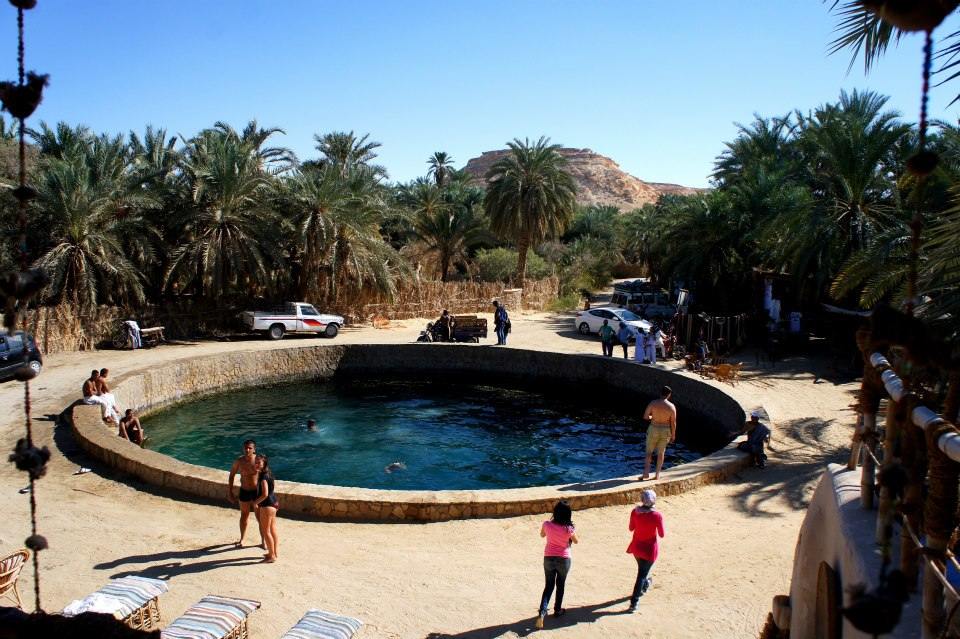
واحة سيوة
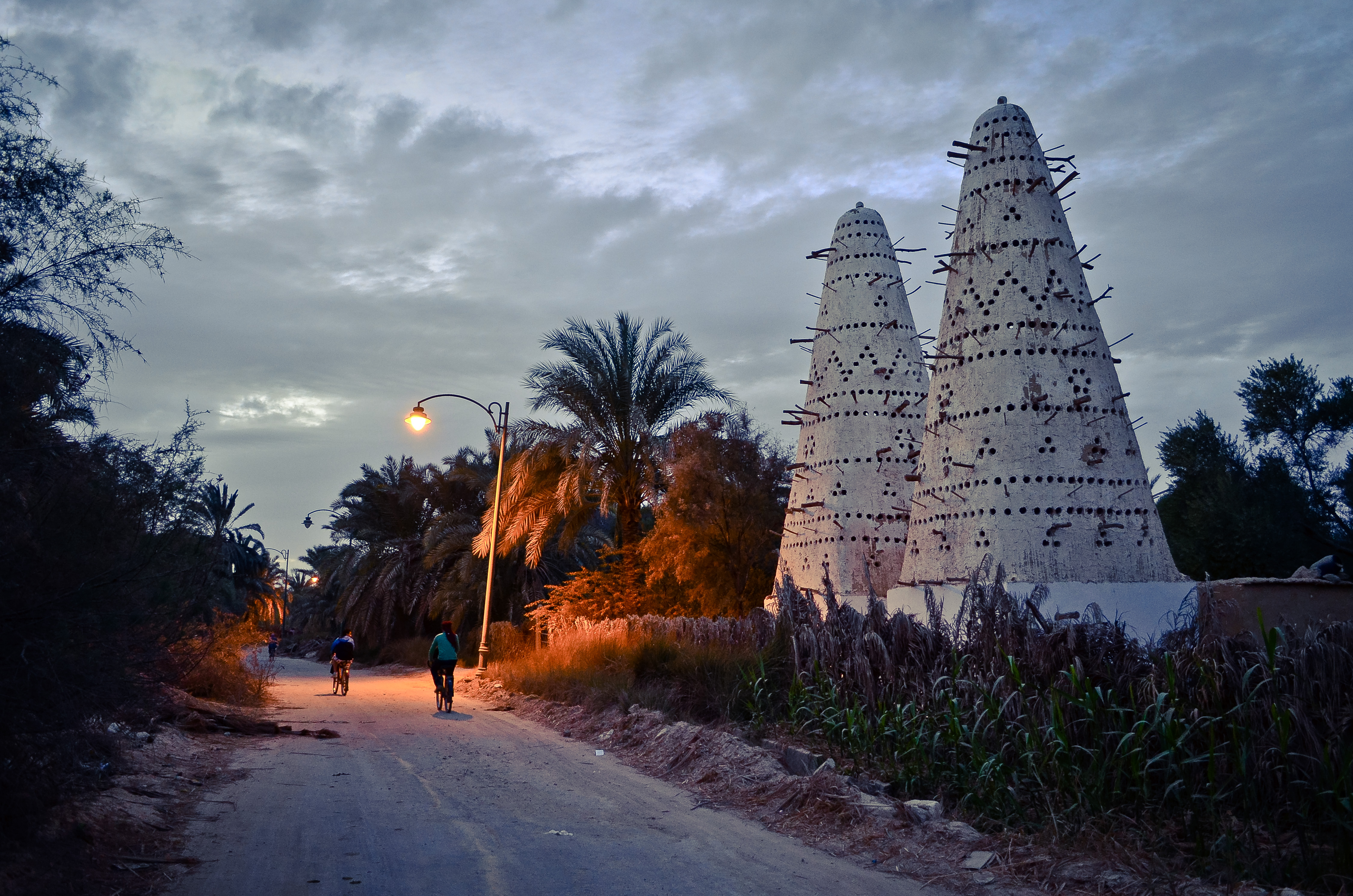
أبراج الحمام واحة سيوة
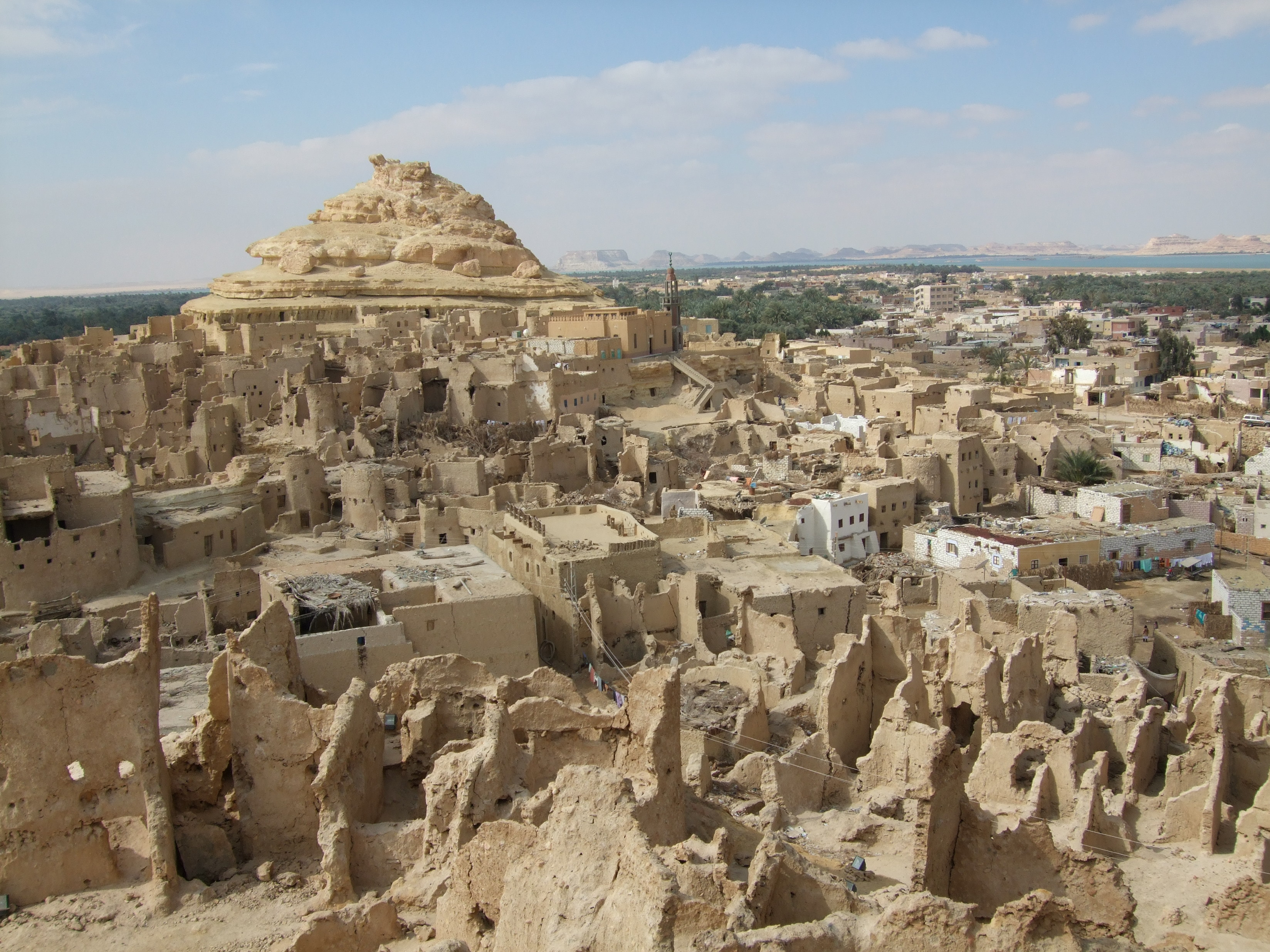
منازل واحة سيوة
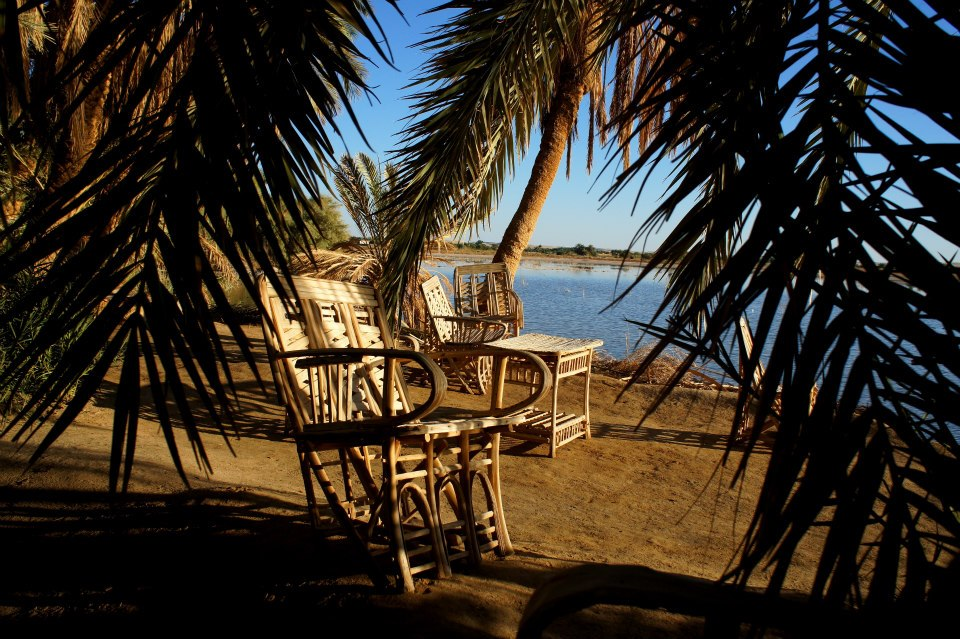
واحة سيوة
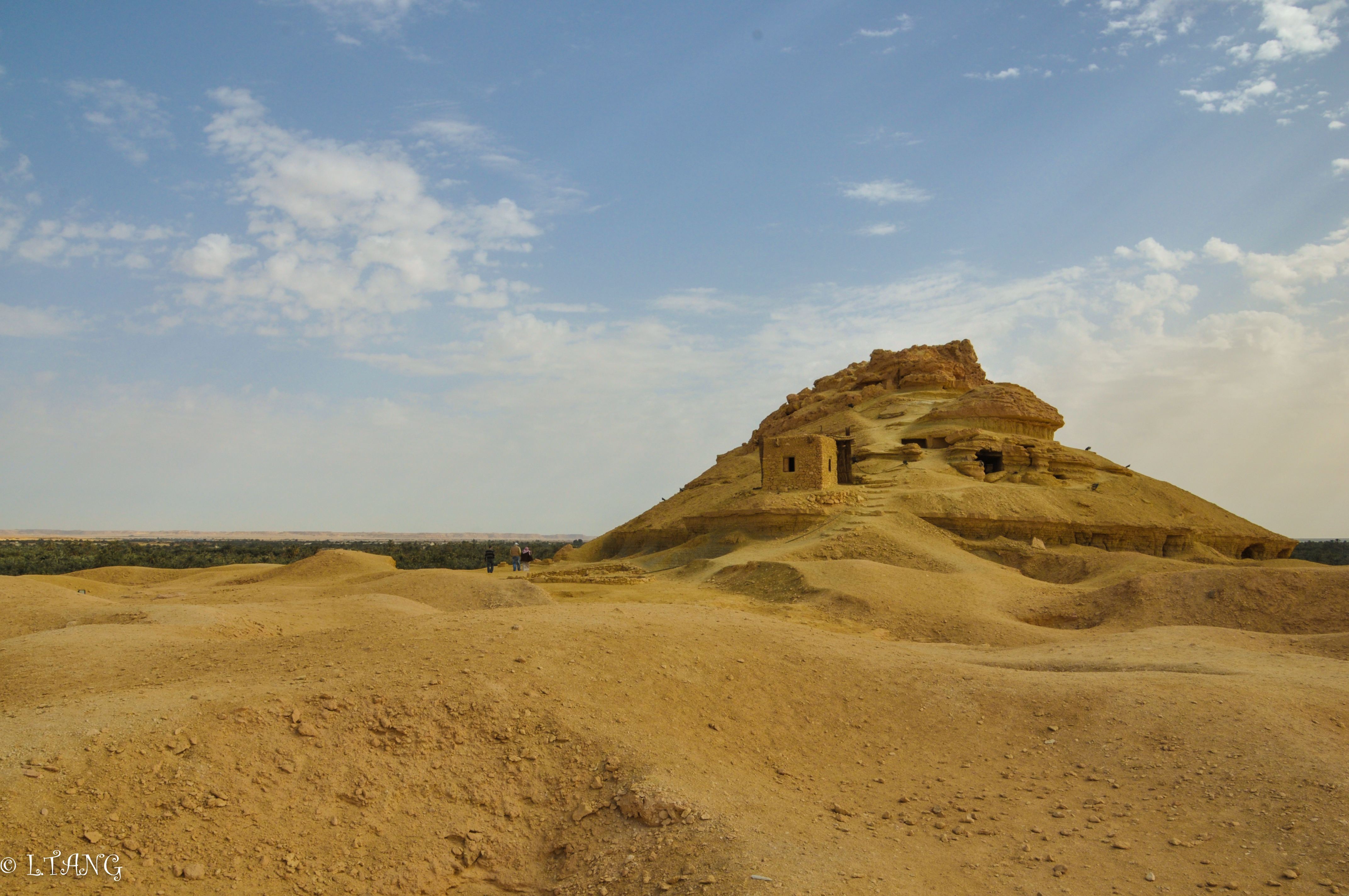
واحة سيوة
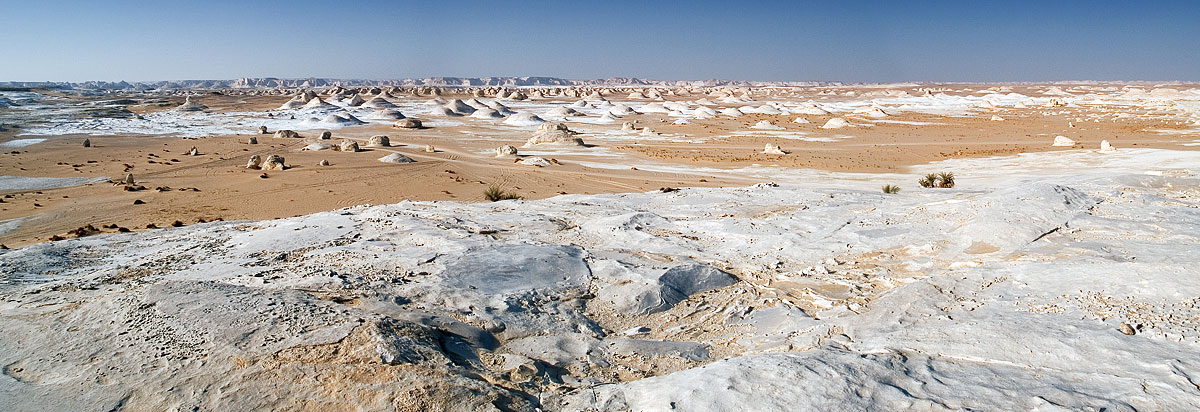
الصحراء البيضاء "واحة الفرافرة"
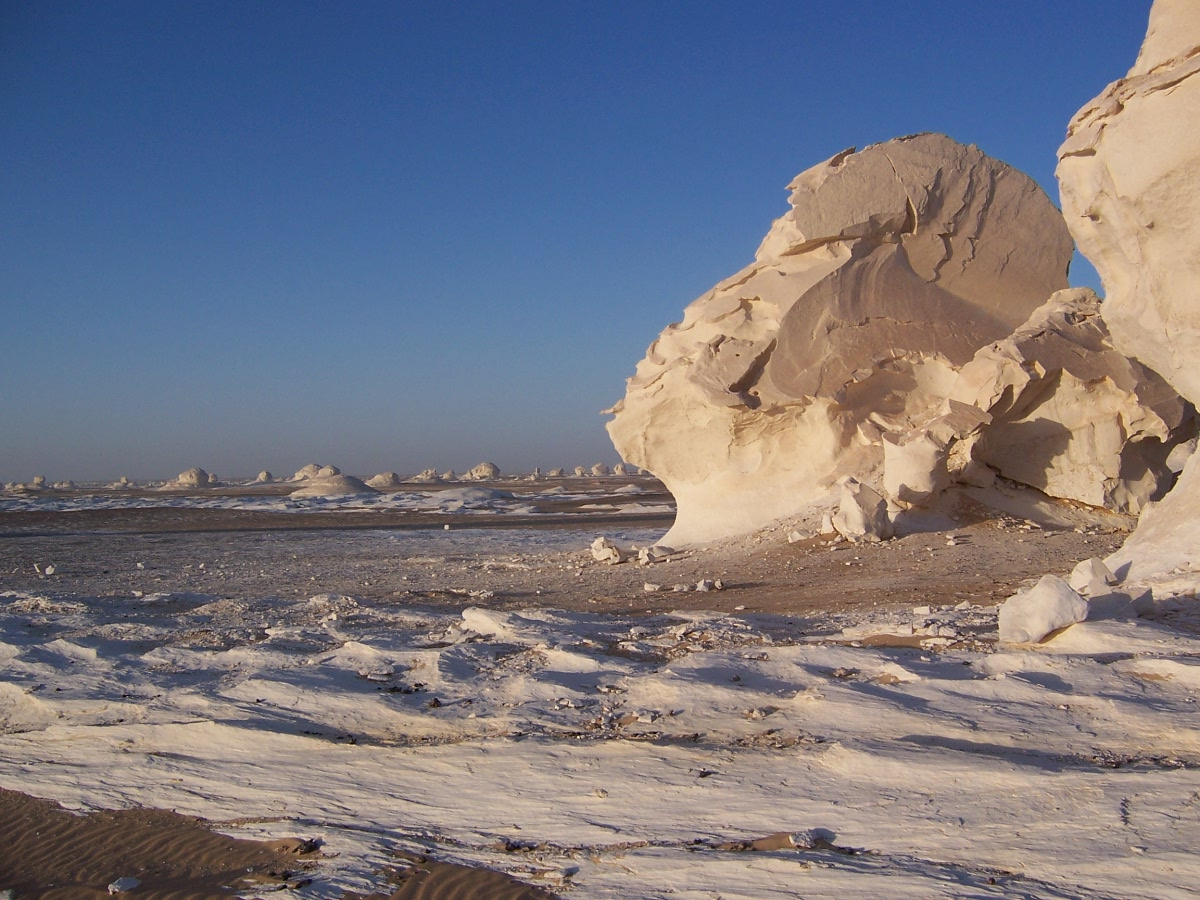
الصحراء البيضاء "واحة الفرافرة"
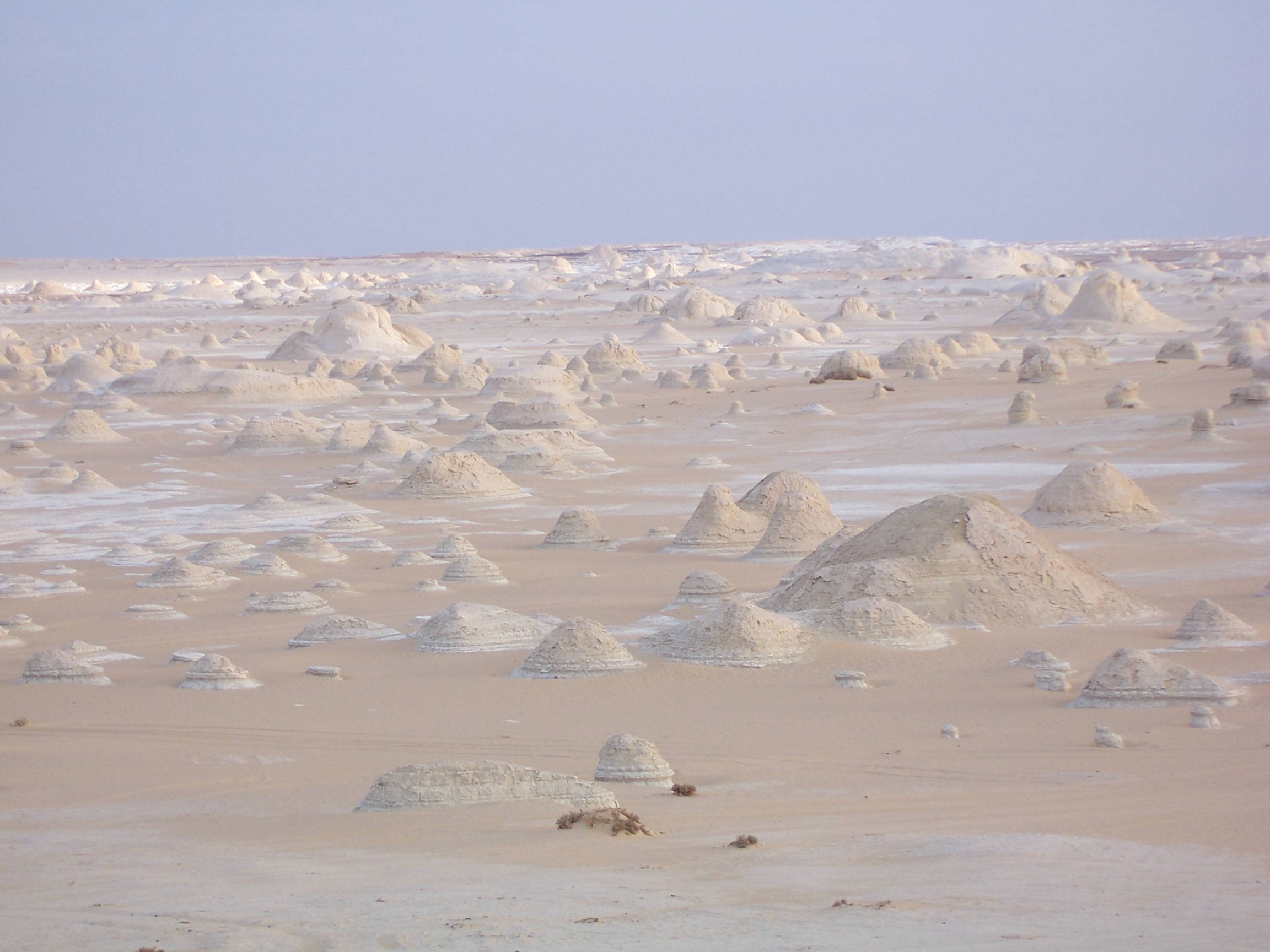
الصحراء البيضاء "واحة الفرافرة"
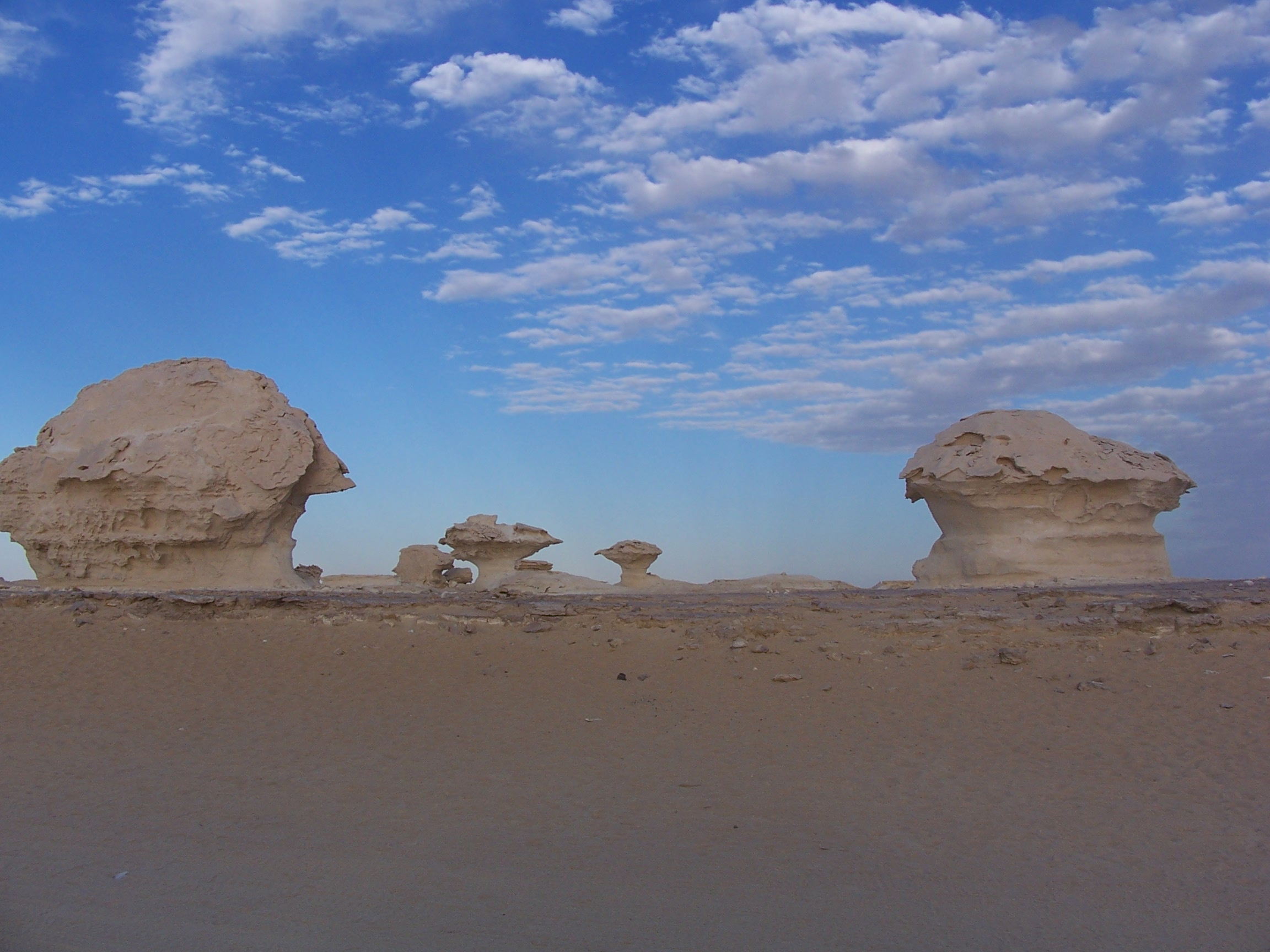
صخور عش الغراب "واحة الفرافرة"
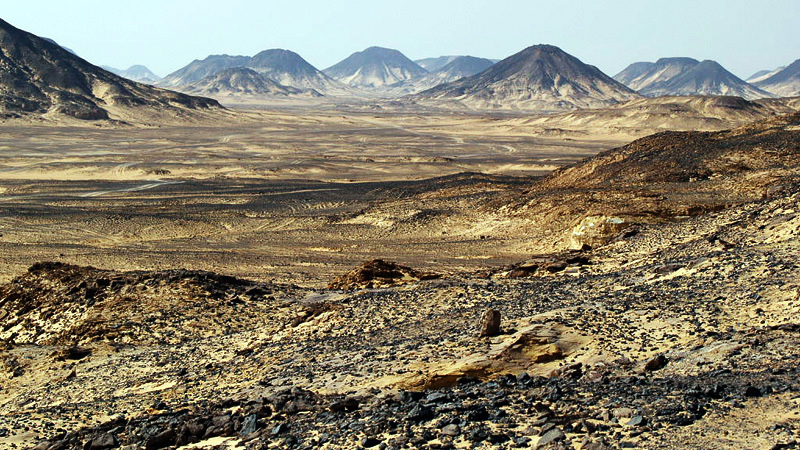
الصحراء السوداء "واحة الفرافرة"
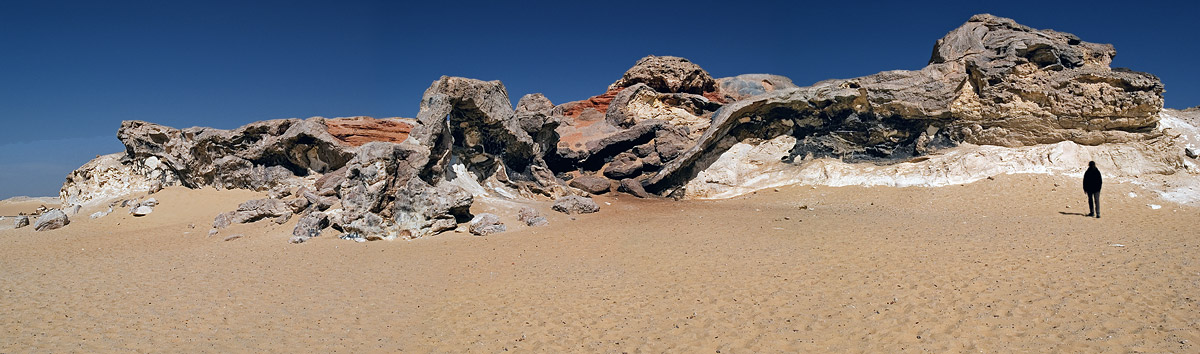
الجبل الكرستالي "واحة الفرافرة"
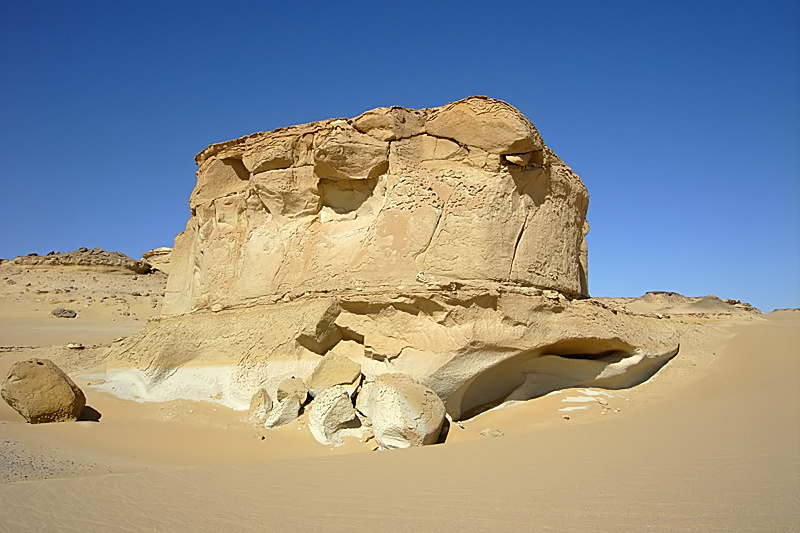
حجر الكلس "الواحات البحرية"
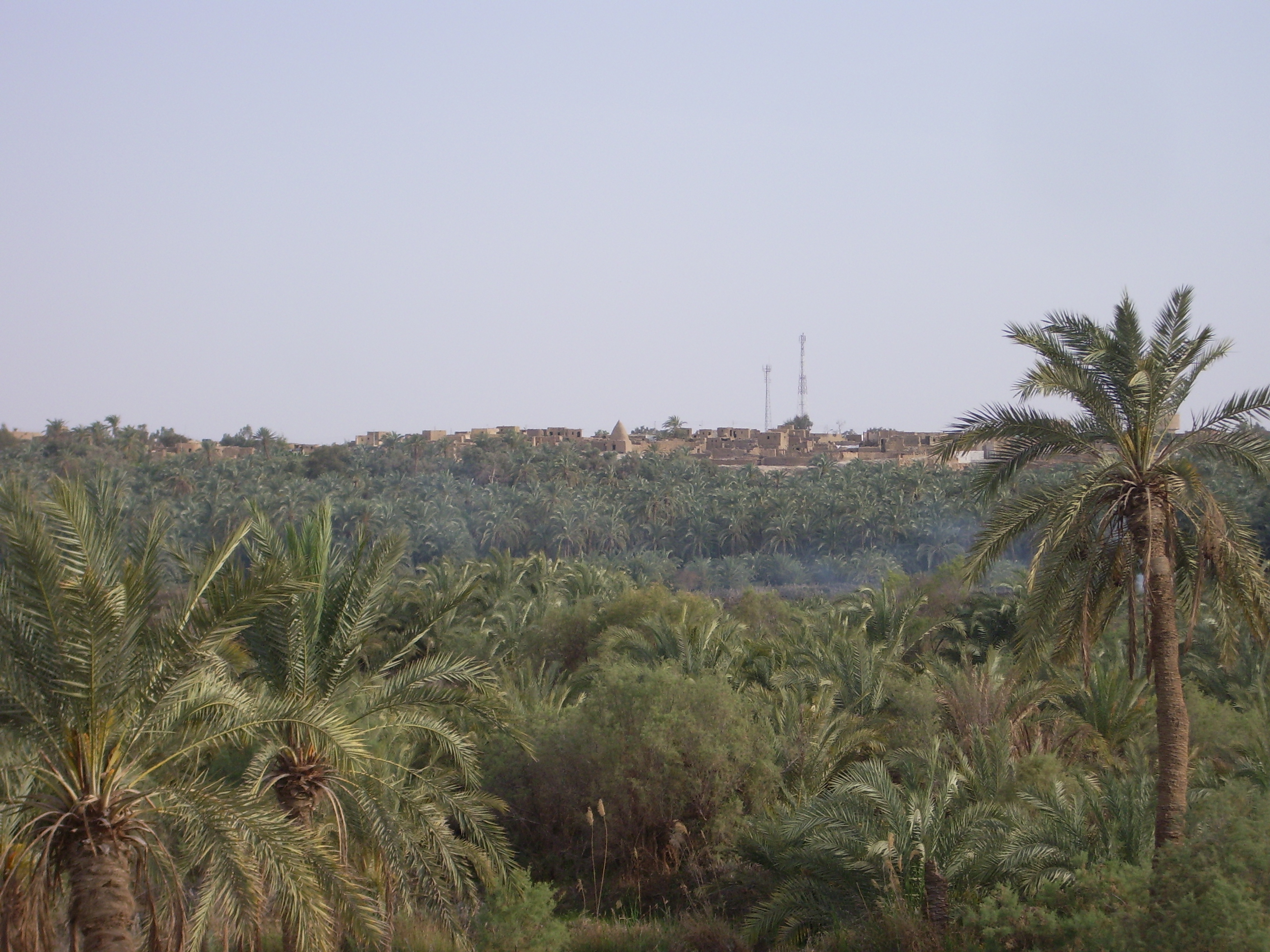
"الواحات البحرية"
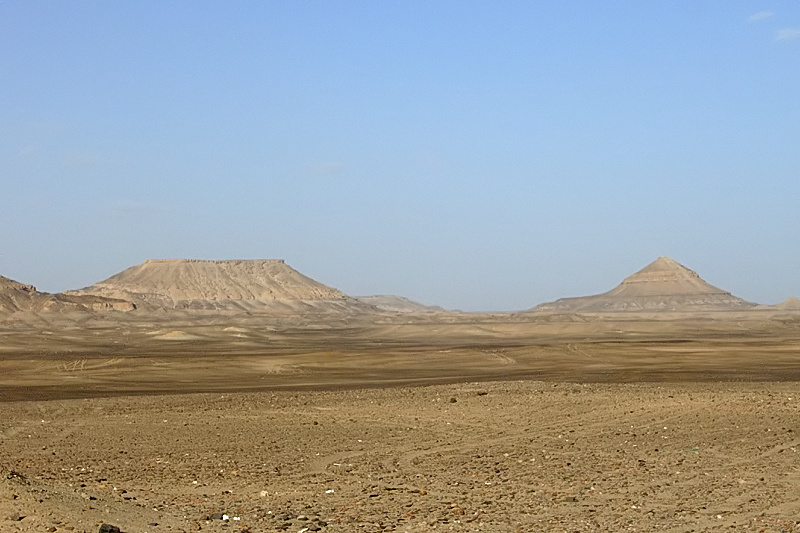
جبل الدست وجبل المغرفة "الواحات البحرية"
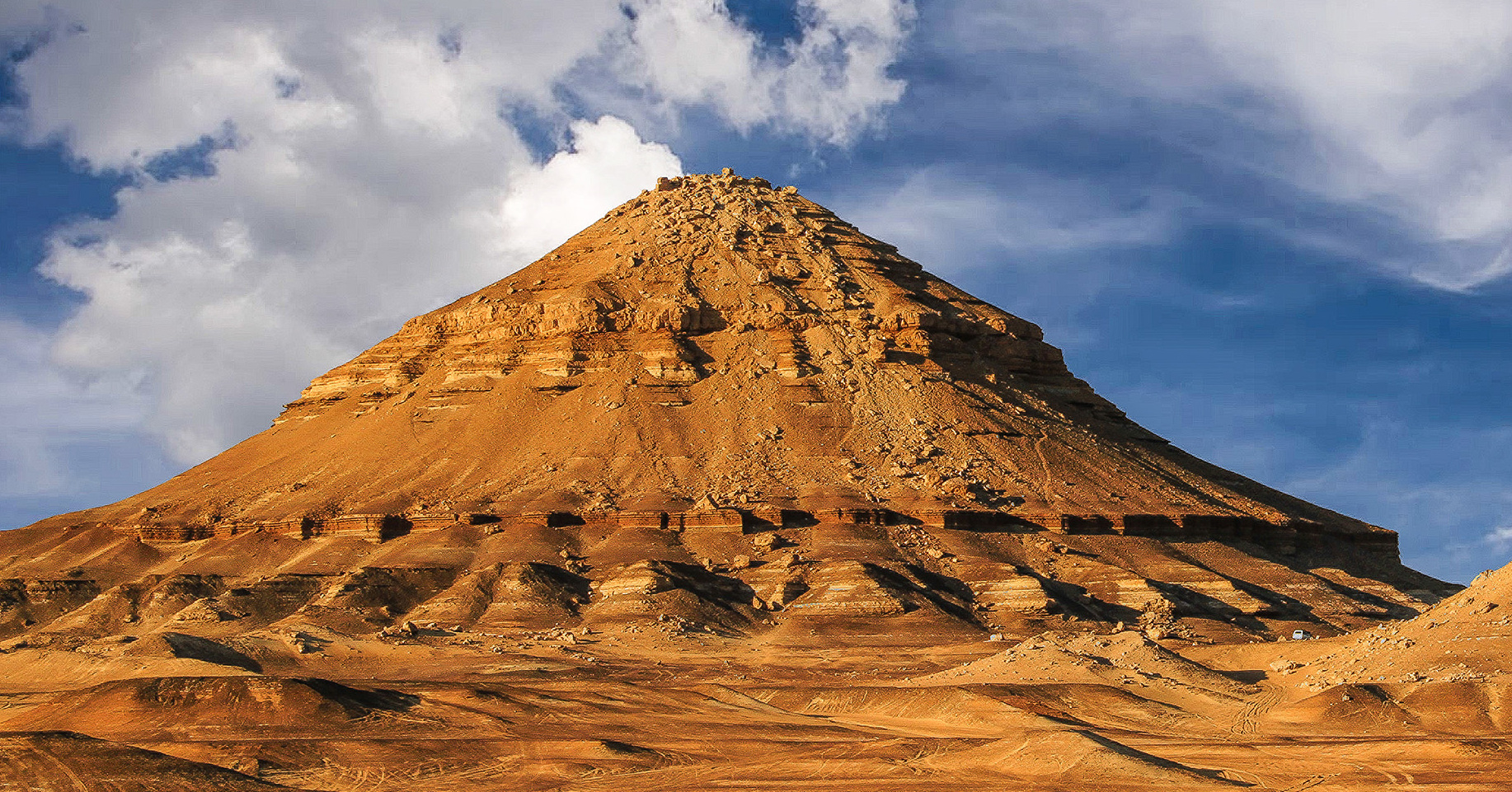
جبل الدست "الواحات البحرية"
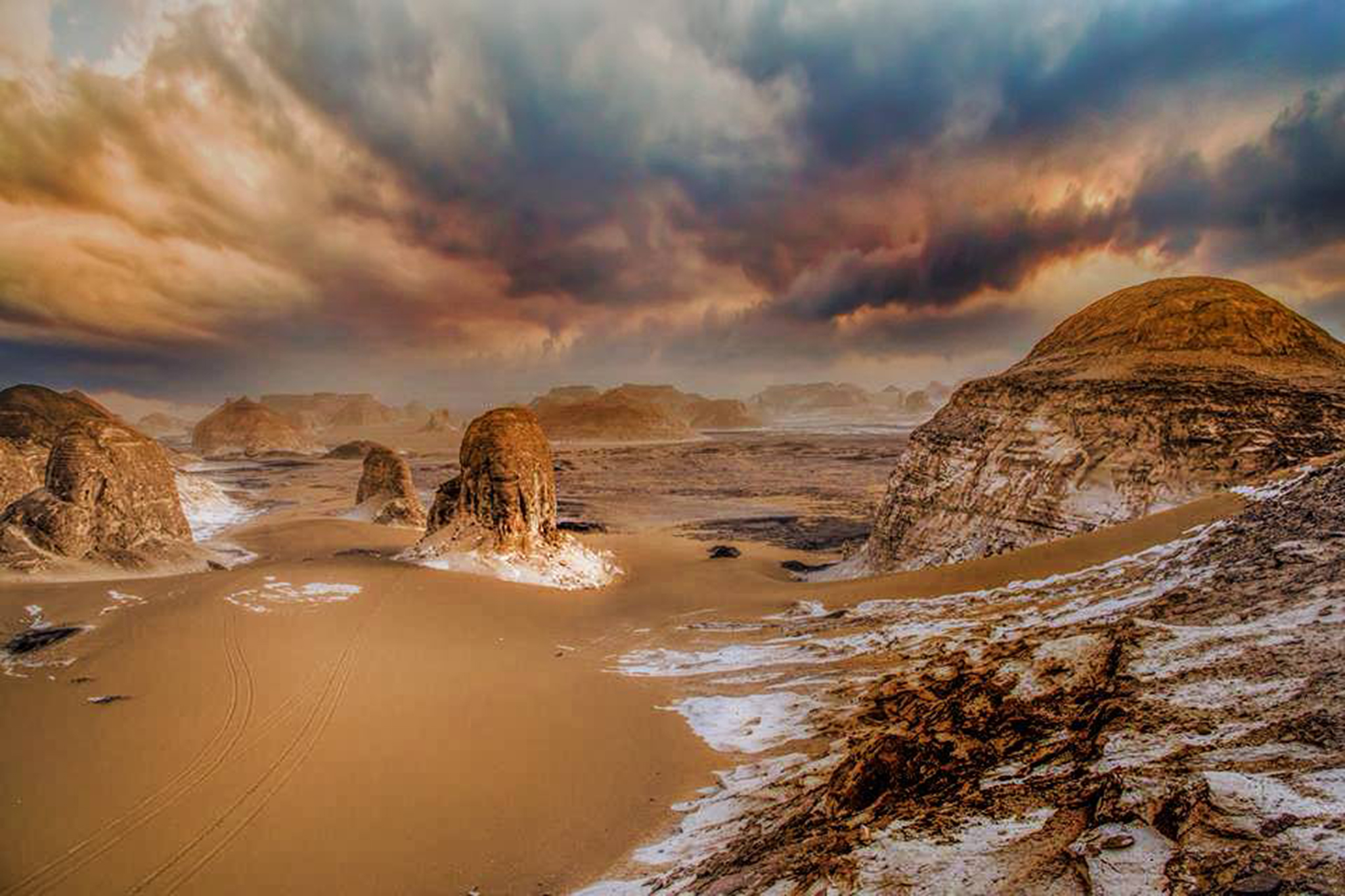
الصحراء البيضاء "الواحات البحرية"
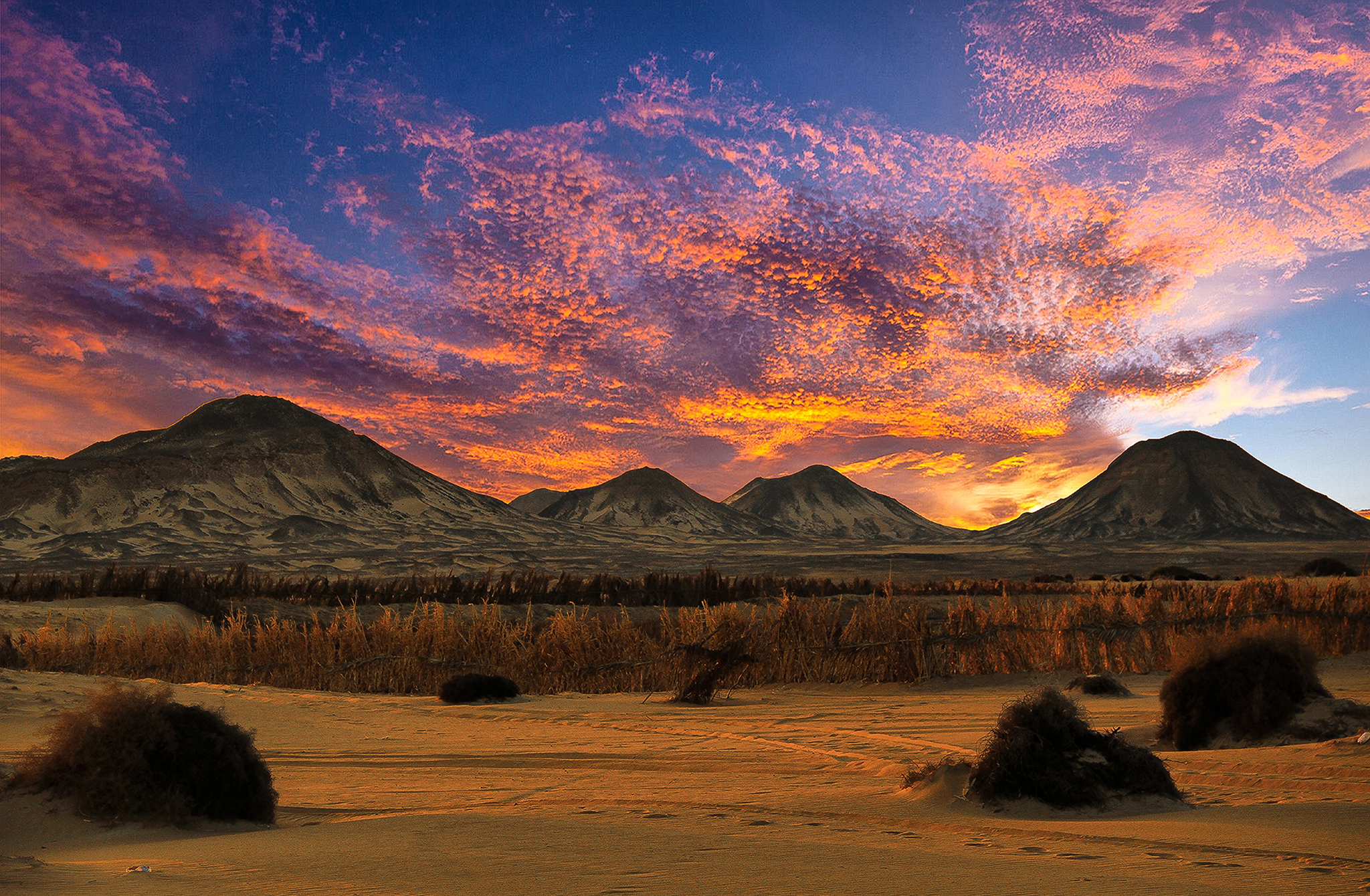
الصحراء السوداء "الواحات البحرية"
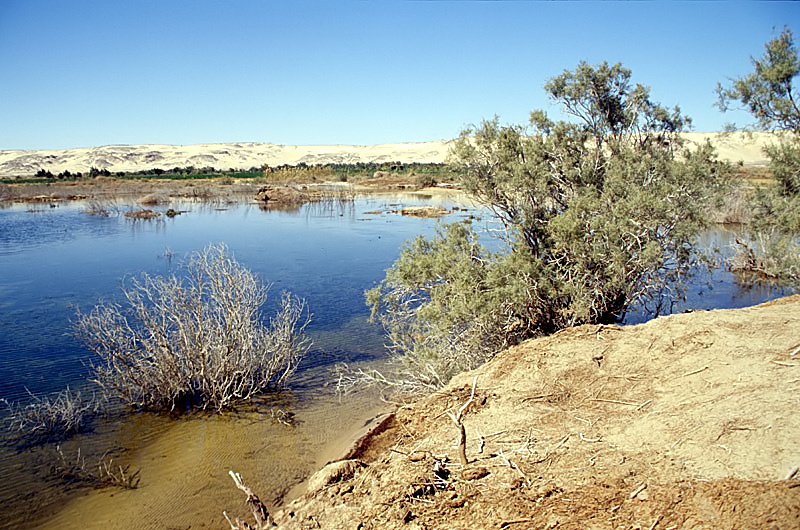
البحيرة المالحة "الواحات البحرية"
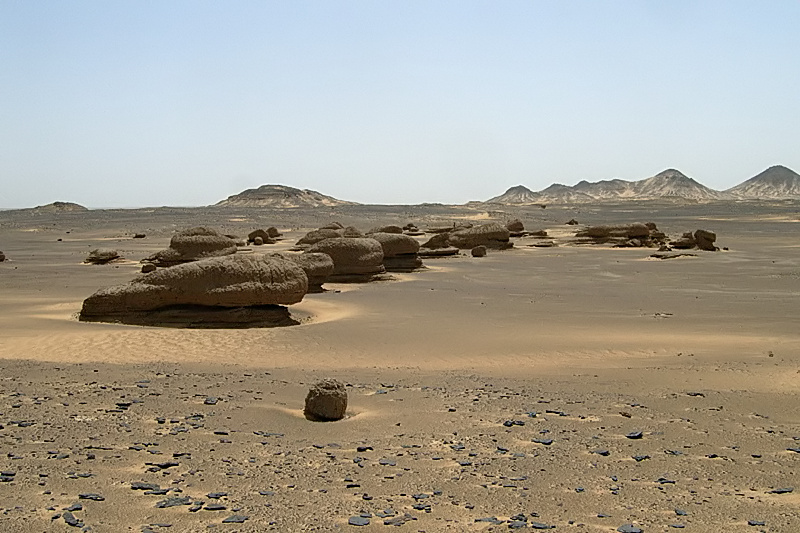
أسود الطين "الواحات البحرية"
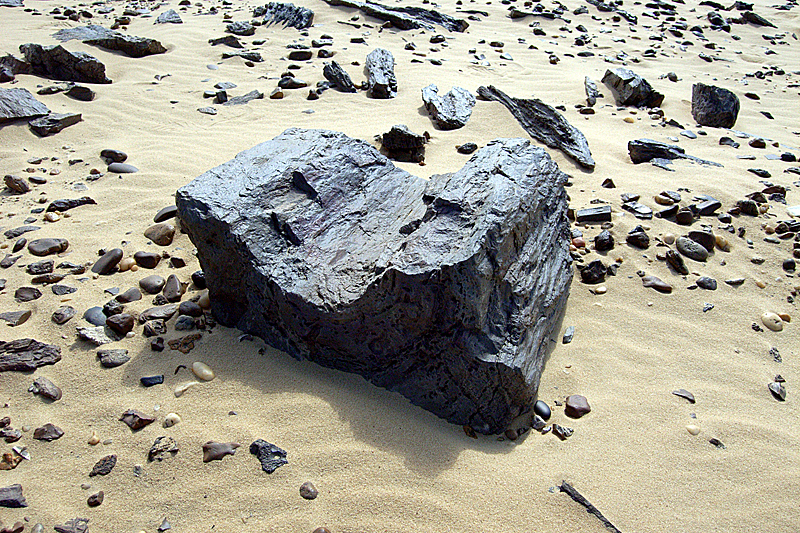
خشب متحجر "الواحات البحرية"
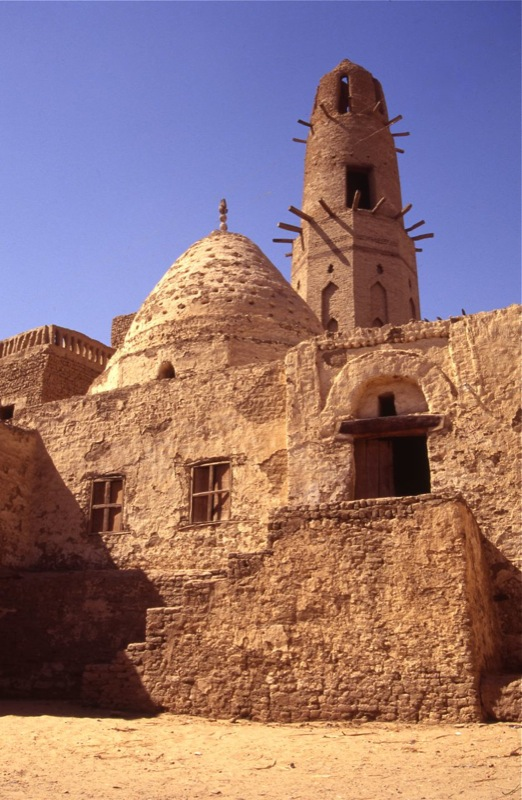
مسجد تقليدي من الطوب اللبن "الواحات البحرية"
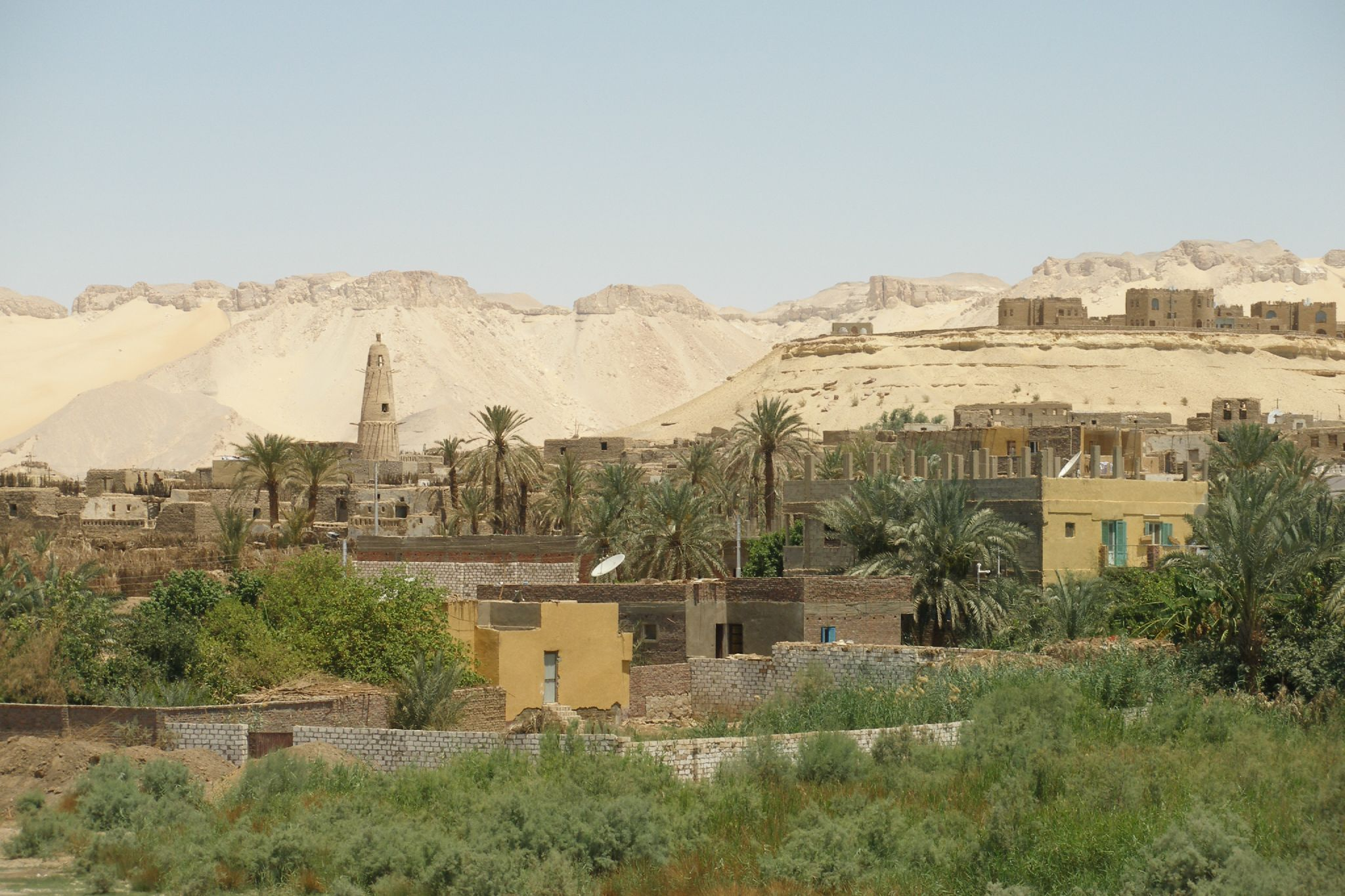
الواحات الداخلة
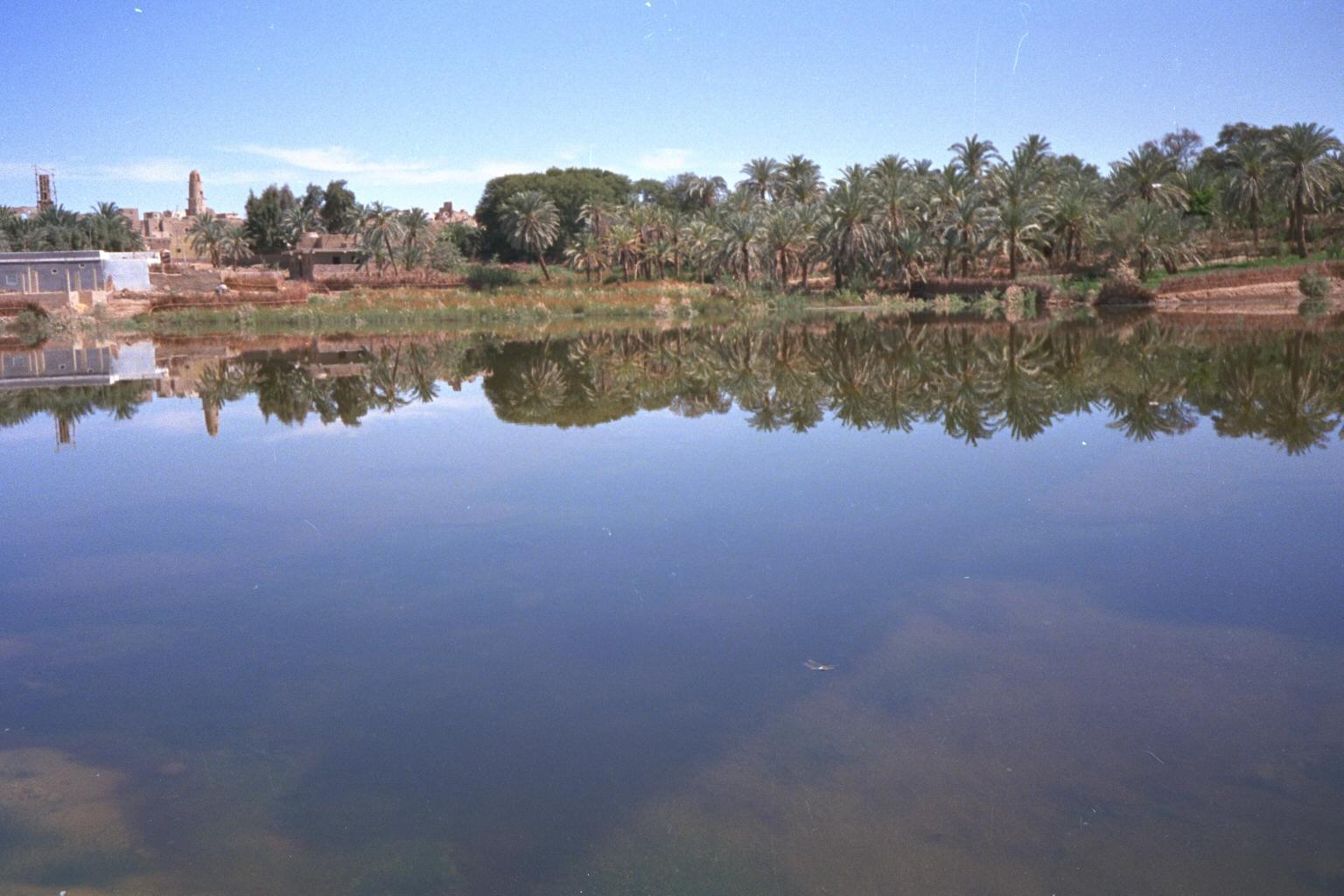
الواحات الداخلة
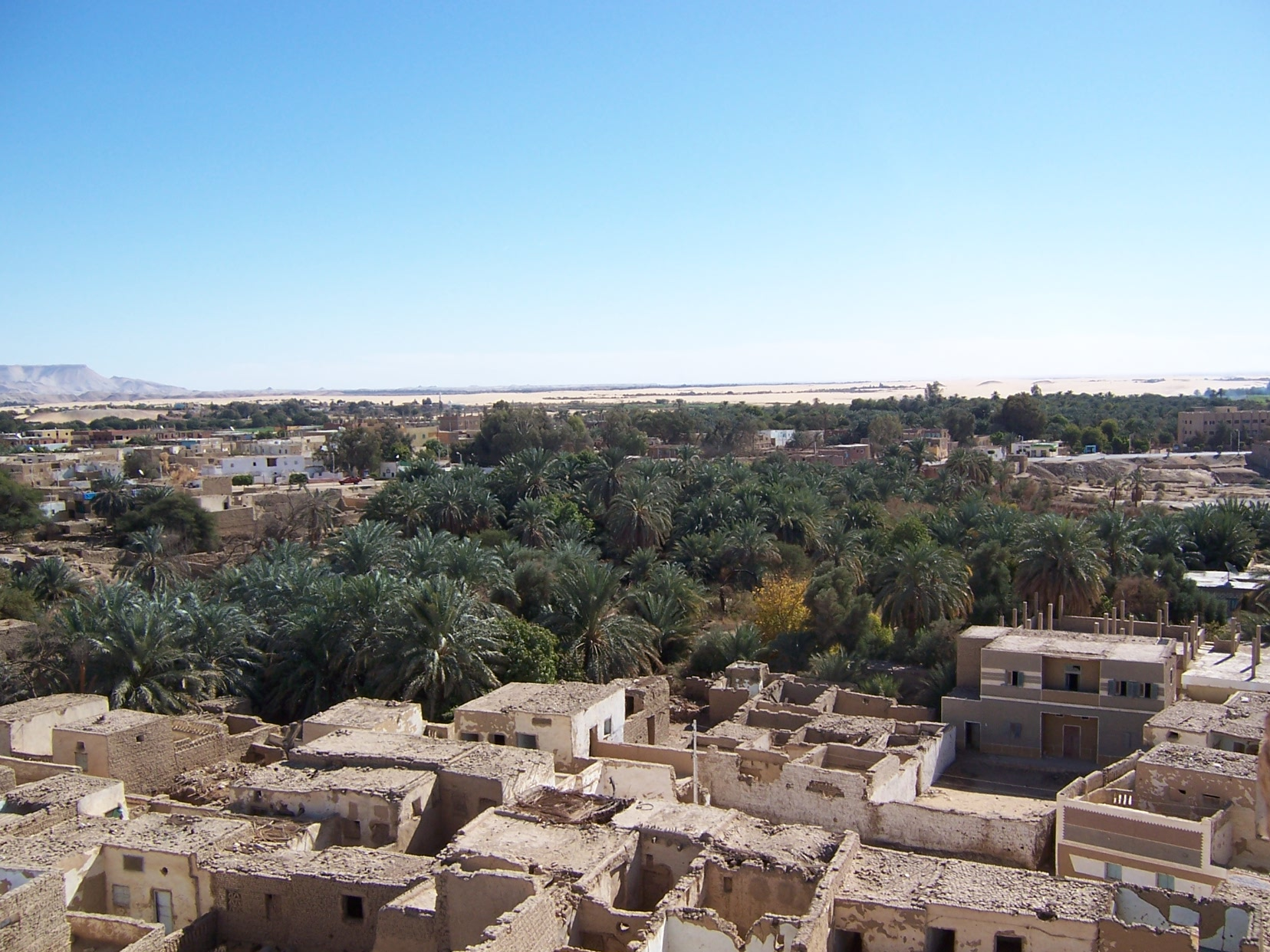
قرية القصر الأثرية "الواحات الداخلة"
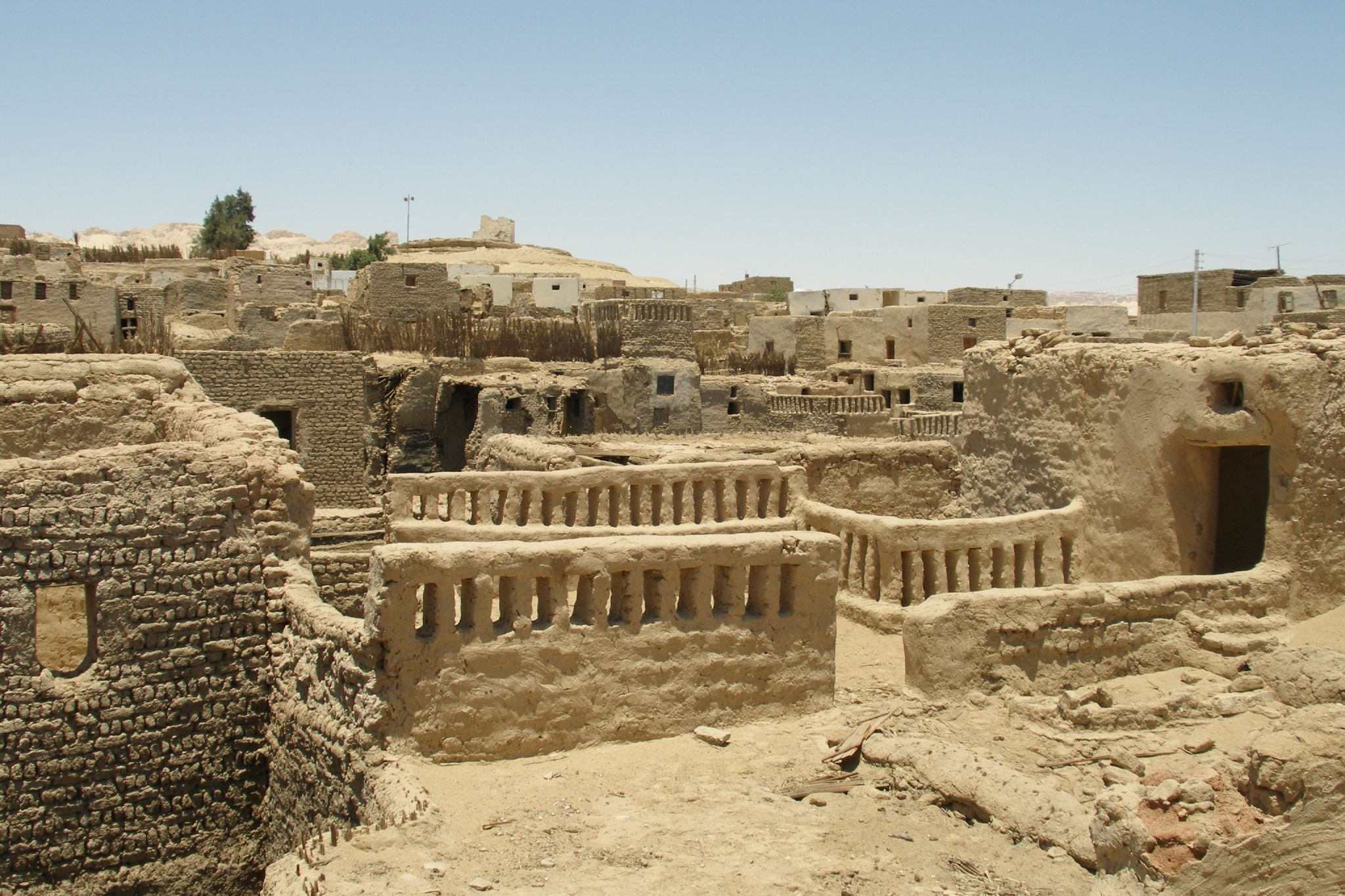
قرية القصر الأثرية "الواحات الداخلة"
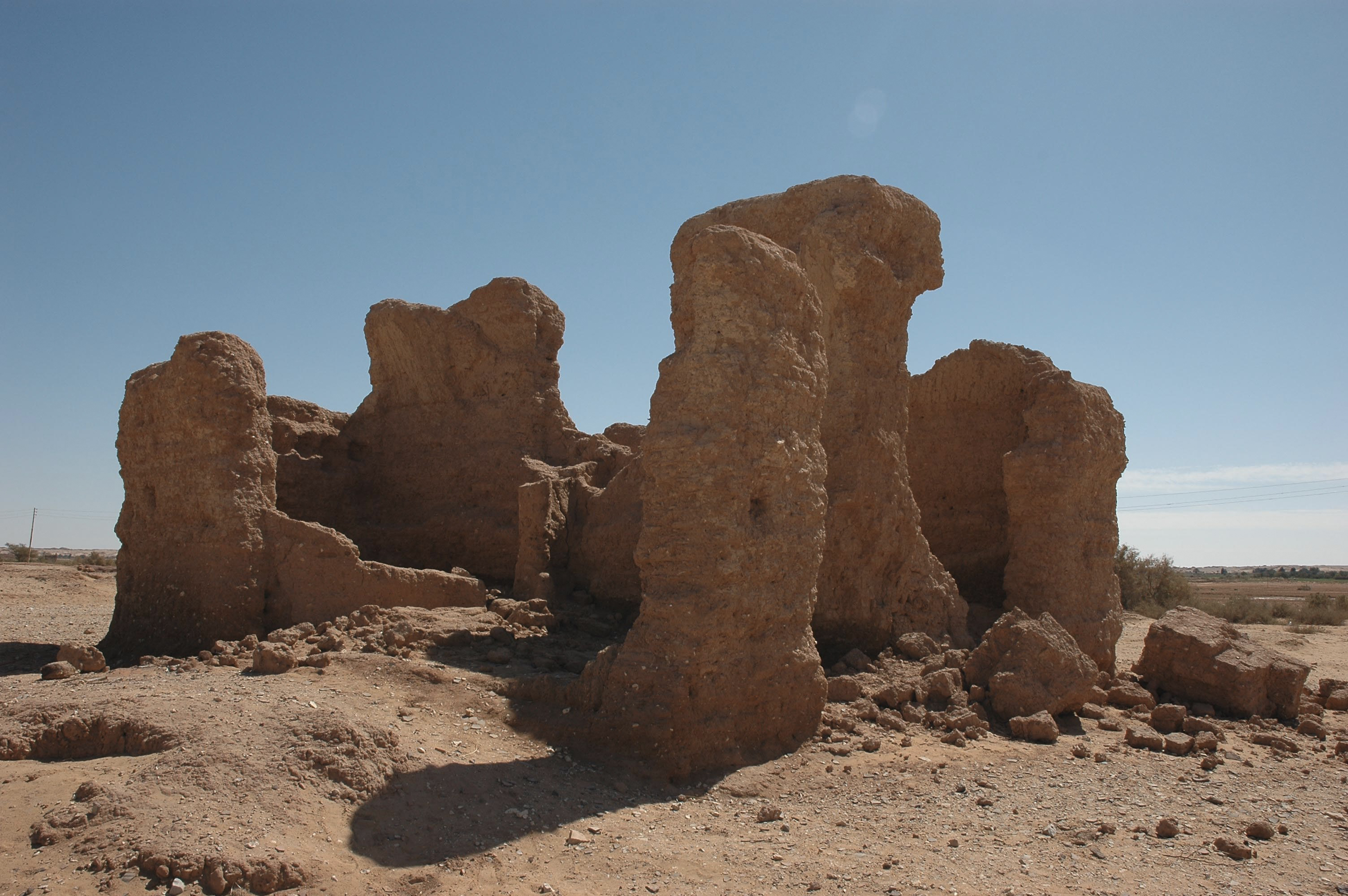
عين السبيل "الواحات الداخلة"
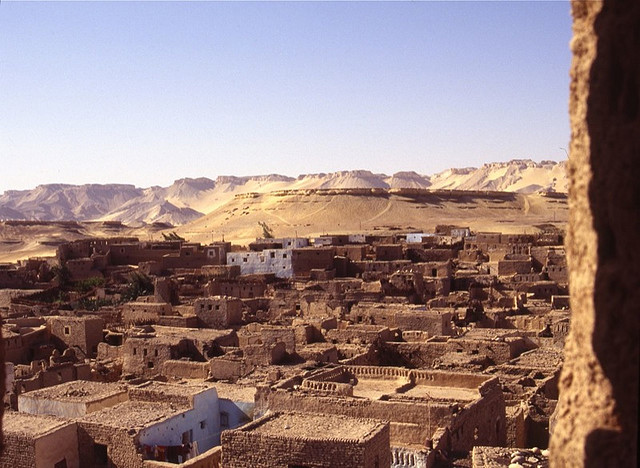
الواحات الخارجة
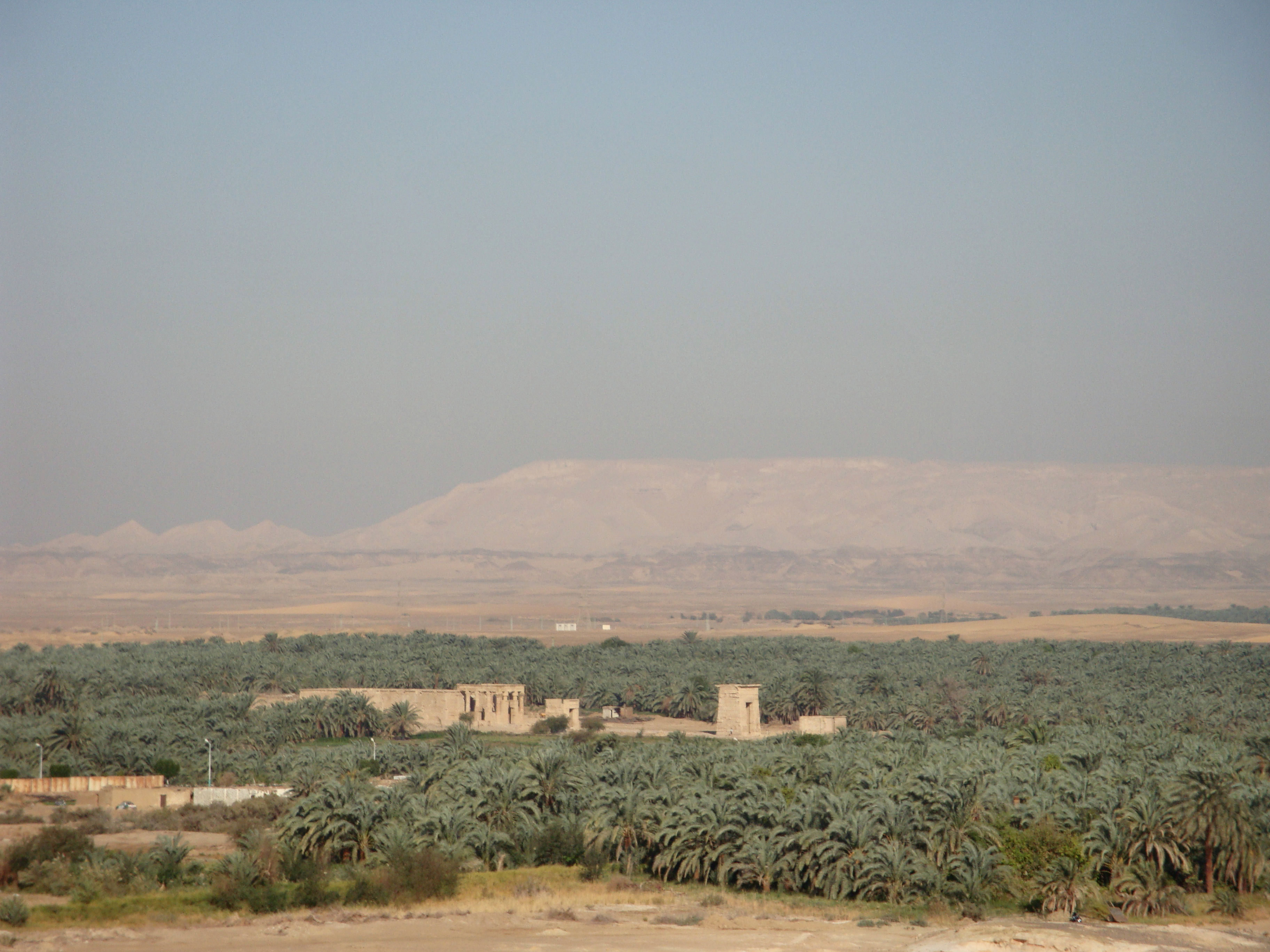
الواحات الخارجة
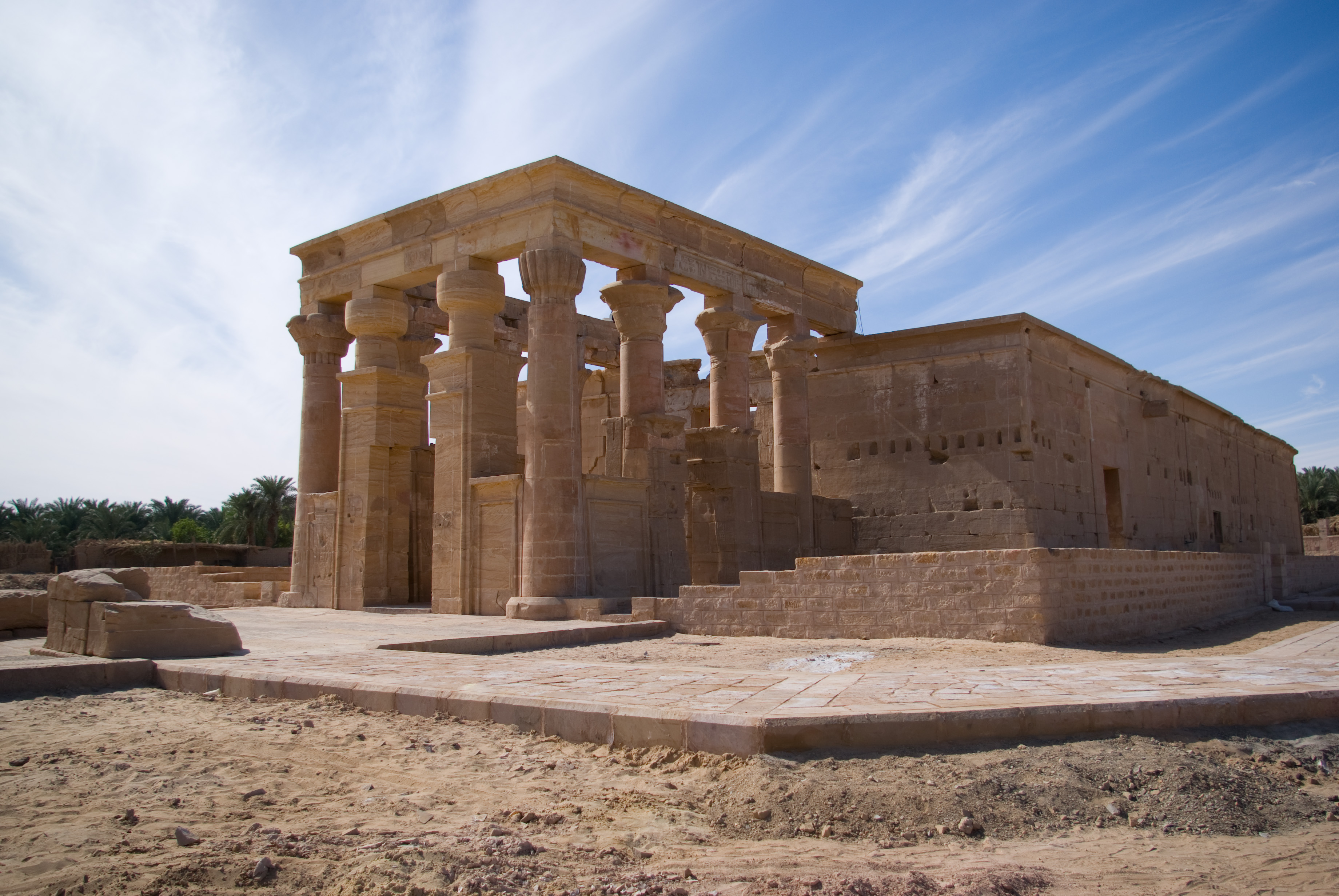
معبد هيبس "الواحات الخارجة"
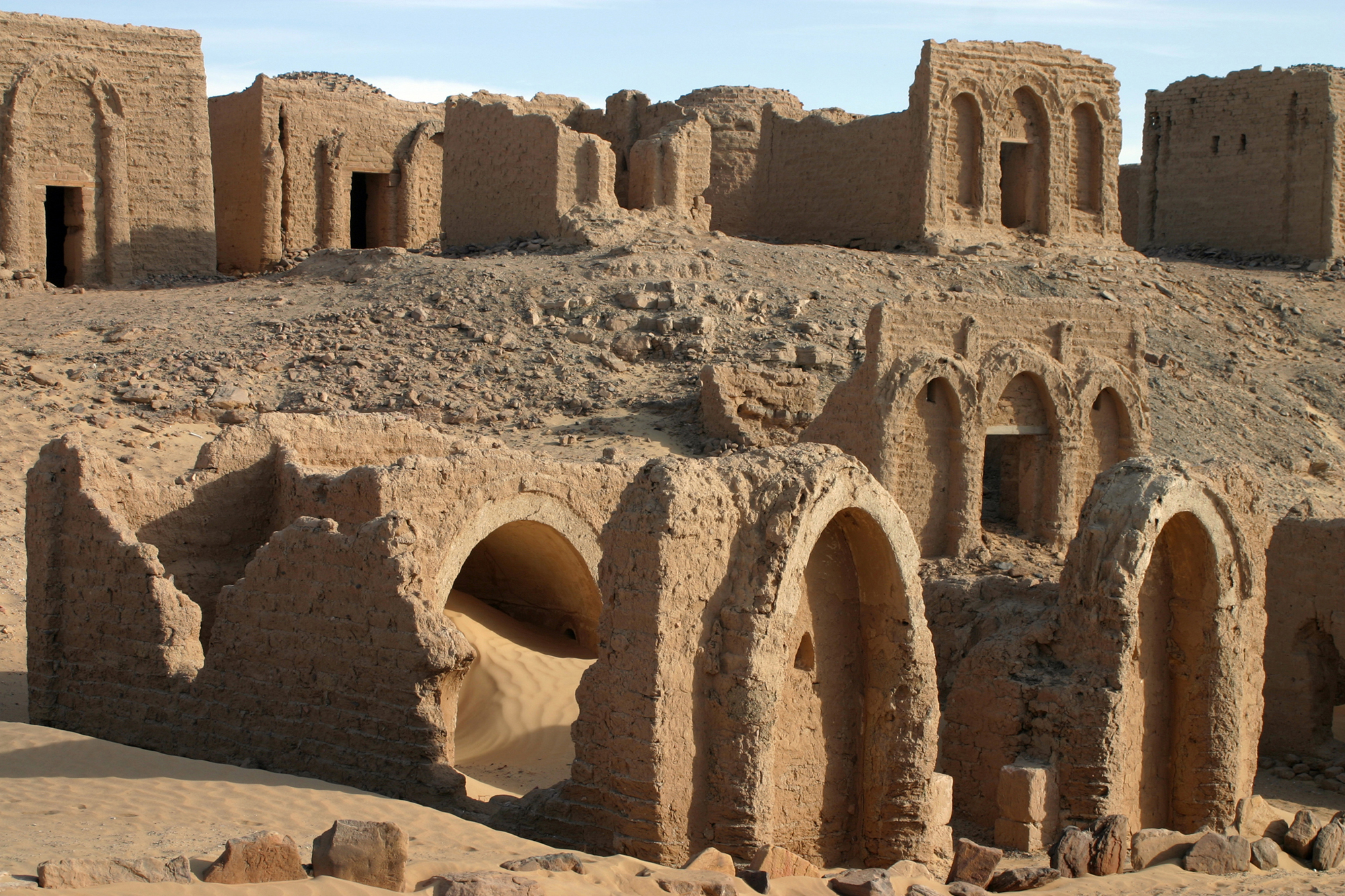
مقابر البجوات الأثرية "الواحات الخارجة"
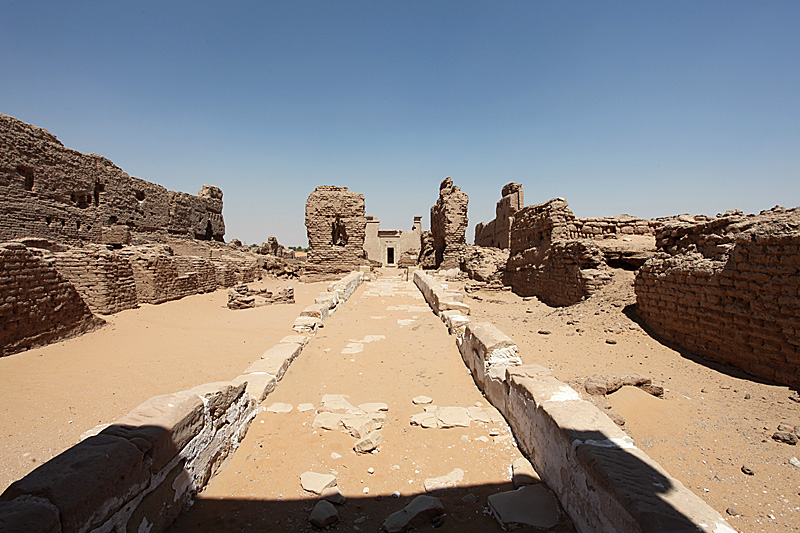
معبد قصر الزيان "الواحات الخارجة"
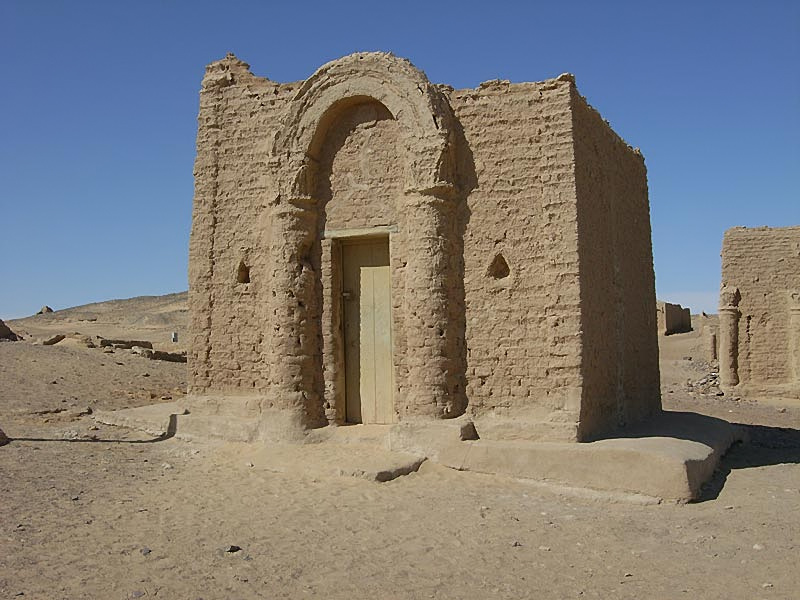
كنيسة السلام الأثرية "الواحات الخارجة"
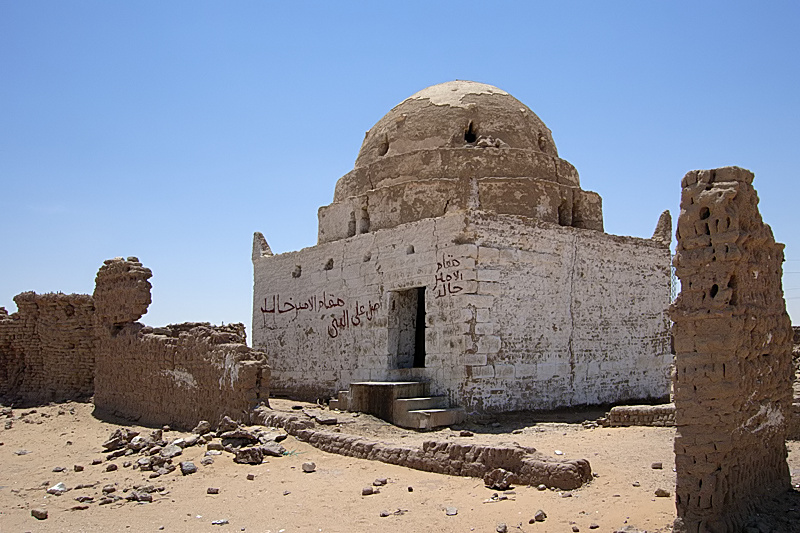
مقبرة الأمير خالد الأثرية "الواحات الخارجة"
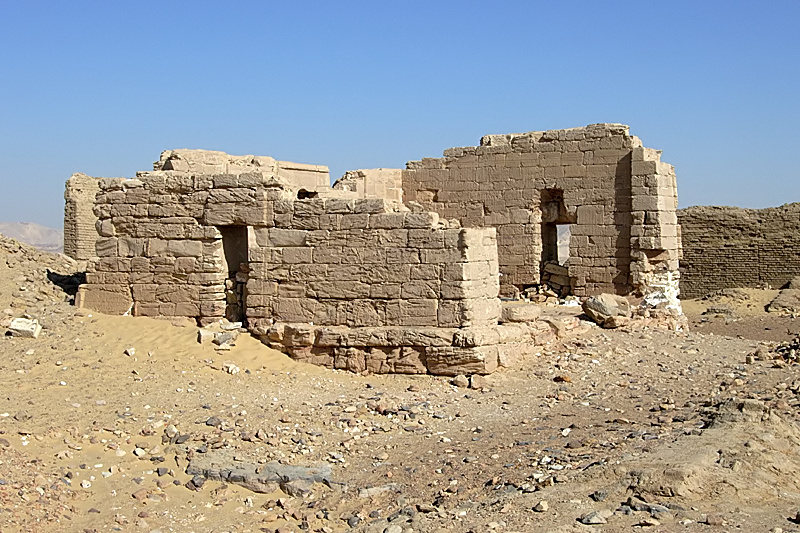
معبد نادورا "الواحات الخارجة"
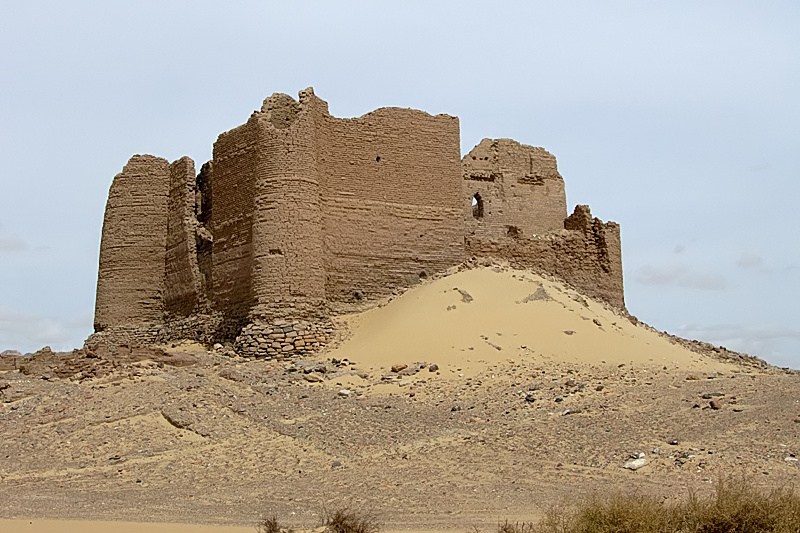
قلعة لابخة الأثرية "الواحات الخارجة"
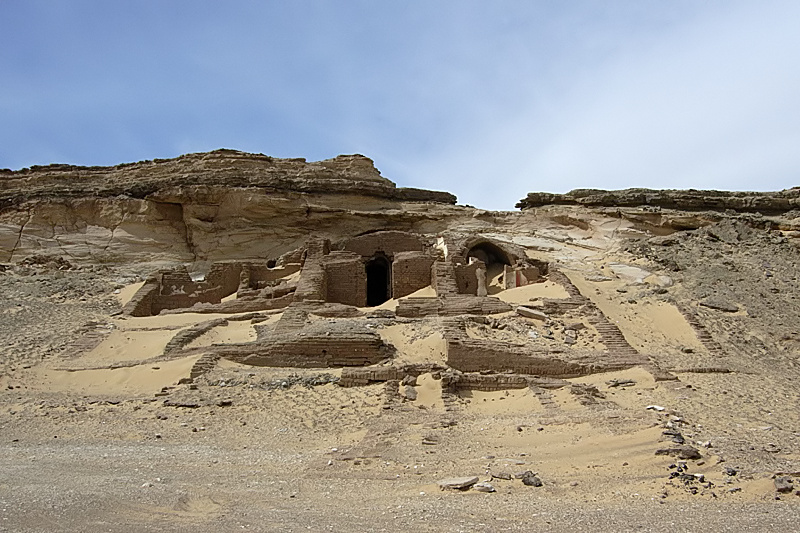
معبد لابخة "الواحات الخارجة"
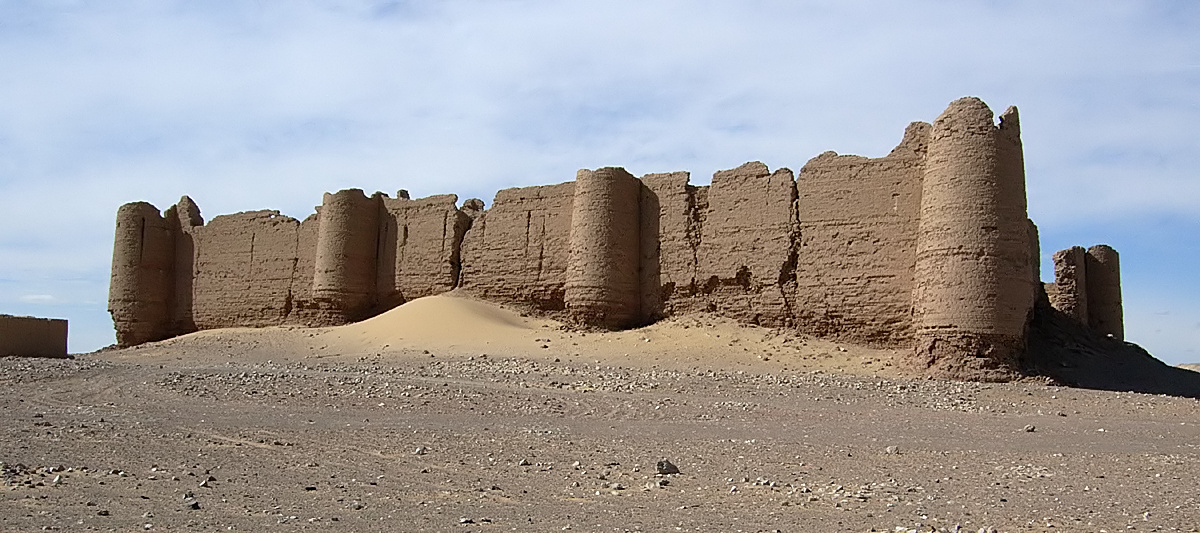
دير منيرا "الواحات الخارجة"
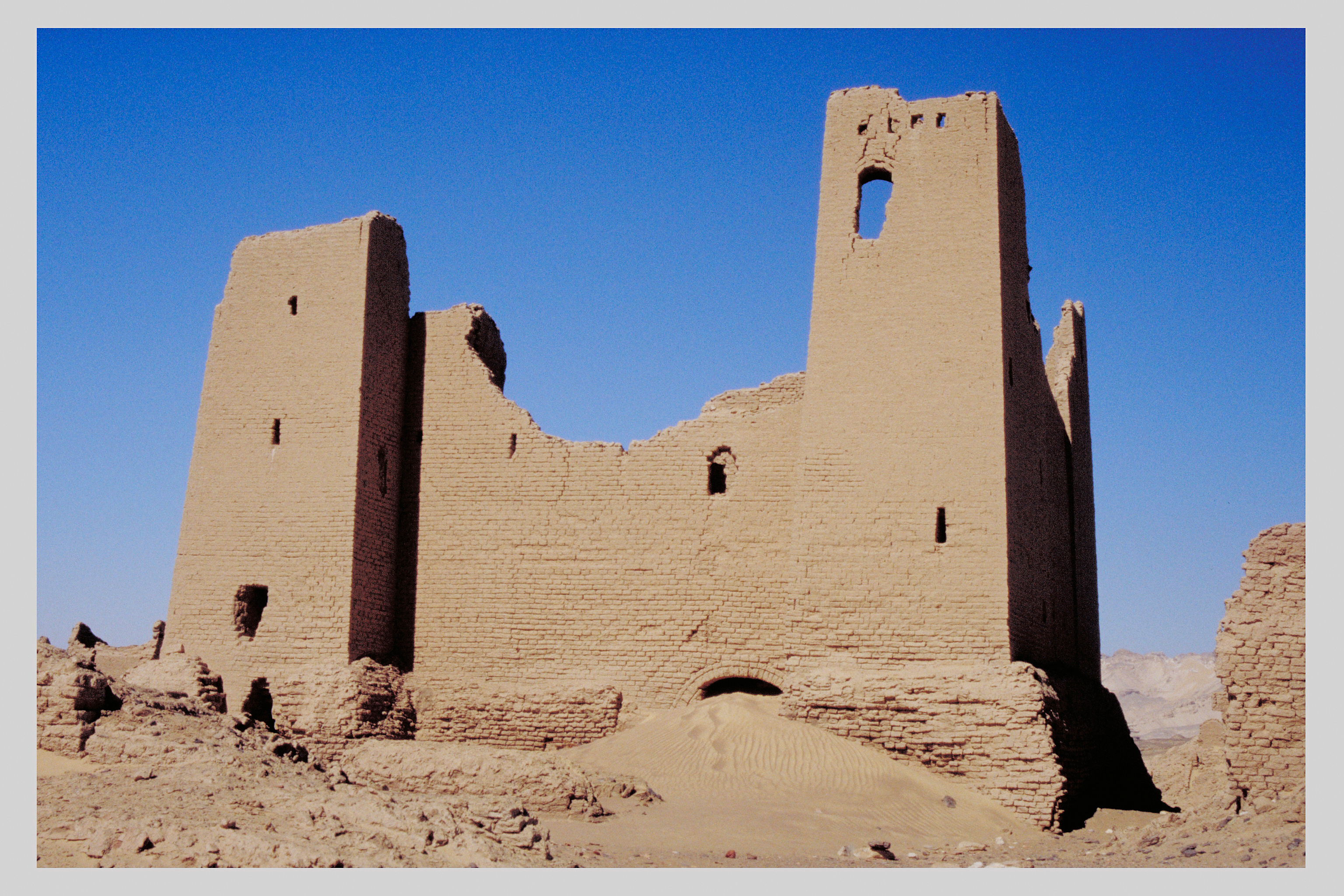
قلعة أم الدباديب "الواحات الخارجة"
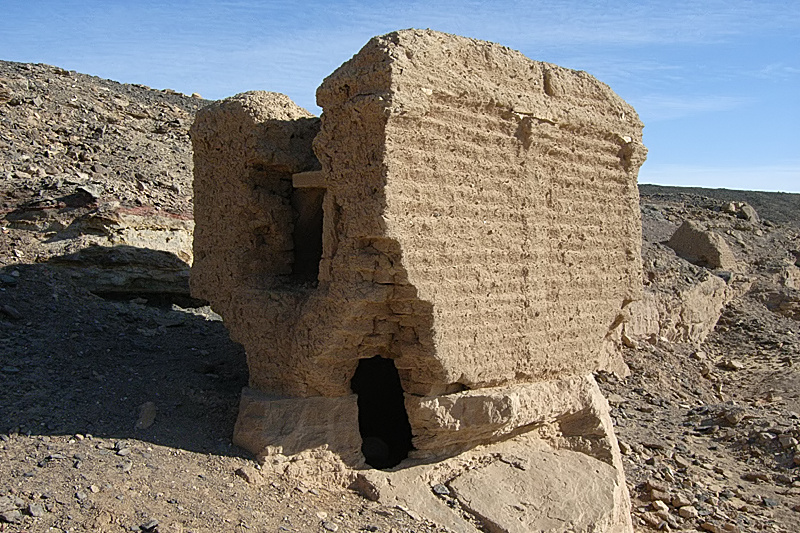
عين مصطفى كاشف "الواحات الخارجة"
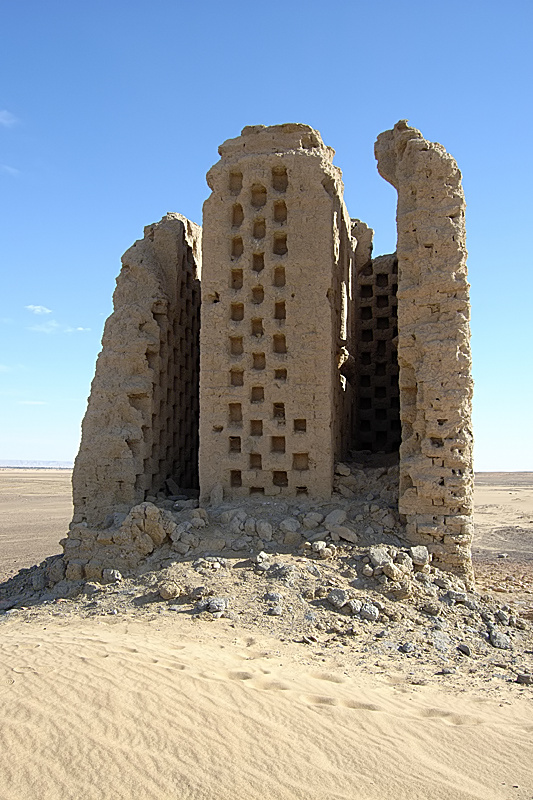
دابشية "الواحات الخارجة"